# 미도리소 사건
미도리소 사건(みどり荘事件、みどりそうじけん)은 1981년(쇼와 56년) 6월, 오이타현 오이타시에서 발생한 강간·살인 사건이다. 오이타 여자 단기대학생 살인 사건(大分女子短大生殺人事件)이라고도 불린다.
해당 사건에 대해서는 이웃방의 남성이 체포·기소돼 제1심에서 무기징역의 유죄 판결이 선고되었으나, 항소심에서 역전돼 무죄가 선고돼 확정됐다. 항소심의 판결 이유에는 피고인 이외의 진 범인의 존재가 시사되었지만, 1996년(헤이세이 8년) 6월 28일에 공소시효가 성립해 미해결 사건으로 되었다.
해당 사건은 일본에서 처음 재판소의 직권에서 DNA 감식이 채용된 사건, 당번변호사제도(当番弁護士制度) 창설의 계기로 된 사건, 또, 피해자나 가족에 대한 보도 피해 사건으로 알려져 있다.

## 개요
1981년(쇼와 56년) 6월 27일부터 28일에 걸쳐 심야, 오이타현 오이타시의 아파트 '미도리소(みどり荘)'에서 여자 단기대학생(당시 18세)가 살해됐다. 혈액형 B형의 혈액을 포함한 혈액형 A형의 타액이 검출돼 피해자의 혈액형이 A형인 것에서 이 혈액은 범인의 것이라고 추정됐다.
사건으로부터 약 반년 후인 1982년(쇼와 57년) 1월 14일에 혈액형이 B형이었던 이웃방의 구쓰카케 료이치(輿掛良一, 당시 25세)가 피의자로 체포되었고, 구쓰카케는 수사 단계나 공판의 초기에 피해자의 방에 있었던 것을 자백했으나, 재판 도중부터 진술을 바꾸며 억울함을 주장했다. 그러나 1989년(헤이세이 원년) 3월의 제1심 판결에서는 자백과 과학경찰연구소(科学警察研究所)(과경연)의 모발 감식 등으로 무기징역의 유죄 판결이 나왔다.
항소심에서는 과경연의 모발 감식이나 후쿠오카 고등재판소(福岡高等裁判所)가 직권으로 채용한 DNA 감식이라는 범행 현장에서 채취된 체모와 구쓰카케의 체모가 일치한다는 감식 결과 등에 대해 많은 비판이나 모순이 지적됐고, 1994년(헤이세이 6년) 8월에 일본의 살인 사건으로는 이례의 보석이 행해졌다. 1995년(헤이세이 7년) 6월 30일에는 무죄 판결이 나왔고, 같은 해 7월 13일에 후쿠오카 고등검찰청(福岡高等検察庁)이 상고를 단념했으며, 7월 14일에 확정됐다. 이는 사건 발생으로부터 14년이 경과한 뒤의 일이었다.
항소심의 판결 이유에는 구쓰카케 이외의 진 범인의 존재가 시사돼있다. 무죄 판결로부터 살인죄의 공소시효 성립(당시는 15년)까지 약 1년이 있었으나, 수사 기관인 오이타형 경찰(大分県警察)은 재수사를 행하지 않았고, 1996년(헤이세이 8년) 6월 28일에 시효가 성립됐다.

## 사건 발생

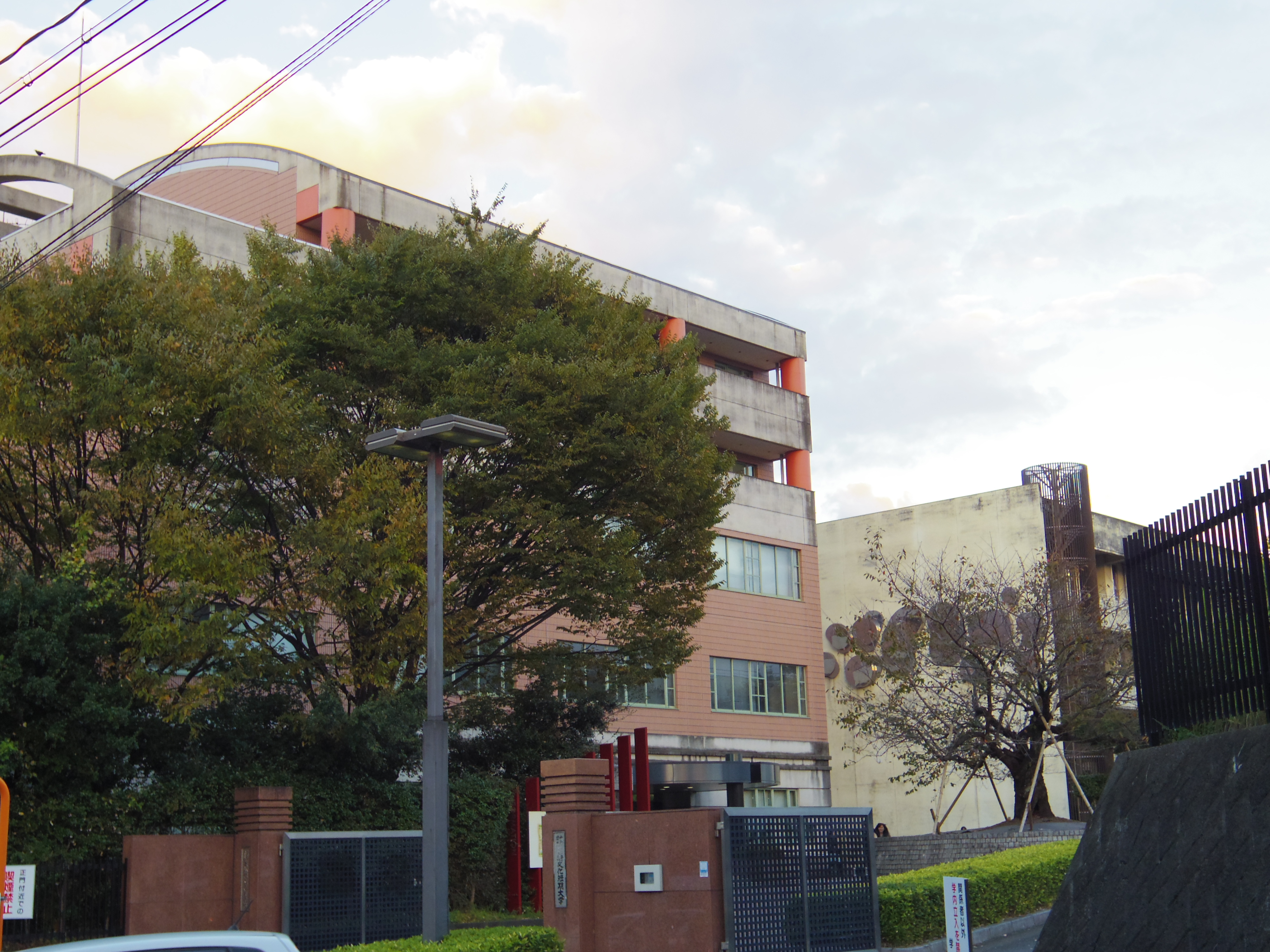
오이타 현립 예술문화 단기대학(大分県立芸術文化短期大学)
2012년 촬영.

사건 현장으로 된 곳은 오이타현 오이타시 로쿠보정(六坊町, 현 로쿠보미나미정(六坊南町))에 있던 2층 아파트 '미도리소(みどり荘)'이다. 오이타 현립 예술 단기대학(大分県立芸術短期大学, 현 오이타 현립 예술문화 단기대학(大分県立芸術文化短期大学))의 바로 북쪽에 있었고, 해당 단기대학의 학생으로 젊은 여성이 많이 살고 있었다. 방의 배치는 서쪽에 있는 현관의 문을 열면 좁은 시멘트 바닥과 3다다미 정도의 부엌, 그 안에 동쪽으로 향하고 있는 창문이 있는 6다다미의 와시쓰가 있고, 현관으로 들어가면 좌우에 욕실과 화장실이 있었다. 각층 4실로 합계 8실(101·102·103·105·201·202·203·205)가 있었고, 남쪽(1호실 쪽)에 금속제의 바깥 계단이 붙어있었다. 피해자의 여성은 203호실에서 살던 해당 단기대학 1학년의 여학생으로, 해당 단기대학 2학년인 언니와 함께 살고 있었다.
1981년(쇼와 56년) 6월 27일, 자매는 소속한 단기대학의 음악 서클과 오이타 공업대학(현 일본 문리대학)의 학생과의 조인트 콘서트에 참가했고, 종료식에서도 모여 참가했다. 22시 30분 즈음에 1차 모임이 끝나고 언니는 2차 모임으로 향했지만, 피해자는 '목욕을 하고 싶다'라는 이유로 이를 거절했다. 외의 여학생도 포함해 3명을 남학생이 바래다주었고, 미도리소 부근의 교차로에서 '바로 앞이니까'라고 하며 23시 15분 즈음에 그들과 헤어졌다. 남학생은 남은 여학생을 바래다준 뒤, 23시 30분 즈음에 2차 모임에 합류했다.
사건은 피해자가 귀가 후, 목욕을 위해 욕실의 가스에 불을 붙인 직후에 발생했다고 추정된다. 날이 지난 전후로 미도리소나 부근의 주민은 '누군가 살려줘'라는 여성의 비명과 그에 이어 우당탕거리며 물건이 쓰러지거나 누군가가 누군가를 쫓아다니는 듯한 소리를 들었다고 했다. 잠시 후 일반 대화 소리로 '가르쳐줘', '어째서' 등의 말이 들렸으나, 그 뒤 다시 우당탕거리는 소리가 이어졌다고 하였다.
한편, 언니가 참가했던 종료식의 2차 모임은 피해자 등을 바래다준 남학생이 돌아오고 곧 끝나게 되었다. 언니는 자실에서 묵을 예정이었던 친구 여성과 함께 남학생들이 미도리소까지 바래다주었고, 6월 28일 0시 30분 이후에 남학색들과 헤어졌다. 계단을 오르고, 문을 열려고 했으나, 203호실의 문은 잠겨있지 않았다. 문을 열자 부엌과 6다다미 사이의 불은 켜져있는 채였고, 부엌에서 번쩍거리는 빛 아래에 누워있는 동생을 발견했다. 상반신은 티셔츠를 입고 있었으나 가슴까지 걷어져 있었고, 하반신은 알몸이었으며, 목에는 멜빵바지가 둘러져 있었고, 입에서 살짝 혀를 낸 얼굴을 보고 언니는 동생이 죽었다는 것을 알게 됐다. 언니와 친구 여성은 경찰에게 연락을 하기 위해 바래다준 남학생들을 찾으러 돌아갔지만 보이지 않았기에 가까이에 사는 다른 남학생의  아파트를 방문해 사정을 설명했고, 이 남학생이 가까이의 공중전화에서 0시 51분에 경찰로 신고를 했다.

## 수사

### 초동 수사
6월 28일 1시 즈음에 한 명의 순사가 재빠르게 현장에 도착했다. 순사는 시체를 확인한 뒤, 양옆의 주민의 이야기를 듣기 위해 문을 두드렸으나, 205호실은 불도 꺼져있었고, 202호실은 불은 켜져있었지만 아무도 나오지 않았다. 그 뒤, 미도리소 앞의 공터를 수색하던 중, 202호실의 창문에서 남자가 '뭐 하는 거냐!(なにしよるか!)'라고 그들에게 소리를 질렀다. 순사는 202호실로 향했고, 남자에게 203호실에서 살인 사건이 발생한 것을 전했으며, 무언가 소리를 듣지 않았냐고 물었으나, 남자의 답변은 '술을 마시고 자고 있었기에 아무 것도 듣지 못 했다'라는 것이었다.
사건 현장으로 된 203호실의 현장 검증에서는 실내에 범인과 피해자가 다툰 흔적은 보였으나, 금품을 물색한 듯한 흔적은 없었다. 또, 실내에서 신발을 신고 들어온 흔적도 없었다. 사체의 질내와 음모에서 정액이 채취되었고, 음모에 묻어있던 정액은 혈액형 B형 인물의 것으로 판명됐다. 6다다미 간부터는 생리혈이 묻은 속옷(피해자는 월경 중이었다)과 유백색에 분홍색이 섞인 액체가 발견됐고, 이 액체는 혈액형 B형의 혈액을 포함한 혈액형 A형 인물의 타액이었다. 피해자의 혈액형은 A형이며, 피해자가 가해자를 깨물고 뱉어낸 것으로 추측됐다. 그 외에 실내에서 머리카락과 자매 이외의 지문이 다수 채취됐다. 검시 결과, 사인은 손으로 목을 압박한 뒤 피해자의 멜빵바지로 목을 졸라 교살시켜 질식사으로 확인됐다.
동이 트자 탐문 수사의 범위가 넓혀져 인근 주민에게서의 증언이 얻어졌다. 201호실의 주민은 '22시 즈음 침대에 누워있었으나, 옆의 202호실에서 큰 스테레오의 소리가 들려 잠에 들 수 없었다. 잠시 뒤 소리가 작아져 잠에 들었으나, 아파트의 어느 방에서 들리는 우당탕거리는 소리에 눈을 떴으며 그리고 쾅하면서 사람이 쓰러지는 듯한 소리를 들었다. 그 사이에 여성의 소리가 들렸고, 작은 목소리였지만 "어째서, 어째서"(どうして、どうして)라고 하는 것은 들렸다'라는 말을 했다. 미도리소에서 공터를 끼고 동쪽에 사는 주민도 '23시 즈음에 바닥 잠자리에 들자 잠시 뒤 "어째서"(どうして), "가르쳐줘"(教えて)라는 여성의 소리를 들었다. 그 뒤, 미도리소 2층에서 우당탕거리는 소리가 2, 3번 들렸다'라고 증언했다.
또, 사건 현장인 203호실의 북쪽으로 이웃인 205호실의 주민에게서는 더욱 상세한 증언을 얻을 수 있었다. 그녀의 말에 따르면 '당일은 23시 40분 즈음, 방의 불을 켠 채로 잠에 들었고, 어느 정도 지났는지는 모르겠으나, "꺄"(きゃー), "누군가 살려줘"(誰か助けてぇー)라는 여성의 비명에 눈을 떴다. 물건이 쓰러지는 듯한 소리도 들렸다. 어느 방에서 치한이라도 들었나 하고 생각해 이웃방의 203호실의 사람에게 물어보려고 파자마인 채로 방을 나와 203호실의 문을 두드렸을 때, 안에서 여성의 비명이 들려서 놀라 당황해 자실로 돌아갔고, 머리부터 타월 이불을 두르고 잠자리에 들었다. "으윽"(ううっ)이라는 소리도 들려와 불안하게 됐지만, 그 뒤는 평범하게 대화하는 소리가 들려왔어서 장난을 치고 있던 거였겠지라고 안심하고 화장실로 간 뒤 다시 잠자리에 들었다. 하지만, 잠시 뒤 우당탕거리는 소리와 함께 "신님 용서해주세요"(神様お許しください)라고 울부짖는 소리가 1, 2분에 걸쳐 10회 정도 반복해서 들렸다. 그리고 다시 조용하게 됐으나, 잠시 뒤 오시이레 쪽에서 덜컹덜컹거리는 소리가 들려와서 무서워져 생가로 돌아가려고 옷을 갈아입고 방을 뛰쳐나왔다. 그때 나무 샌들을 신고 있었기에 금속제의 바깥 계단은 꽝꽝거리는 날카로운 소리를 냈다. 단기대학 앞의 공중전화에서 생가에 연락을 했고, 이어서 택시를 불러 생가로 돌아갔다. 택시에 탄 것은 0시 40분 즈음, 처음 여성의 비명을 듣고 눈을 뜬 것은 그때로부터 15분이나 20분 정도 전이라고 생각한다'라는 것이었다.
이런 정보로 범인은 심야에 피해자를 방문해도 방에 들여줄 정도의 면식이 있는 인물이라고 추정됐다. 6월 29일의 오이타 합동 신문도 범인이 신발을 신고 침입한 흔적이 없는 것이나 문의 자물쇠가 망가져있지 않은 것 등으로 '지인의 범행인가(顔見知りの犯行か)'라고 보도했다. 하지만, 용의자로 수사 선상에 부상한 것은 이런 범인상과는 다른 인물이었다.

### 피의자
피의자로 부상한 것은 사건 현장의 이웃방 202호실에 사는 구쓰카케 료이치(輿掛良一)였다.
구쓰카케는 1956년(쇼와 31년) 5월 9일, 오이타현 오노군(大野郡) 오노정(현 분고오노시)에서 태어났다. 생가는 농가였다. 넷째 아이로 태어난 장남이었기에 귀여움받으며 자랐고, 어릴 때는 밝고 활발한 아이였다고 한다. 하지만, 초등학교 4학년 때에 아버지가 당뇨병에 걸려 입퇴원을 반복하게 되자 생활은 완전히 달라졌고, 중학교에 들어가자 어머니가 아버지의 간병을 위해 오이타시로 옮겨갔기에 누나 2명과 함께 셋이서 살게 됐다. 중학교 2학년 2학기부터는 등교 거부를 하게 되었고, 그때 자폐 정신병질로 진단돼 투약 치료를 받았다. 다음 해, 어머니와 오이타 시내의 아파트에서 함께 사는 것으로 돼 오이타 시립 오지 중학교(大分市立王子中学校)로 전학을 갔다. 1년 늦게 중학교를 졸업해 오이타 전파 고등학교(大分電波高等学校, 현 오이타 국제 정보 고등학교(大分国際情報高等学校))로 진학하자 해당 학교에서 알게 된 친구와 모터사이클을 타고 다니게 되었다. 고등학생 시대에는 연인도 가졌다. 고등학교도 더욱이 1년 늦게 졸업한 뒤 항공자위대에 입대했고, 초기 교육이 끝나자 1977년(쇼와 52년) 8월에 쓰이키 기지에 배속됐다. 신입 대원으로 한 명의 총검도 기지 대표로 선발된 구쓰카케는 선배에게 특별히 노려졌다. 하지만, 1980년(쇼와 55년) 1월 13일, 음주 운전으로 자동차가 대파될 정도의 사고를 일으켰고, 구쓰카케 자신은 쇄골의 골절로 끝났지만, 자위대는 퇴직할 수 밖에 없었다.
그 뒤, 몇 가지 일자리를 전전한 뒤 생가로 돌아갔고, 같은 해 10월 1일부터 시내의 호텔로 음료부의 웨이터로 일하기 시작했다. 더욱이 같은 해 9월에는 아버지가 사망하였다. 그런 뒤, 고등학생 시절의 연인과는 헤어졌던 구쓰카케는 해당 호텔의 양식 레스토랑에서 일하는 연인이 생겼다. 해당 상대는 고등학교를 막 졸업한 19세로, 그녀는 키 170센티미터·몸무게 65킬로그램에 느릿느릿한 펀치 펌의 구쓰카케를 '아저씨(おっさん)'라고 불렀다. 새 연인의 친구 여자들은 우연히 구쓰카케의 고등학생 시절 친구의 교제 상대였고, 두 명은 아파트를 빌려서 동거를 하고 있었다. 이에 새 연인에게 '같이 살고 싶다'라고 졸랐던 구쓰카케는 1981년(쇼와 56년) 4월 20일부터 미도리소의 202호실에서 동거를 시작하게 되었다. 둘의 교제·동거는 서로의 부모의 인정을 받은 사이였다.
사건이 일어난 전날인 1981년(쇼와 56년) 6월 26일은 구쓰카케와 연인은 조기 출근 근무였고, 15시에 근무가 끝나 친구를 포함해 3명이서 파친코로 간 뒤, 친구의 집이나 끽다점으로 가 심야에 귀가했고, 성행위를 하고 잠에 들었다. 다음날 6월 27일은 둘 다 휴무로, 낮에 일어나 섹스를 하고 다시 잠에 들었으며, 15시 즈음에 기상하였다. 그러나 이후 연인은 함께 저녁밥의 장보기를 하러 가자고 권유하였으나, 구쓰카케는 이를 거절했고, 바로 말다툼으로 이어졌다. 연인은 이전부터 불만이 있던 생활비에 대해 말다툼을 하였고, 결국 연인은 생가로 돌아가겠다고 하고는 방을 나가버렸다. 말다툼은 둘에게 있어서 자주 있었지만, 방을 나가버린 것은 둘이 동거를 하고 난 뒤로 처음 일어난 일이었다.
사건이 일어난 날 밤, 구쓰카케는 연인이 나가버린 방에서 혼자 있었으며, 사건 현장의 북쪽 이웃방인 205호실의 주민뿐만 아니라 201호실이나 공터를 사이에 둔 주택의 주민도 큰 소리를 들었음에도 불구하고, 남쪽 이웃방인 202호실의 구쓰카케가 '술을 마시고 자고 있었기에 아무 것도 듣지 못 했다'라고 하는 것은 자연스럽지 않았다. 더욱이 사건 날 수일 후에는 102호실의 주민이 '우당탕거리는 소리가 들리지 않게 된 뒤로 201호실 혹은 202호실의 욕조에 물을 담는 소리를 들었다'라는 내용을 증언했다.

### 임의수사
사건 직후에 도착한 순사에게 '술을 마시고 자고 있었기에 아무 것도 듣지 못 했다'라고 답한 구쓰카케는 그 직후 소란을 알아차리고 얼굴을 낸 201호실의 주민에게 살인 사건이 있었던 것을 전했다. 그리고 구쓰카케는 순사의 허가를 얻고 공중전화로 갔고, 연인의 생가로 전화를 걸었다. 이에 전화를 받은 것은 연인의 어머니였으나, 연인은 이미 자고 있었기에 연인의 어머니에게 사건에 대해 전하고 전화를 끊었다. 또, 미도리소로 돌아가던 도중에 신문사의 기자로부터의 취재를 받았다.
그 뒤, 구쓰카케는 방으로 돌아갔고, 오이타현 경찰 본부 형사부 수사 제1과 강행범특수계장의 T 경부보가 방문해 임의동행을 요구했다. 이에 응한 구쓰카케는 4시 30분 즈음부터 6시 30분 즈음까지 오이타 경찰서(大分警察署, 현 오이타 주오 경찰서(大分中央警察署))에서 조사를 받았다. 구쓰카케의 진술에 의하면 연인이 방을 나가버린 뒤에는 '고기와 양배추, 위스키를 사러 나갔고, 고기 채소 볶음을 만들었으며, 이를 안주로 야간 경기를 보면서 맥주 하나와 위스키를 마셨다. 위스키는 미즈와리로 해 병의 1/3정도를 마셨다', '그대로 자버렸고, 깨보니 야간 경기는 끝나 있었기에 스테레오로 나가부치 쓰요시의 음반을 평소보다 큰 소리로 틀었다', '그것을 들으면서 또 자버렸고, 다시 깨보니 음반은 끝나 있었으며, TV에서는 영화를 하고 있었고 술집이나 독일 군인이 나선형 계단을 내려오는 장면이었다'라는 것이었다. 조사 마지막에 몸에 상처가 있는지를 확인했고, T 경부보는 구쓰카케의 목과 가슴, 왼쪽 손등의 상처를 보았으며, 이에 대해 무슨 상처인지 물어보았다. 구쓰카케의 대답은 목의 상처에 대해서는 기억이 없고 '벌레한테 물려서 긁은 것일 지도 모른다'라고 했고, 가슴과 왼쪽 손등의 상처에 대해서는 '일을 하던 중 맥주 선반을 옮길 때 생긴 상처인 것 같다'라고 하였다. 귀가한 구쓰카케는 걱정이 돼 오니기리를 손에 들고 달려온 연인에게 전날 밤의 일을 설명했고, 조기 출근 근무를 13시의 정시 출근으로 변경받았으며, 한 숨 잔 뒤 직장으로 출근하였다. 저녁에는 직장을 T 경부보가 방문했고, 재차 구쓰카케의 상처를 확인한 외에 연인으로부터 생가로 돌아간 경위, 외의 동료로부터 근무 중의 상처에 대해 이야기를 들었다.
T 경부보는 다다음날인 6월 30일에도 재차 임의수사를 행했다. 이날의 조사는 10시부터 22시에 이르고, 오전 중에 거짓말 탐지기 검사를 행했으며, 모발 4가닥을 임의 제출시켰다. 이 조사를 받은 뒤, 오이타 합동 신문은 이날의 석간에서 익명이긴 했지만 '중요 참고인을 부르다-젊은 회사원을 추궁하다(重要参考人を呼ぶ-若い会社員を追及)'라고 보도했다. 이 보도에 의해 구쓰카케는 근무처로부터 '일단 보류이므로'라고 사직원을 쓴 다음 휴직 취급으로 되어 자택 대기를 명령받았다.
그 뒤로도 7월 11일·7월 12일·7월 15일로 T 경부보에 의한 임의수사가 이어졌지만, 구쓰카케는 '술을 마시고 자고 있었기에 아무 것도 기억나지 않는다'라고 반복할 뿐이었다. 7월 11일의 조사에서는 왼쪽 손들의 사진 촬영으로 당일 입고 있던 속옷 등의 임의 제출을 했고, 7월 15일에는 모발 10가닥이 임의 제출됐다. 하지만, 이어서 7월 말 즈음에 행해진 조사에서는 구쓰카케가 더이상의 조사에 응하는 것을 거부했기에 이후 임의수사는 할 수 없게 됐다. 그럼에도 9월 14일에는 신체검사 영장과 감정 처분 허가장에 기반해 음모 10가닥을 제출시키는 등 구쓰카케로의 수사는 이어졌다. 그러나 체포로 맺어질 만한 직접적인 증거를 얻지는 못 했다. 더욱이 사건 후, 구쓰카케와 연인은 동거를 해소해 각각 생가로 돌아갔고, 7월 11일에는 미도리소의 방을 나갔지만, 둘의 교제는 이어졌다.

### 체포
오이타시 내에서는 같은 해 12월에 연속 방화 사건이 발생했다. 또, 같은 해 10월에 발생한 은행에서 500만 엔이 강탈된 강도 사건도 미해결인 채였다. 이로 인해 시민·대중 매체의 경찰에 대한 시선은 안 좋게 되었고, 미도리소 사건의 해결에는 경찰의 위신이 걸려 있었다. 그런 도중 12월 11일, 구쓰카케가 동료 4명과 함께 택시 운전사에게 폭행을 하는 사건이 발생했다. 구쓰카케는 8월 1일에 근무로 복귀했으나, 당일은 구쓰카케가 일하는 호텔의 상여금 지급날로, 5명은 술에 취한 상태였다. 경찰은 그곳에서 구쓰카케만을 폭행 혐의로 체포했다. 명백한 별건 체포이긴 했으나, 구쓰카케가 임의수사를 거부한 이상, 경찰은 어떻게든 신분을 확보하고 싶었던 것이라고 추정된다. 그러나 사건의 다음날 아침, 구쓰카케의 직장의 노동조합이 의뢰한 오이타 합동 법률사무소(大分合同法律事務所)의 후루타 구니오(古田邦夫) 변호사가 개입했다. 합의서나 탄원서를 정리해 '취한 상태였기에 기억이 나지 않는다'라고 꺼려하는 구쓰카케를 '인정하면 나올 수 있으니까'라고 설득했고, 구쓰카케는 벌금 2만 엔의 약식명령으로 1주간에 석방됐다. 그러나 구쓰카케에게는 '변호사는 내 이야기를 들어주지 않는다'라는 불만만이 남아있었다.
12월 28일, 과학경찰연구소(科学警察研究所, 과경연)에서 기다리고 기다리던 보고가 오이타현 경찰에게 전해졌다. 모발 감식의 결과, 피해자의 방에 남아있던 체모 중 3가닥이 구쓰카케의 모발과 동일하다는 것이었다. 결국 물증을 얻게 된 경찰은 구쓰카케 체포를 향해 움직였 해가 밝고 1982년(쇼와 57년) 1월 14일, 오이타 합동 신문은 조간 1면에서 '“이웃방의 남자” 체포로 체모, 혈액형이 일치 오이타서가 단정(“隣室の男”逮捕へ 体毛、血液型が一致 大分署が断定)', '사건 직후, 새로운 상처(事件直後、新しい傷)'라고 보도했다.
이날 오전 중, 자동차교습소에 있던 구쓰카케에게 연인으로부터 '아저씨가 체포된다고 신문에 나와있다'라고 전화가 들어왔다. 이에 '지배인이 연락하라고 했다'라는 것으로 연락해 지배인실로 향하자 재차 보류로 퇴직서를 쓰게 됐고 자택 대기를 명령받았다. 구쓰카케는 기사를 본 어머니가 걱정하고 있을 것이라 생각해 서둘러 자택으로 돌아갔으나, 어머니는 부재 중이었다. 그리고 같은 날 12시 50분, 구쓰카케는 걱정이 돼 자택을 방문해 온 고등학생 시절 친구와 자택에 있었던 때에 T 경부보에 의해서 체포되었다. 신문 기사를 보고 모여있던 많은 보도진이나 구경꾼이 보는 안에서 구쓰카케는 오이타 경찰서로 연행됐다. 그날의 오이타 합동 신문의 석간은 '호텔 종업원 체포, 집념…… 7개월 만에(ホテル従業員逮捕、執念……7カ月ぶりに)', '무뚝뚝한 범인·구쓰카케(ムッツリした犯人・輿掛)'라는 헤드라인과 연행되는 구쓰카케의 사진을 크게 게재했다.
경찰은 체포 당일부터 T 경부보와 오이타 경찰서 형사 제1과 강행범 제1계장인 H 경부보를 중심으로 두 팀을 만들어 교체로 구쓰카케를 추궁했다. 체포 당초는 체포 전과 비슷하게 '술을 마시고 자고 있었기에 아무 것도 기억나지 않는다'라고 용의를 부인했던 구쓰카케도 엄격한 조사 전에 1월 18일 오전에 이르러 결국 자백했다. 오이타 경찰서장의 발표를 받고 1월 22일의 오이타 합동 신문 조간에서는 '구쓰카케 결국 자백(輿掛やっと自供)', '"나임이 틀림없다 연인과 싸움… 확 하고" 양심 흔들리는 설득으로…(『私に間違いない　恋人とけんか…カッと』良心ゆさぶる説得で…)'의 헤드라인으로 아래, '21일까지 구쓰카케는 "제가 했음에 틀림없습니다. 유족이나 시민 분들께 민폐를 끼쳐서 죄송합니다"라고 전면적으로 자백했다', '"연인과 싸우고, 여자친구가 아파트를 나가 기분이 언짢아 술을 마시고 있었다. 그곳으로 (피해자 이름) 씨가 돌아왔어서……"라고 진술했고, 범행은 발작적인 것으로 보인다'라는 기사가 올라왔다.
구쓰카케는 1월 30일부터 3월 10일까지 시내의 나카소네 정신병원(仲宗根精神病院)에서 정신감정을 받았다. 감정에서는 먼저 조현병 또는 정신분열증에 대해서 검사를 행했지만, 결과는 '정상'이었다. 다음으로, 이상 명정(異常酩酊, 알코올 혈중 농도에 대응하지 않는 흥분이나 환각 등의 정신 상태를 동반해 취하는 것)의 가능성을 확인하기 위해 사건 당일 밤과 같은 양의 주량을 받는 음주 실험이 4회 행해졌으나, 결과는 자 버려 꽤 일어나지 않는다는 것 뿐인 통상 명정이었다. 더욱이 몽유병에 대해서 관찰도 행해졌으나, 그것도 확인할 수 없었다. 마지막으로 해리성 기억상실을 의심해 마취 면접이 시험됐으나, 기억상실의 징후도 인정받지 않았다. 이들로부터 '내향적이고 동시에 소극적'이고 '범행 시에 심인성 쇼크가 보인 것으로부터 추측돼듯이' '심적 스트레스에 대한 저항력이 약하고, 위기적 상황에 있어 용이하게 심적 파탄으로 되는 경향이 있지만' '정신 질환이나 기억상실은 존재하지 않는다'라는 감정 결과를 얻었고, 구쓰카케는 3월 15일에 강간치사·살인의 죄로 기소됐다.

### 기소 전 변호
1981년(쇼와 56년) 12월의 구쓰카케의 폭행 사건의 변호를 담당한 후루타(古田) 변호사는 그 뒤에도 구쓰카케가 신경이 쓰였다. 폭행 사건에 대해서는 본디 구쓰카케가 근무하는 호텔의 노동조합에서 의뢰를 받은 사무소의 선배 변호사의 사정으로 대신 대응한 것 뿐이었으나, 미도리소 사건을 추궁하기 위한 별건체포라 느낀 후루타 변호사는 위법수사를 막기 위해 일단 구쓰카케를 빨리 석방시키는 것을 우선으로 1주간으로의 석방을 실현하고 있었다. 그때 구쓰카케로부터 미도리소 사건에 대해서 '하지 않았다'라고 들은 것만으로 구쓰카케 체포의 보도에 접해 '별건이라고는 하나 한 번 변호를 한 자로서 만나러 가야 하는 것은 아닌가'라고 생각하고 있었다. 체포 다다음날인 1982년(쇼와 57년) 1월 16일, 후루타 변호사는 아직 본인으로부터도 가족으로부터도 의뢰 받지 않았으나 '변호인이 되려는 자'로 자백 전의 구쓰카케와 면회를 했다. 그곳에서도 재차 '하지 않았다'라는 구쓰카케의 말을 확인했고, 금전면으로 '응'이라고 하지 않는 구쓰카케에게 일단 변호인 선임서를 쓰는 것만 쓰게 하고 그날의 면회를 끝냈다.
당시의 후루타 변호사는 등록 2년째로, 부인하고 있는 구쓰카케의 형사 변호를 혼자서 맡을 자신은 없었다. 사무소에서 상담을 하고 '외부의 변호사와 짜는 쪽이 좋다'라는 결론으로 되었고, 1월 18일에 새로 외부의 선배 변호사와 함께 구쓰카케와 접견했다. 그러나 그곳에서 구쓰카케로부터 나온 것은 가족과의 면회와 바꿔 '방금 옆방에 있었다고 인정했다'라는 말이었다. 선배 변호사에게는 부인 사건으로 협력을 의뢰한 것도 있어서 후루타 변호사는 접견을 짧게 일단락을 지었고 둘이서 변호에 임한다는 이야기도 중지되었다. 후루타 변호사는 1월 20일·1월 22일에도 구쓰카케와 접견했으나 부인 사건이 아니게 된 이상 가족의 경제적인 부담을 생각해도 국선변호로 하는 쪽이 좋지 않을까 하고 생각하기 시작했다.
1월 23일, 오이타 지방 재판소의 변호사 대기실에서 후루타 변호사는 도쿠다 야스유키(徳田靖之) 변호사로부터 연락을 받았다. 도쿠다 변호사는 후루타 변호사의 초·중·고등학교의 8년 선배에 해당하고 사법 수습생 시절부터 친한 사이였다. 미도리소 사건에 대해서 질문을 받은 후루타 변호사는 솔직하게 국선변호로 해야 하는지 고민하고 있다고 답했다. 그러나 도쿠다 변호사의 생각은 달랐다. 피의자는 자폐라는 보도도 있고, 사건의 경위에서는 이상 명정의 가능성도 있으므로 책임능력의 유무로 다투게 될 가능성도 있으니 기소 전의 변호 활동을 이어가야 한다는 것이었다. 그리고 도쿠다 변호사는 자신이 함께 변호사로 되어도 좋다고 신청했다. 이렇게 해서 둘은 1월 25일에 구쓰카케의 맏누이와 만나 착수금을 받고 정식으로 가족의 의뢰에 따른 구쓰카케의 변호인으로 되었다. 그러나 도쿠다 변호사가 기소 전에 구쓰카케와 접견한 것은 1월 27일과 1월 29일의 두 번 뿐이었다.
전술한 대로, 구쓰카케는 1월 30일부터 3월 10일까지 정신감정을 위해 감정유치로 나왔다. 이에는 이상 명정에 따른 심신상실 내지 심신미약을 추정하고 있던 변호측에게도 이론은 없었다. 감정 결과는 '정신 질환이나 기억상실은 존재하지 않는다'였으나, 3월 10일에 접견한 후루타 변호사는 감정에서 돌아온 구쓰카케로부터 놀라운 이야기를 듣게 된다. '주사를 맞고 심문당했다'라는 것이다. 후루타 변호사는 곧바로 도쿠다 변호사와 상담해 '감정유치 장소에서 자백유도제가 사용됐을 가능성이 있고, 그 영향이 남아있는 상황 하에 조사는 문제가 있으니 급히 유치 장소를 구치소로 옮기도록'이라고 오이타 지방 재판소에 상신했다. 이가 인정돼 3월 13일에 구쓰카케는 오이타 경찰서 내의 유치장에서 구치소로 이송됐다.

## 제1심

### 유무죄인정
오이타 지방 재판소의 첫 공판의 기일은 1982년(쇼와 57년) 4월 26일로 결정됐고, 그 약 10일 전에 변호단에 대해 관계 서류의 개시가 행해졌다. 이때 처음 구쓰카케의 진술 조서를 본 변호단은 곤혹했다. 신문 보도 등에서는 '전면 자백'이라고 보도됐음에도 불구하고, 구쓰카케의 진술은 '정신을 차려보니 203호실에서 피해자의 유체 옆에 서있었다', 침입 경로나 범행 상황은 전혀 기억하고 있지 않으나 '자신이 범인임에 틀림없다'라는 매우 '자백'이라고는 할 수 없는 것이었다.

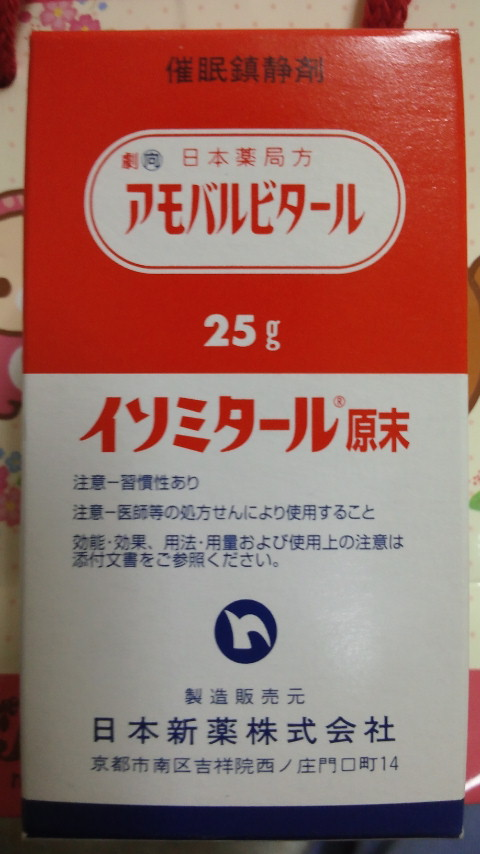
구쓰카케에게 투여된 자백유도제 아모바르비탈 '이소미탈'

변호단은 이 중 정신감정서에 적힌 마취 면접에 주목했다. 마취 면접에서 사용된 것은 나치스가 자백유도제로 사용한 것으로 알려진 이소미탈이었다. 구쓰카케는 3월 6일에 이소미탈 10％ 용액 5cc를 주사 맞고 의사의 면접을 받았으며, 이 마취 하의 면접에서 '소리에 정신을 차려 옆방으로 갔더니 피해자가 쓰러져 있었다', '현관의 불빛은 켜져 있지 않았고, 와시쓰의 불빛은 켜져 있었다. 피해자는 주방에 쓰러져 있었고, 목에는 무언가 하얀 것이 감겨 있었으며 얼굴은 하얀 천 같은 것으로 덮여있었다. 하반신은 나체였지 않았나 하고 생각한다. 자고 있었다면 섹스하려고 피해자의 하반신을 만졌지만, 죽어 있음을 깨닫고 당황해서 자신의 방으로 돌아갔다'라는 내용을 말했다. 그리고 이틀 후에 행해진 마취의 영향이 없는 일반 면접에서도 대강 이를 인정했다.(단, 이에 대해서는 감정 후의 경찰관의 조사에 대해 '그런 기억은 없다'라고 부정하고 있다.). 이것이 사실이라면 범행 상황을 기억하고 있지 않다는 구쓰카케의 진술은 지당했고, 현장에서 구쓰카케의 체모가 발견된 것도 설명이 된다. 변호단은 이소미탈 면접에서의 구쓰카케의 진술을 축으로 강간·살인에 대해서는 증거가 없다고 해 무죄를 요구하는 변호 방침을 세웠다.
첫 공판을 다다음날로 미룬 4월 24일, 후루타·도쿠다 양 변호사는 구쓰카케와 접견했고, 도쿠다 변호사는 구쓰카케에게 '너는 술을 마시고 자고 있어서 기억이 없으니 최선을 다해서 변호하지만, 심리 중에 네가 범인이라고 확실해진 때에는 깨끗이 극형에 따라주길 바란다'는 것을 전했다. 구쓰카케는 '그때는 각오하고 있습니다'라고 답했다.
4월 26일, 오이타 지방 재판소에서 제1회 공판이 열렸다. 구쓰카케는 유무죄인정에서 '피해자의 방에 있던 것은 기억하고 있지만, 자신이 했다는 기억이 없으므로 확실히 모르겠습니다'라고 진술했고, 변호단도 의견 진술에서 '피고인에게 범행 당시의 기억이 없는 것으로 검찰관 청구 예정의 증거에서는 본건의 증명은 불충분하다고 사료되며, 유죄라고는 할 수 없다고 생각합니다'라고 주장했다. 이 유무죄인정에 대해서 이어진 제2회 공판에서 곤도 미치오(近藤道夫) 재판장으로부터 다시 '피해자의 방에 "갔던" 것을 기억하고 있는 것인가, "있던" 것을 기억하고 있는 것인가 어느 쪽입니까'라는 질문을 받았고, 구쓰카케는 '"있었던" 것과 바로 자신의 방으로 돌아간 것은 기억하고 있다'라고 답했다.

### 검찰 측 입증
제2회 공판은 1982년(쇼와 57년) 6월 7일에 행해졌다. 전술한 곤도 재판장으로부터 구쓰카케로의 질문에 이어 검찰 측의 입증으로 들어갔고 다음해 1983년(쇼와 58년) 1월 13일의 제10회 공판까지 걸쳐 미도리소의 주민이나 수사에 임한 경찰관, 감정에 임한 과학경찰연구소(科学警察研究所, 과경연)나 오이타현 경찰 과학수사연구소(科学捜査研究所)의 기관(技官) 등의 증인 심문이 행해졌다.
102호실의 주민은 제3회 공판에서 사건 직후에 202호실의 욕조에 물을 받는 소리를 들었다고 증언했다. 그 증언은 세부로 들어갔고, '2층에서 우당탕거리는 소리를 들었다. 그것은 남자가 여자를 뒤쫓아 가는 듯한 소리였다. 그 뒤 조용하게 돼 2층에 신경을 집중하고 있었으나, 문이나 창문, 사람이 걸어가는 듯한 소리는 들리지 않았다', '15분부터 20분 정도로 201호실 혹은 202호실의 욕조에 물을 받는 소리를 세 번 정도 들었다. 그것은 사람이 엉거주춤한 자세로 물을 뒤집어쓰는 듯한 소리였다', '물소리는 201호실인지 202호인지 모르겠으나 그 뒤 실험한 결과, 202호실이었다는 것을 알게 되었다'라는 것이었다.
한편, 201호실의 주민은 사건 직후에 복도에서 얼굴을 마주본 때에 구쓰카케로부터 '안녕하세요'라고 말을 걸어와서 살인 사건이 일어났다는 것을 알게 되었지만, 제3회 공판에서 그때의 구쓰카케의 모습에 대해서 막 일어난 듯했지만 특별히 다른 모습은 없었다고 말했다. 또, 구쓰카케로부터 '뭐 하는 거냐!'라고 말을 걸어온 사정을 들은 순사도 제4회 공판에서 구쓰카케는 침착한 평소의 태도였다고 증언했다.
제4회·제5회 공판에서는 조사에 임한 T 경부보가 증언에 섰고, 사건 직후의 첫 조사에서 확인한 구쓰카케의 목과 손의 상처에 대해서 '그날 밤에 생긴 새로운 상처라고 판단했다', '상처에 대해서 구쓰카케는 거짓말을 하고 있다고 느꼈고, 범인이지 않을까 하고 생각했다'라고 증언했지만 '그렇다면 어째서 그곳에서 사진을 찍지 않고, 수사 보고서에 기재하지 않았는가'라는 변호 측의 반대 심문에 대해 설득력 있는 답을 하지 못했다. 더욱이 구쓰카케는 첫 조사에서 상처를 확인됐을 때 T 경부보는 각각에 대해서 '오래된 상처네'라고 했고, 그것은 동석하고 있던 수사원도 들었을 것이라고 주장했다.
이어진 제6회 공판에서는 동거했던 당시의 연인이 증인으로 불려왔다. 그녀는 구쓰카케의 체포 당일에 검사의 앞에서 '사건 직후에 전화를 받은 어머니는 구쓰카케는 초조한 모습이었다고 말했다. 신문에서 사건의 내용을 읽고, 구쓰카케가 범인이지 않을까 하고 의심을 가졌다. 걱정이 되어서 오니기리를 가지고 미도리소에 가자 구쓰카케의 목이나 손에 본 적 없는 상처가 있었고, 긁힌 상처 같은 목의 상처에는 피가 배어 있었다. 구쓰카케가 말하는 것은 신용이 가지 않다고 생각했다'라는 진술을 했다고 알려졌다. 그러나 공판에서는 변호 측의 '범인이지 않을까 하고 의심하고 있는 상대에게 오니기리 같은 걸 만들어 주지 않잖아?'라는 질문에 연인은 '그렇습니다'라고 답했고, 진술 조서의 내용에 대해서도 '사실은 다릅니다'라고 확실히 부정했다. 더욱이 구쓰카케와 연인은 사건 후에도 구쓰카케의 체포까지 교제를 계속했고, 사건이 있었던 1981년(쇼와 56년)의 오미소카에는 연인의 어머니로부터 '묵고 가렴'이라고 말을 들어 연인의 친가에서 묵었으며, 또 체포 전날도 둘이서 친구 집에서 묵었다.
더욱이 제8회 공판에서는 모발 감식을 행한 과경연의 기관에 대한 증인 심문이 행해졌고, 변호 측에 의해 모발 감식은 개인 식별의 수단으로는 결정적이지 않다는 것, 기준도 애매하고 판단은 감식자에게 맡겨져 있는 것 등이 지적됐다.
검찰 측의 입증은 제10회 공판에서의 피해자의 누이와 함께 유체를 발견한 친구로의 증인 심문으로 종료했지만, 구쓰카케에 의한 범행이라고 충분히 입증됐다고는 할 수 없는 상황이었다. 반대로 변호 측은 여태까지의 심리에 보람을 느끼고 있었다. 제10회 공판에서 계속해서 행해진 변호 측의 모두 진술에서는 여태까지의 심리에서 확실하게 된 범인상과 구쓰카케는 관련이 없다는 것, 사건 직후의 구쓰카케의 태도나 행동도 범인이라고는 생각할 수 없다는 것, 또 '대조할 수 있는 지문, 장문, 발자국도 없다'라고 지적해 확실히 무죄를 주장했다. 그리고 다음 제11회 공판에서는 그때까지 동의·부동의를 보류하고 있던 구쓰카케의 진술 조서의 증거 채용에 대해서 모두 부동의로 했고, 진술 조서는 '신체적·정신적 피로와 체모 유류 등의 오도에 따른 것'이며 '범행 당시의 기억이 없는 중에 기억에 기반하지 않고, 자기가 범행을 행했다고 추정 혹은 상상한 것에 지나지 않다'라고 해 '자백'의 임의성을 다투는 자세를 드러냈다. 이에 따라 다음 제12회 공판에서는 구쓰카케에 대한 피고인 심문이 행해지게 되었다. 후루타 변호사에 의하면 이 즈음의 구쓰카케는 무언가 혼자서 괴로워하며 고민하는 모습이었다고 했다.

### '자백'의 철회

#### 제12회·제13회 공판
피고인 심문이 행해진 제12회 공판의 전날인 1983년(쇼와 58년) 3월 9일, 협의를 위해 접견한 후루타 변호사에 대해 구쓰카케는 '사실은 사건이 있던 시간은 자고 있었고, 옆방에 있던 기억은 없다'라고 여태까지의 '옆방에 있던 것은 기억하고 있다'라는 진술과는 다른 이야기를 시작했다. 후루타 변호사로서는 반신반의했지만 구쓰카케가 강하게 주장했기에 그만큼 말한다면 공판에서는 그대로 이야기하게 하는 것으로 했다. 그러나 당시 도쿠다 변호사는 의료 과실에 관한 소송을 여러 개 맡아 바빴기에 후루타 변호사는 이러한 변호 방침의 대폭 변경에 대해서 도쿠다 변호사와 협의를 할 시간도 잡히지 않은 채 공판을 맞이하게 되었다.
3월 10일의 제12회 공판에서는 후루타 변호사가 질문에 섰고, 구쓰카케의 체포된 때의 상황에서 불이익 진술에 이르기까지의 경위를 질문했다. 그리고 후루타 변호사의 '술을 마시고 있어서 잠들어 버려 사건의 시간대의 자신의 기억은 없다는 것이 사실이네요'라는 최후의 질문에 대해서 구쓰카케는 확실히 '네'라고 답했다. 재판장은 놀란 듯이 고개를 들었지만, 이 답변에 놀란 것은 도쿠다 변호사도 같았다. 구쓰카케에게 옆방에 있었다는 기억은 있었다는 것은 이소미탈 면접에서의 진술을 축으로 무죄를 요구한다는 변호 방침의 대전제였던 것에 더해, 제1회·제2회 공판에서 구쓰카케 자신이 재판장에 대해서도 인정한 것이며, 여기서 갑자기 진술이 바뀌는 것은 법관에게 불신감을 안겨 주는 것으로 되지 않을까 하고 도쿠다 변호사는 두려워했다.
도쿠다 변호사는 후루타 변호사의 질문이 끝난 뒤 재판장으로부터 '무언가 없습니까'라고 재촉돼 질문에 섰다. 법관에게 변호단 내의 불일치를 알아채지 못하도록 다른 질문부터 들어갔고, 그 뒤 아무렇지 않게 이야기를 옮겨 '이 재판의 1심 초반에도 말했듯이 당신이 기억하고 있는 범위는 정신을 차리니 옆방에 있었고, 자신의 발밑에 여성이 누워있었다는 것은 기억하고 있었던 거죠'라고 질문했다. 구쓰카케는 잠시 답변을 망설인 뒤 작게 '네'라고 답했다. 도쿠다 변호사는 다그치듯이 '그렇군요'라고 확인했지만 구쓰카케는 천천히 끄덕일 뿐이었다. 도쿠다 변호사는 더욱이 '옆방에 서있었다는 그 부분은 기억하고 있었다는 거죠'라고 추궁했으나, 구쓰카케의 답변은 '확실히 몰랐습니다'였다. 이 답변에 도쿠다 변호사는 당황해 '이 법정에서도 인정했으니 그러한 기억은 있었겠죠'라고 당황한 목소리로 질문했고, 구쓰카케도 '네'라고 답했다.{Sfn|변호단|1997|p=16}} 이 대화에서 도쿠다 변호사로서는 어떻게든 이소미탈 면접에서의 진술로 돌리는 형태로 되었다.
같은 해 4월 21일의 제13회 공판은 구쓰카케에 대한 검찰 측의 반대 심문이었으나, 바쁜 도쿠다 변호사가 후루타 변호사나 구쓰카케와 협의가 가능했던 것은 공판 직전의 재판소 내에서 겨우 15분 뿐이었다. 그곳에서도 '기억 대로 이야기하면 된다'라고 흔한 조언을 주는 것만으로 끝났다. 제13회 공판에서는 검찰 측은 당연히 구쓰카케의 진술의 변천을 추궁했으나, 구쓰카케는 제13회 공판에서는 확실히 '옆방에 있었던 기억은 없다'라고 불이익 진술을 완전히 철회했고, 이후 일관해 억울함을 주장하게 된다. 변호단으로서도 이 이후 수사 단계에서 공판 초기의 구쓰카케의 불이익 진술은 '속임수에 의한 허위 자백'이라고 해 무죄를 바라는 변호 방침으로 전환했다. 이에 대해 검찰 측은 곧바로 조사에 임했던 T·H 양 경부보를 증인으로 신청했다.

#### '자백'에 이르기까지의 경위
제12회·제13회 공판이나 그 후에 이야기한 구쓰카케의 말에 따르면, 불이익 진술에 이르기까지의 과정은 이하와 같다. 참고로 체포부터 '자백'에 이르기까지의 조사 및 식사의 상황은 이하의 표와 같다.
|                    | 조사 시간   | 식사                            |
| ------------------ | ----------- | ------------------------------- |
| 1월 14일 체포 당일 | 15:30-23:00 | 중식: × 석식: ×                 |
| 1월 15일           | 9:30-21:35  | 조식: 우유 중식: 도시락 석식: × |
| 1월 16일           | 8:50-22:20  | 조식: × 중식: × 석식: ×         |
| 1월 17일           | 9:50-22:50  | 조식: 빵·우유 중식: × 석식: ×   |
| 1월 18일 '자백'    |             | 조식: ×                         |

#### 임의성·신용성에 관한 심리
T·H 양 경부보에 대한 증인 심문은 1983년(쇼와 58년) 6월 20일의 제14회 공판과 같은 해 7월 4일의 제15회 공판에서 행해졌다. T 경부보에 따르면 '자백'한 당일 1982년(쇼와 57년) 1월 18일의 조사 상황은 '조사를 시작하고 1시간 정도 지났을 때, 구쓰카케가 어머니나 누나와 만나고 싶다고 말했다. 그에 대해 알았으니 기억하고 있는 것을 말하라고 응했고, 몇번이나 어디로 들어왔는지 추궁했으나, 구쓰카케는 아무 것도 답하지 않았다. 그러나, 어디에서 나왔는가 묻자, 현관으로 나왔다고 답했다. 기억이 있는 것은 부엌에 서있던 시점부터로, 그 이전의 일은 기억하고 있지 않다는 것이었다. 그리고, 현관에서 나와 자신의 방으로 돌아가 목욕실에서 얼굴을 씻은 것까지 이야기하자, 어머니와 만나고 싶다고 눈물을 흘리며 소리내 울기 시작했다'라는 것이었다. 또, 지문에 대해서는 사건 현장에서는 구쓰카케의 지문은 검출되지 않았고, 지문의 건은 조사 중에 구쓰카케에게 아무 것도 알리지 않았다고 증언했다.
1983년(쇼와 58년) 7월 21일의 제16회 공판에서는 감기에 걸린 구쓰카케를 진찰한 의사가 증인으로 불렸고, 진찰한 것이 구쓰카케의 '자백' 전인가 후인가가 논쟁으로 되었다. 구쓰카케에 따르면 '자백'한 후인 1982년(쇼와 57년) 1월 18일 오후에 처음 의사에게 진찰받았다는 것이었으나, 의사는 '자백' 전인 같은 해 1월 15일에 진찰했다고 증언했고, 진료 기록에도 1월 15일 21시 30분에 진찰·투약했다고 기재돼있었다. 그러나 H 경부보가 작성한 보고서에서는 이날은 21시 35분까지 조사를 행했고, 그 후에 진찰을 의뢰했다고 기재돼있었고, 또 유치인 출입부에는 21시 35분 입방이라고 기재돼있었다.
1983년(쇼와 58년) 9월 1일의 제17회 공판에서는 변호 측이 '자백' 당시의 구쓰카케의 심신 상태를 입증하려 했고, '자백' 직후에 면회한 구쓰카케의 어머니와 큰누나를 출정시켰다. 그때의 구쓰카케의 모습에 대해 어머니는 '색은 새까맣다고 할까, 그런 색은 없어요. 눈은 뒤룩뒤룩 거리고, 우리가 무언가를 말해도 입을 꿈뻑거릴 뿐이고 말로는 되지 않아 눈물을 주르륵 흘릴 뿐이었습니다. 볼은 여위어서 망령 같았습니다'라고 말했고, 큰누나는 '초췌하고 지쳐서 저희한테 말을 하는데 목소리가 나오지 않고, 앗앗거리는 느낌으로 이제 됐어라고 말하니 그저 울 뿐이고, 저희도 눈물이 주르륵 나와 아무 것도 말할 수 없었습니다'라고 증언했다.
그 후, 이소미탈 면접을 행한 의사에 대한 심문이나 3회에 이은 피고인 질문 등을 사이로 두고, 이듬해 1984년(쇼와 59년) 12월 17일의 제23회 공판에서는 제3회 공판에서 증언한 102호실의 주민이 다시 불리게 되었다. 여기서는 변호 측은 '2층의 물 소리를 들은 것만으로 사람이 엉거주춤한 자세로 물을 뒤집어 쓰고 있는 소리라고 알았다는 것', '욕조의 물 소리를 들은 것과 같은 시간대의 205호실 주민이 나무 샌들로 바깥 계단을 내려가며 꽝꽝 하고 낸 큰 소리를 듣지 못한 것' 등 102호실 주민의 증언의 부자연스러운 점을 지적했다.

### 검찰 측 보충 입증
1985년(쇼와 60년) 1월 21일의 제24회 공판부터 같은 해 8월 26일의 제29회 공판에 걸쳐 검찰 측은 대량의 증거를 추가로 신청해 보충 입증을 요구했다. 검찰 측의 보충 입증의 주축은 주로 102호실의 주민이 들은 물 소리에 대해, 이소미탈 면접에 대해, 구쓰카케의 상처에 대해의 세 가지였다.
검찰은 재판소의 허가를 얻은 뒤 같은 해 1월 14일에 몰래 검증 실험을 행했다. 이 검증으로 202호실의 욕조로 물이 나오는 소리가 102호실의 주민에게 들리는 것을 확인했고, 조서를 증거로 신청했다. 변호 측은 검증을 위해서라고 해도 기소 후의 강제 수사는 위법이고 증거 능력은 없다고 주장했으나, 재판소는 이 검증 조서를 증거로 채용했다.
또, '간 것 뿐이고 살해하지 않았다'라는 이소미탈 면접에서의 구쓰카케의 진술에 대해서는 같은 해 12월 9일의 공판에서 정신과의로 한정책임능력에 대해서 권위자로 여겨지는 도쿄 의과치과대학의 나카타 오사무(中田修) 교수를 증인으로 불렀다. 감정서 자체에도 '마취 하의 발언의 신용성은 의문시되고, 오늘날은 거의 사용되지 않는 듯하다', '이번 발언은 자신의 범행을 부인하기 위해 최근 생각해낸 창작일 가능성은 부정할 수 없다'라고 기재돼있으나, 나카타 교수도 본인이 강하게 말하고 싶지 않다고 생각하고 있는 것은 말하지 않는 경우도 있다고 하며 이소미탈 면접에서의 진술에는 신용성이 없다고 증언했다.
구쓰카케의 목이나 왼손등의 상처에 대해서는 같은 해 1월 10일에 검찰이 독자로 규슈 대학의 마키즈미 사부로(牧角三郎) 명예교수에게 감정을 의뢰했고, 8월 26일의 제29회 공판에서 감정서를 제출했다. 10월 7일의 제30회 공판에서 출정한 마키즈미 명예교수는 검찰 측의 주심문에 대해 'T 경부보가 확인한 구쓰카케의 목의 상처는 발적 반응이 있었고, 6명에게 반복해 몇 번이고 실험한 결과, 이는 상처를 입은 후 2시간부터 3시간 이내에 보이는 것이다'라고 하며 범행 시에 피해자의 손발톱에 의해 생성됐을 가능성이 있다는 내용을 증언했다. 그러나 변호 측의 반대 심문에서 T 경부보가 상처를 확인한 것은 사건 발생의 다음날 아침 6월 28일 4시 30분 즈음부터 6시 30분 즈음까지의 조사 종료 즈음이었고, 감정서 대로 그 2시간이나 3시간 전에 생긴 상처라고 하면 구쓰카케의 상처는 6월 28일 0시 전후로 돼 범행 시각에 생긴 상처는 아니게 된다고 지적하자, 마키즈미 명예교수는 말이 막혔고, 당황해 '개인 차가 있다'라고 말을 흘렸다.
더욱이 1986년(쇼와 61년) 4월 21일의 제33회 공판에서는 T 경부보가 작성한 수사본부사건정보보고서를 증거로 제출했다. 이는 수사원부터 수사본부에 걸친 내부 보고로, 거기에는 사건 직후의 조사 때에 확인한 왼손등의 상처에 대해 '이 상처는 붉은 부분이 나와 표면은 엷게 막 [sic]으로 덮여져 있다'라고 써져있었다. T 경부보를 증인으로 행해진 같은 해 6월 30일의 제37회 공판에서 변호 측은 사건 후 4년이나 지나 갑작스레 이러한 문서가 나온 것, 이러한 중요한 내용이 정식 수사 보고서에 기재되지 않은 것 등 이 보고서의 부자연스러움을 지적했다. 그러나 재판소는 같은 해 7월 28일의 제39회 공판에 있어서 서명도 날인도 없는 메모 정도에 불과하다고 하는 변호 측의 강경한 반대에도 불구하고 이 보고서를 증거로 채용했다.
변호 측은 재판소의 이러한 검찰 쪽에 붙는 소송 지휘에 대해 불신감을 느꼈다.

### 결심
오이타 지방재판소(大分地方裁判所)에서의 제1심은 1987년(쇼와 62년) 7월 13일의 제44회 공판에서의 피고인 질문으로 증거 조사를 마쳤다. 검찰의 논고 구형은 같은 해 9월 14일의 제45회 공판에서 행해지는 것으로 결정됐으나, 검찰 측의 준비가 제때 되지 않았고, 12월 24일의 제46회 공판에서 대폭 연기됐다.
검찰은 논고에서 '피해자가 혼자서 귀가한 것을 짐작함과 함께, 평소 귀여운 여자아이라고 생각한 피해자가 복도로 나와 욕조의 도화선에 점화하는 소리 등을 듣고, 성적 상상을 왕성히 해 더욱 성적 충동을 강하게 했고, 이를 억제하지 못한 채 본건 강간의 범행에 이르렀다고 인정된다'라고 해 극악 무도한 범행으로 판단했고, 또 구쓰카케의 공판에서의 대응도 '시종일관 교활한 태도였다'라고 하며 무기징역을 구형했다.
변호 측은 이듬해 1988년(쇼와 63년) 2월 1일의 제47회 공판에서 최종 변론을 행했고, 과학경찰연구소(科学警察研究所, 과경연)의 모발 감식은 신용성이 부족한 것,{Sfn|변호단|1997|p=30}} 수사 단계에서의 '자백'은 과혹한 조사로 심신 모두 피폐했던 구쓰카케에 대해 지문이나 체모가 나왔다는 허위 사실을 알린 뒤 가족과의 면회와 맞바꾸어 강제된 허위 자백이고 임의성·신용성이 없다는 것, 102호실의 주민의 증언은 202호실의 욕조에서 물을 사용하는 소리를 들은 것으로 보면서 205호실의 주민이 화장실의 물을 내리는 소리나 주위의 누구나 들었던 나무 샌들로 바깥 계단을 내려가는 꽝꽝거리는 큰 소리를 듣지 못한 것 등 부자연스러운 것, 피해자가 범인을 깨물고 뱉어낸 것으로 추정되는 혈액이 섞인 타액이 있었음에도 불구하고 구쓰카케에게는 그러한 물린 상처가 없던 것, 순사에게 스스로 말을 걸거나 201호실 주민에게 사건에 대해 전하는 등 범인이라고 생각되지 않는 행동을 취한 것, 피해자는 생리 중이었음에도 불구하고 구쓰카케의 의류 등에서 피해자의 혈액이 발견되지 않은 것 등 검찰 측의 주장에 반론해 무죄를 주장했다.
이로서 제1심은 결심했고, 판결은 같은 해 4월 25일에 선고되는 것으로 정해졌다. 폐정 후, 변호단에게는 변호 측의 최종 변론을 방청한 전국지의 기자가 여러 명 모였고, 제각기 '무죄로 되겠네요'라고 말을 걸었다.

### 심리 재개
1988년(쇼와 63년) 4월 25일에 예정됐던 판결 선고는 직전이 되어 6월 27일로 연기되었다. 그리고 맞이한 6월 27일의 제48회 공판에서도 판결은 내려지지 않았고, 직권에 의해 심리를 재개했으며, 구쓰카케가 사건 당일 밤 TV로 보고 있었다고 한 영화의 비디오 검증이 행해지는 것이 결정됐다. 단, 구쓰카케의 이 진술에 대해서는 후에 '다른 TV로 본 장면과 혼동하고 있었던 것도 생각될 수 있기에, 어쩌면 제 실수일지도 모릅니다'라고 말했다는 진술 조서도 작성된다.
8월 22일의 제49회 공판에서 비디오 검증이 행해졌다. 구쓰카케가 봤다고 한 영화는 사건 당일 밤인 1981년(쇼와 56년) 6월 26일 23시 50분 즈음부터 TV 오이타가 방영한 『독수리 요새』였다. 검증 결과, 구쓰카케가 기억하고 있다고 말한 '술집이나 독일 군인이 나선형 계단을 내려오는 장면'은 날이 바뀐 6월 27일 0시 12분 23초부터 같은 시각 13분 36초 사이에 방영된 것이 확인됐다.
비디오 검증이 끝나자 재판소는 재차 증거 조사의 종료를 선언했고, 같은 해 9월 26일의 제50회 공판에서 검찰 측 논고, 10월 24일의 제51회 공판에서 변호 측 최종 변론이 행해지게 되었다. 변호 측은 재차 최종 변론에서 비디오 검증의 결과를 이 장면은 첫 클라이맥스라고도 할 수 있는 장면으로 '다른 TV에서 본 장면과 혼동'하는 것은 있을 수 없고, 구쓰카케는 범행 시간에 자신의 방에 있던 것 즉, 구쓰카케가 범인이 아니라는 것을 나타내는 것이라고 주장했다. 판결은 이듬해 1989년(쇼와 64년) 3월 9일에 선고되게 되었다.

### 일심 판결
1989년(헤이세이 원년) 3월 8일, 판결 공판을 앞으로 후루타·도쿠다 양 변호사는 구쓰카케와 접견했고, '좋은 결과가 나와도 날뛰지 않도록, 또 나쁜 결과가 나와도 흐트러지지 않도록'이라고 전했다. 여태까지의 공판의 심리에서 무죄 판결을 확신했던 구쓰카케는 '선생님들은 만에 하나의 일도 생각해주신다'라고 받아들였다. 변호단도 무죄 판결에 자신을 가지고 있었으나, 재판을 통해 일관해 검찰 측으로 기울어있다고 느껴지는 재판소의 소송 지휘에서 일말의 불안감도 느꼈다. 공판 직전, 오이타 지방재판소(大分地方裁判所)의 변호사 대기실에서 재판 후의 기자회견에 대해 '무죄 판결의 언급은 준비했으나, 유죄 판결인 경우는 자신이 없다'라는 후루타 변호사에 반해 도쿠다 변호사는 '무죄 때는 후루타 변호사가 하면 된다. 유죄의 경우는 제가 하겠다'라고 응했다.
3월 9일 13시 30분, 제52회로 되는 판결 공판이 개정되었다. 데라사카 히로시(寺坂博) 재판장이 선고한 판결의 주문은 '피고인은 무기징역에 처한다'였다. 데라사카 재판장은 판결 이유 중, 유죄 인정의 주축으로 구쓰카케의 '자백'이나 과학경찰연구소(科学警察研究所, 과경연)의 모발 감식 등을 들었고, 심리에서 쟁점으로 된 점에 대해서는 이하와 같이 판단했다.
모발 감식
구쓰카케 체포의 결정타로 된 과경연의 모발 감식에 대해 변호 측은 모발 감식에서는 결정적인 개인 식별은 불가능하고 판단 기준도 애매하다고 지적해 무조건 과학적이라고는 할 수 없다고 주장했으나, 판결은 '본건 유류 음모와 피고인의 음모와는 털끝의 형상, 색조, 길이, 모간부의 굵기, 수질의 형상 등 거의 모근 특징점이 유사하고, 본건 형태학적 검사는 여러 갈래에 걸친 항목에 대해 풍부한 경험과 고도의 전문적 지식을 소유한 모발 감식자가 육안 뿐만 아니라 현미경까지 사용해 꼼꼼히 검사했다'라고 하며 그 신용성을 긍정했다.
'자백'의 임의성·신용성
변호 측은 수사 단계에서의 '자백'에는 피폐한 구쓰카케에게 허위 사실을 알린 가족과의 면회와 맞바꾸어 강제된 것으로 임의성이 없다고 주장했으나, 판결은 '수사관이 어머니 등과 만날 수 있게 해줄 테니 기억이 나는 것을 전부 말하도록 설득한 것이 피고인에게 끼쳐진 심리적 영향은 평소의 경우보다 컸다'라고 인정하몀ㄴ서도 '이 점을 충분히 고려해서도 전술한 임의성의 판단의 결론에는 영향이 없다'고 하며 임의성을 인정했고, 감기에 걸린 구쓰카케를 의사에게 진찰시킨 것이 '자백'의 전인가 후인가에 대해서도 '진료 기록이 갑 141호 증거 또는 유치인 출입부 중 한 쪽의 시간 기재에 정확성이 결여된 것이 있다고 생각되며, 그렇다면 오른쪽의 모순은 충분히 설명이 되므로, 그로 인해 피고인이 당일 밤(의사명) 의사의 진찰을 받은 사실을 부정해서는 안 된다'라고 해 변호 측의 주장을 막았다.
신용성에 대해서도 변호 측은 범행에 대해서의 진술이 없고, 자백도 박진성이 없다고 주장했으나, 판결은 '한편 불이익 진술에 이르면서 다른 한편으로 본건의 범행과 직접적으로 이어지는 사항을 구체적으로 진술하는 것을 피하려는 태도가 엿보였기에 피고인의 진술에 구체성이나 박진성이 없는 것은 피고인의 진술의 신용성을 인정하는 데 큰 방해가 되지 않는다'라고 변호 측의 주장을 막은 뒤 '공판이 되어서도 제1회 공판의 피고 사건에 대한 진술 때 자신이 피해자를 살해한 것은 기억이 없어 분명하지 않으나, 203호실에서 서있던 것은 기억이 난다고 뜻을 말했으며, 제2회 공판에서 더욱이 다짐하고 재판장으로부터 오른쪽의 진술의 취지를 해명된 때에도 같은 뜻의 진술을 했고, 제12회 공판에서도 진술이 일부 불명확하게 되었지만 결국 203호실에 있던 것을 인정'했다고 신용성을 인정했다.
또 제13회 공판 이후의 '자백'의 철회에 대해서는 '변호인은 피고인의 진술이 제13뢰 공판 이후 변천한 것은 피고인이 제10회 공판 변호인의 "지문, 장문, 발자국에 대해서는 대조할 수 있는 것은 검출되지 않았고, 모발에 대해서도 피고인의 것이라고 특정할 수 있는 것은 한 가닥도 검출되지 않았다"라는 모두 진술을 들은 것이 동기로 되었다고 주장했으나, 그렇다 하면 모두 진술 후인 제12회 공판정까지의 공판에서 그때까지의 진술을 뒤집지 않은 것이 이해가 가지 않는다'라고 하며 '제13회 공판에서는 이를 부정하면서도 한편으로 그때까지 인정한 것은 그렇게 생각하면 있던 것 같은 느낌도 들어서이다 등 불명확한 진술도 하고 있으므로, 이들의 사정도 수사 단계의 피고인의 불이익 진술의 신용성을 뒷받침할 만한 것이다'라고 인정했다.
목·왼손등의 상처
사건 후에 보인 구쓰카케의 상처에 대해 변호 측은 사건 직후의 사진이 없고 새로운 상처였으나 오래된 상처였는지 판단되지 않는다, 경찰이 사진을 찍지 않은 것은 보존해야 할 증거가 아니었다라는 것이다라고 주장했으나, 판결은 T 경부보가 가장 신중하고 면밀하게 관찰했다고 해 T 경부보의 증언을 채용했고, 목의 상처에 대해서는 마키즈노 감정에서 범행 시에 피해자가 저항한 것으로 생긴 상처의 가능성이 높다고 판단했다. 또 왼손등의 상처에 대해서도 '끝부분이 약 2 밀리미터 크기'에 의한 상처이고 맥주 선반으로는 이러한 상처는 생기지 않고 손발톱에 의해 생긴 가능성이 가장 높다고 한 감정 결과 아래, 이 상처도 범행 시에 피해자에 의해 생긴 가능성이 높다고 판단했다.
102호실 주민의 진술
102호실 주민이 범행 시간 직후에 202 호실의 욕조에서 물을 받는 소리를 들었다는 증언에 대해서는 '후일 판명했고, 알게 된 사실이나 상상을 사건 당시 자신의 견문 사실·기억에 덧붙여 진술하는 경향이 있는 것이 엿보이기에 그 진술을 전면적으로는 신용하기 어렵다'라고 하면서도 '(102호실 주민)이 들었다는 물 소리가 본건 범행에 이른 피고인이 자신의 몸을 씻는 소리였다고 하면 범행의 직후였다고 생각되는 것이 자연스럽고, 오른쪽의 꽝꽝거리는 소리와 근접한 시간대였다고 생각되니 한쪽 소리를 듣고 꽤 컸다고 생각되는 다른 쪽 소리를 듣지 않았다는 것은 확실히 부자연스러움을 면할 수 없다. 그러나 사람의 주의력이 한쪽으로만 치우쳐버려서 사후적으로 생각하면 당연히 깨달아야 할 일의 생기를 깨닫지 못했다는 것은일상적으로 경험하는 바이며, 그것이 설명의 여지가 없을 정도로 부자연스러운 일이라고까지는 말할 수 없다'라고 해 그 증언을 채용했다.
피고인이 범인이라고 하면 부자연스러운 사상
사건 현장에서 피해자가 가해자에게 깨물어 뱉어냈다고 추정되는 혈액이 섞인 타액이 남아있음에도 불구하고 구쓰카케의 신체에 물린 상처가 없던 것에 대해 '피해자가 범인의 신체에 생긴 손상에서 나온 혈액을 필사적으로 저항해 범인과 얽히고 있는 중에 무언가의 탄력으로 입에 넣기도 하고, 그것을 타액과 함께 뱉어낸 가능성도 부정할 수 없으며, 피해자가 범인을 깨물었다고 해도 본건의 범행 직후에 수사관이 물린 상처의 존재를 의식해 피고인의 신체 전체를 면밀히 수사한 것은 아니므로 피고인의 신체에서 물린 상처가 발견되지 않았다고 해서 그것이 절대로 없었다고는 할 수 없다'라고 판단했다.
또 순사에게 스스로 말을 걸거나 201호실 주민에게 사건에 대해 전하는 등 범인이라고는 생각되지 않는 행동을 취한 것에 대해서는 '방에서는 전등을 켠 채이나 답변을 하지 않은 것에서 의혹을 가져올 수 있음을 두려워 해 스스로 말을 거는 쪽이 좋겠다고 생각한 것도 범인이 취하는 행동으로 절대로 생각되지 않는다고는 단언할 수 없다. 또 (201호실 주민)에게 스스로 먼저 인사하거나 사건에 대해 이야기를 한 것도 그것과 비슷하게 자신이 범인이라고 의심받지 않기 위한 행동이라고 생각되지 않지는 않는다', '범인이면 자신의 방으로 도망간 뒤 전등도 TV도 끄고 잠에 든 것으로 가장하는 쪽이 자연스럽다는 것은 변호인 주장 대로이지만, 그때까지 켜져 있던 전등 등을 범행 직후에 끈 것을 보이면 자신에게 혐의의 시선이 올 수 있다고 생각하는 것도 일면의 범죄자 심리이다고 생각되므로, 이 점도 피고인이 본건의 범인이라고 함에 대해서 결정적으로 모순되는 사실이라는 것은 아니다'라고 했다.
더욱이 피해자는 생리 중임에도 불구하고 구쓰카케의 의류 등에서 피해자의 혈액이 발견되지 않은 것에 대해서도 '본건의 범행 후 (구쓰카케의 당시 연인)이 친가에서 돌아오기까지의 사이에 피고인이 자신의 방에서 혼자 있던 시간은 상당 존재', '피해자가 발견된 직후에 (구쓰카케의 당시 연인)의 친가로 전화를 걸기 위해 외출하는 등을 하였으나 피고인이 혈액이 묻은 속옷 등을 처분할 여유는 충분했다고 인정되며, 어느 주장도 피고인을 범인으로 할 경우 설명 불가능한 사정은 아니다'라고 변호 측의 주장을 막았다.
그리고 '피고인의 강제 수사 단계 및 제1회, 제2회, 제12회 공판의 203호실에서 서있었다는 진술이 신용되는 것으로, 이에 따르면 피고인으 본건 범행 직후에 피해자가 쓰러진 203호실 마루에 서있었고, 그 후 202호실로 돌아와 목욕실에서 몸을 씻었으며, TV를 보고 있던 것이 인정된다', '다른 피고인이 203호실로 향한 합리적인 이유가 있었다고는 엿보이지 않으므로 그에 의해 피고인이 본건의 범인일 가능성이 높다'라고 인정했고, '아직 유족에 대해 어떠한 위자의 조치를 준비하지 않은 것이나 범행을 부인해 범행에 대한 반성 회오의 뜻을 보이지 않은 것'을 들어 '무기징역에 처하는 것은 부득이하다'라고 결론지었다.
판결 후, 오이타 지재의 면회실에서 구쓰카케와의 면회를 끝낸 양 변호사는 오이타 지재의 변호사 대기실에서 기자회견에 임했다. 기자회견에서 도쿠다 변호사는 '피고인이 억울하다는 것을 드러내는 여러 증거에 눈을 감은 부당한 판결이다'라고 말했고, 기자단으로부터의 '어떤 증거가 있었다는 겁니까'라는 질문에 '얼마든지 있습니다. 저희들의 변론 요지를 읽어주십시오'라고 목소리를 높였다.
구쓰카케와 변호단은 곧 후쿠오카 고등재판소(福岡高等裁判所, 후쿠오카 고재)에 항소했다.

## 항소심

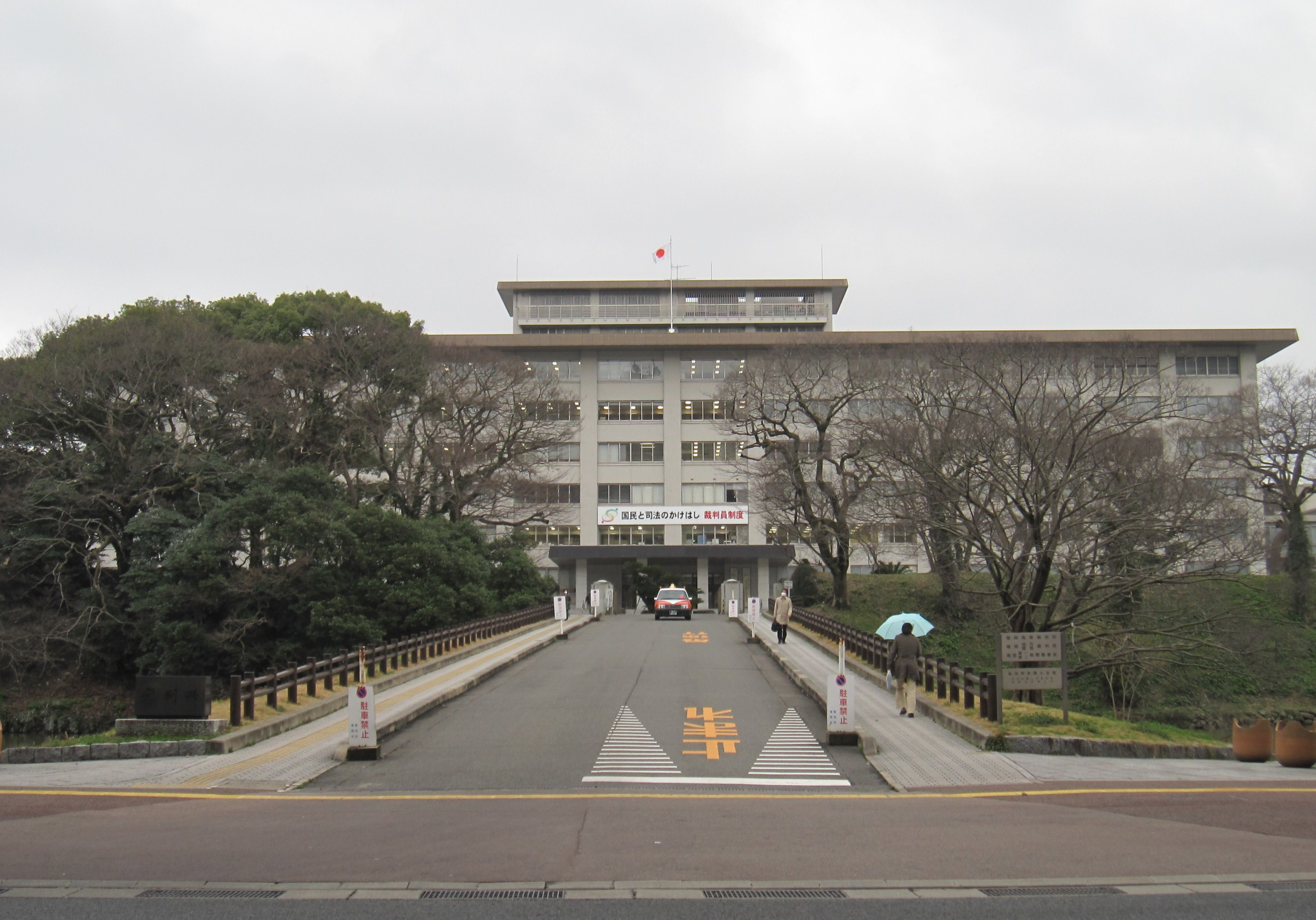
후쿠오카 고등재판소(福岡高等裁判所)

### 변호단의 확충
일심 판결 후의 기자회견을 끝낸 후루타·도쿠다 양 변호사에게 안도 마사미(安東正美) 변호사가 '괜찮다면 저도 돕고 싶어요'라고 말을 걸었다. 안도 변호사는 이전에 오이타 합동법률사무소(大分合同法律事務所)에 소속되어 후루타 변호사의 선배에 해당하고, 또 도쿠다 변호사와도 이전에 함께 소송에 임한 경험이 있고 서로 지인 사이였다. 패소에 주눅들어있던 양 변호사는 크게 기뻐하며 이 신청을 받아들였다. 재판 자료를 받은 안도 변호사는 읽어들일수록 일심 판결이 부당한 것이라고 확신했다. 세 변호사는 더욱이 많은 변호사에게 변호단으로의 참가를 요청하는 것으로 일치됐으나, 사선변호인이라고는 해도 보주는 전혀 기대되지 않았고, 또 변호단의 단결을 중시해 속속들이 아는 변호사에게 한 명 한 명 재판 자료를 건네 말을 거는 형태를 취했다. 오이타 합동법률사무소의 소속 변호사나 OB, 함께 일한 적이 있는 변호사를 중심으로 말을 걸어갔고, 항소 취의서 제출까지 시바타 게이이치(柴田圭一)·니시야마 이와오(西山巌) 양 변호사가 추가돼 5명의 변호단으로 되었고, 더욱이 오카무라 마사아쓰(岡村正淳)·스즈키 무네토시(鈴木宗嚴)·지노 히로유키(千野博之), 후쿠오카의 이와타 쓰토무(岩田務) 각 변호사가 참가해 항소심 제3회 공판(1990년(헤이세이 2년) 9월 17일)까지 9명으로 되었다. 그 후에도 니미야 요시노부(荷宮由信)·오카무라 구니히코(岡村邦彦)·스가 요지(須賀陽二)·구도 다카시(工藤隆) 각 변호사가 참가해 최종적으로 미도리소 사건의 변호단은 13명으로 되었다.
변호단은 일심 판결을 재검토했고, 자백의 임의성, 102호실 주민의 증언, 구쓰카케의 몸에 물린 상처가 없던 것, 구쓰카케의 의뢰에서 피해자의 혈액의 흔적이 발견되지 않은 것, 구쓰카케의 목이나 왼손등의 상처, 모발 감식의 신용성 등에 대해서의 일심 판결의 판단을 비판했으며, 더욱이 범행 시간에 205호실 주민이 203호실에서 '신님, 용서해주십시오'라는 말을 들었으나 구쓰카케에게는 그러한 신앙이 없던 것, 『독수리의 요새』의 술집의 장면이 구쓰카케의 알리바이를 증명하는 것 등을 구쓰카케가 범인이 아니라는 것을 드러내는 증거로 지적하는 항소 취의서를 정리했다. 최종적으로 200페이지에 이르는 항소 취의서는 제출 기한의 전날에 완성됐고, 제출 기한인 1989년(헤이세이 원년) 11월 30일에 후쿠오카 고등재판소(福岡高等裁判所)에 직접 지참해 제출됐다.

### 과경연 모발 감식 비판

#### 재감식 의뢰
후쿠오카 고등재판소(福岡高等裁判所)의 항소심 제1회 공판은 1990년(헤이세이 2년) 3월 14일에 열렸다. 항소심에서 변호 측은 '자백'의 임의성·신용성, 과학경찰연구소(科学警察研究所, 과경연)의 모발 감식, 구쓰카케의 목·왼손등의 상처의 세 가지를 중심으로 일심 판결을 뒤엎는 입증을 시도했다. 5월 28일의 항소심 제2회 공판에서는 재빨리 피고인 질문을 행했고, 같은 해 12월 17일의 항소심 제5회 공판에까지 걸쳐 '자백' 당시의 조사 상황이나 가족과의 면회와 맞바꾸어 '자백'에 응한 과정 등을 질문해 수사의 위법성과 '자백'이 강요된 것이라는 것을 밝혔다.
'자백'의 임의성의 심리와 병행해 변호단은 과경연의 모발 감식의 신용성 문제에 착수했다. 같은 해 7월 28일, 이와타 변호사로부터 변호단에 후쿠이 여자 중학생 살인 사건(福井女子中学生殺人事件)에서도 요시무라 사토루(吉村悟) 변호사가 중심으로 되어 과경연의 모발 감식의 신용성을 다투고 있다는 정보를 얻었다. 양 사건의 모발 감식은 감식 시기에 6년의 공허가 있었으나, 감식자도 같고, 감식 수법도 완전히 같은 '형태학적 검사', '혈액형 검사', '분석화학적 검사'의 3개로 되는 것이었다. 변호단은 바로 요시무라 변호사를 알고 있던 니시야마 변호사를 통해 자료를 얻었고, 우연히 9월 21일에 오이타 지방재판소(大分地方裁判所)에 출정할 예정이었던 요시무라 변호사를 불러 공부회를 행했다. 요시무라 변호사는 모발 감식에 관한 국내외의 대량의 문헌을 보였고, 형태학적 검사에서 개인 식별이 가능하다고 생각하는 것은 과경연 뿐인 것, 분석화학적 검사에서는 동일인물이어도 데이터의 변동이 크고(개인 내 변동성) 타인 간에서도 그다지 차이가 없는 것(개인 간 항상성)을 지적해 과경연의 모발 감식을 신뢰할 수 없다고 설명했다. 같은 해 11월 16일·17일과 이듬해 1991년(헤이세이 3년) 1월 7일의 변호단 의회에서도 요시무라 변호사로부터 직접 조언을 받아 요시무라 변호사의 '변호 측으로서 과경연의 감식 결과를 뒤엎는 재감식을 행하는 쪽이 좋다' 조언 아래에 변호단은 이와타 변호사가 작성한 '원소 분석 비판'(元素分析批判), '형태학적 검사 비판'(形態学的検査批判)이라는 과경연의 모발 감식의 모순점을 지적하는 두 문서로 재감식을 의뢰할 전문가를 찾고 있었다. 그러나 과경연이 감식한 모발은 감식의 과정에서 전량을 소비했고, 재감식은 과경연의 감식 데이터를 기반으로 다시 분석하는 형태를 취할 수 밖에 없었다.
1990년(헤이세이 2년) 11월 19일, 이와타 변호사는 규슈 대학 의학부 법의학 교실의 나가타 다케아키(永田武明) 교수를 방문했고, 과경연의 감식서와 '원소 분석 비판'을 지참해 의견서를 요구했다. 나가타 교수는 '원소 분석 비판의 지적은 올바르다고 생각한다'라고 말했으나, '자신은 독물을 전문으로 하는 법의학자로, 이 내용이면 과학평론가나 수리통계학자가 걸맞다'라는 의견을 드러내 재감식에 대해서는 고사했다. 이와타 변호사는 직접 대학의 동급생이었던 규슈 대학 공학부의 고다 도루(香田徹) 조교수를 방문해 적임자를 물어보자 수리통계학의 세계적 권위자로 규슈대학 이학부의 야나가와 다카시(柳川堯) 조교수를 소개받았다. 그즈음, 도쿠다 변호사도 다른 루트로 재감식을 맡아줄 전문가를 찾고 있었다. 도쿠다 변호사는 11월 20일, 중학교 동급생으로 야구부에서 함께 배터리를 짰던 규슈 대학 공학부의 다테이바 미쓰오(立居場光生) 교수를 방문했고, 역시나 과경연의 감식서와 '원소 분석 비판'을 지참해 적임자를 물어보자 같은 야나가와 조교수가 적임하다는 답변을 받았다.
같은 해 11월 26일, 도쿠다 변호사와 이와타 변호사는 과경연의 감식서와 '원소 분석 비판', '형태학적 검사 비판'을 가지고 야나가와 조교수를 방문해 의견을 요구했다. 야나가와 조교수는 그 자리에서 과경연의 모발 감식의 엉성함을 지적했고, 12월에는 '통계적 감식법'(統計的鑑定法), 이듬해 1991년(헤이세이 3년) 1월에는 '원소 분석 스펙트럼 패턴에 의한 감식 비판'(元素分析スペクトルパターンによる鑑定批判)이라는 제목의 의견서를 작성해 변호단에 송부했다. 변호단은 뜻을 굳혔고, 1991년(헤이세이 3년) 1월 31일의 제6회 공판 후에 후루타·도쿠다·안도·스즈키·니시야마·이와타·지노의 일곱 변호사가 야나가와 조교수에게 재감식을 의뢰했다. 야나가와 조교수는 의견서는 썼어도 재감식까지 할 생각은 없었던 듯하나, 변호단의 간원을 받고 재감식을 수락했다.
이와는 다르게 제6회 공판에서 변호단은 피해자의 목에 감긴 멜빵바지에 부착된 체모의 감식을 요구했고, 감식 결과, 멜빵바지에 붙어있던 체모는 혈액형 O형의 것이라는 것이 판명됐다. 더욱이 사체의 사법 해부의 감식서에서 무언가가 벗겨진 흔적을 발견해 감식자가 문의한 결과, 당초의 감식서에서는 피해자의 질 내에 남아있던 정액은 A형 혹은 O형이라고 기록된 부속 설명 문서가 첨부된 것으로 알게 되었다. 피해자의 음모에 부착된 정액은 구쓰카케와 같은 B형이었기에 변호단은 여러 명의 범인에 의한 범행을 강하게 의심하게 되었다.

#### 야나가와 감식
야나가와 조교수의 재감식서는 1991년(헤이세이 3년) 5월 17일에 완성됐다. 감식서는 통계적 감식법에 대한 총론과 그 관점으로 구체적으로 과학경찰연구소(科学警察研究所, 과경연)의 모발 감식의 오류를 지적하는 각론 부분으로 이루어져 있고, 결론으로 '모든 점에 대해 본건에서 채용된 모발 감식법은 신뢰성 있는 과학적 근거를 가진 감식이라고는 할 수 없다'라고 단언했다. 변호단은 이 감식서를 5월 23일의 항소심 제8회 공판에 증거로 신청했고, 6월 25일의 제9회 공판에서는 야나가와 조교수의 증인 심문이 행해졌다.
야나가와 조교수는 감식서와 증언에서 먼저 피고인의 모발의 샘플이 너무 적어 피고인의 모발의 특징 자체가 명확하지 않은 것, 과경연의 형태학 검사는 감식자의 경험에 의존하며 과학적이라고는 할 수 없는 것을 지적했다.
분석화학적 검사로의 원소 분석에 대해서는 사건 현장에서 채취된 모발과 피해자·피해자의 언니·구쓰카케의 모발의 염소·칼륨·칼슘의 함유량을 비교해 구쓰카케와 같은 정도였다고 감식한 것이 있으나, 각각의 데이터에는 폭이 있고, 게다가 피해자의 언니와 구쓰카케의 수치는 대부분 겹쳤다는 것을 보이고, 본래 이 겹친 부분은 '감식 불가능 영역'이며 사건 현장에서 채취된 모발의 수치가 이 영역에 있으면 피해자의 언니의 것으로도 구쓰카케의 것으로도 판정될 수 없는 것이라고 지적했다. 그럼에도 불구하고 과경연의 모발 감식에서 사건 현장에서 채취된 모발의 데이터가 구쓰카케의 데이터와 일치한다고 판단한 것은 부당하며, 애초에 사람의 모발은 거의 대부분의 사람이 원소 함유량의 데이터는 대부분 겹치는 것이므로 세 명의 모발만 비교해도 전혀 의미가 없다고 주장했다. 형태학 검사도 포함해서 과경연의 모발 감식은 사건 현장에서 채취된 모발과 피해자·피해자의 언니·구쓰카케의 세 명의 모발로만 비교하지 않았고, 사건 현장에서 채취된 모발이 세 명 이외의 것일 가능성을 전혀 고려하지 않았다고 여겨 이는 세 명 중에 범인이 있다는 전제가 서지 않으면 유효하지 않고, 방법론에서 이미 치명적 결손을 입은 결론이 있는 감식이라고 비난했다. 그리고 최종적으로 과경연의 모발 감식은 '과학의 이름에 걸맞지 못한다'라고 잘라 말했다.
이에 대해 검찰 측은 7월 24일부로 과경연에서 모발 감식을 실시한 과경연의 기관의 반론서를 제출했고, 8월 1일의 제10회 공판에서는 야나가와 조교수에 대한 반대 심문을 행했으나, 반론서는 야나가와 교수의 지적에 정면으로 답하는 것이 아닌 검사에 의한 반대 심문도 빗나간 질문을 반복해 마에다 가즈아키(前田一昭) 재판장으로부터 종종 주의를 받는 형태로 되었다.

### 법정 외의 지원

#### "몽유 재판"
1991년(헤이세이 3년) 2월, 논픽션 작가인 고바야시 미치오(小林道雄)는 서로의 친척의 결혼에 의해 연이 이어진 자로부터 조카가 열심히 지원하고 있다는 미도리소 사건의 자료를 받았다. 이 조카는 구쓰카케의 자위대 시절 총검도부의 선배로, 자위대 퇴직 후에는 동아국내항공의 정비사로 하네다 정비공장(羽田整備工場)에서 근무하고 있었다. 그는 구쓰카케의 체포 당시, 경찰로부터 전화로 자위대 시절의 모습을 질문받아 구쓰카케가 자위대를 퇴직하게 된 음주 운전 사고에 대해 이야기했으나, 구쓰카케를 잘 알고 있던 그는 구쓰카케가 살인 사건의 피의자로 되었다는 것에 대해서는 '그는 절대로 그러한 일을 할 사람이 아니다. 무언가 잘못 안 게 아닌가'라는 이야기를 했다. 그 후, 항소심의 심리가 시작되고, 변호단은 구쓰카케로부터 'T 경부보에게서 자위대 시절 선배에게서도 이야기를 들었으나 구쓰카케는 취하면 모르게 된다고 말했다고 추궁받았다'라는 이야기를 듣고, 안도 변호사가 그에게 확인 전화를 걸었다. 그는 자신의 이야기의 일부가 잘렸고, 말하지 않은 것을 날조해 구쓰카케의 추궁에 이용된 것에 분노했으며, 이후 구쓰카케의 억울함을 믿고 적극적으로 활동했다.
직접 그에게서 사건과 재판의 상세를 듣고 흥미를 가진 고바야시는 오이타에서 변호단과 만났고, 항소심 제7회 공판 이후의 재판을 종종 방청했으며, 구쓰카케와도 면회하는 등 취재를 계속했다. 변호단은 구쓰카케 체포 이후 대중 매체의 보도 자세에 대한 불신감으로 언론인의 직함을 가진 고바야시를 경계하며 맞이했으나, 정중한 취재를 통해 쌓아올린 사실을 기반으로 판단하려 하는 고바야시의 취재 수법에 점점 신뢰 관계가 형성됐다. 한편 고바야시는 처음 만났을 때 자연체의 대응이나 서민적인 술집에 다니는 모습에서 초대면부터 변호단에게 좋은 인상을 가졌다고 기록했다. 그럼에도 고바야시는 당초 사건에 대해서는 예측 불허를 노력했으나, 변호단으로부터 건네받은 일심 판결을 읽고 적어도 형사 재판의 대원칙인 '의심스러운 때는 피고인의 이익으로'(In dubio pro reo)에 반한다고 느꼈고, 또 취재를 통해 구쓰카케의 억울함을 믿게 되었다.
1991년(헤이세이 3년) 10월, 고바야시는 월간지 『겐다이』(現代)지에서 '여자 대학생 폭행 살인 사건-어느 "몽유 재판"의 기록'(女子大生暴行殺人事件-ある『夢遊裁判』の記録)을 발표했고, 사건의 문제점을 세상에 물었다. 이 반향은 컸고, 미도리소 사건은 사회적인 주목을 모으게 되었다. 그 후, 고바야시는 후술할 DNA 감식의 감식 결과를 기다리고 있던 항소심 제17회 공판즈음까지를 정리한 『몽유재판-어째서 '자백'했는가-』(夢遊裁判 ―なぜ「自白」したのか―)를 1993년(헤이세이 5년) 6월에 출판했고, 1996년(헤이세이 8년) 12월에는 재판 종료 후까지의 내용을 대폭 가필·개제한 것이 『<누명>을 만드는 법-오이타·여자 단기대학생 살인 사건-』(<冤罪>のつくり方 ―大分・女子短大生殺人事件―)으로 문고화됐다.

#### 구원회
항소심이 시작되고 변호단은 널리 사건의 진실을 전해 일심 판결의 부당성을 호소할 필요성을 느꼈다. 1991년(헤이세이 3년) 11월 29일의 변호단 회의에서  정당한 판결을 요구하는 사람들을 조직해 여론의 힘으로 외부에서 재판소를 포위하는 방침을 확인했고, 안도 변호사를 중심으로 구원회 설립을 위해 움직이기 시작했다. 이듬해 1992년(헤이세이 4년) 1월 26일에 '미도리소 사건을 생각하는 모임'(みどり荘事件を考える会)을 개최할 것을 결정했고, 1991년(헤이세이 3년) 12월 27일에는 현내의 여러 문제에 착수하는 약 40명에게 『겐다이』(現代)에 기재한 고바야시의 '몽유 재판'(夢遊裁判)을 동봉해 참가를 요청하는 문서를 발송했다.
1992년(헤이세이 4년) 1월 26일, 오이타시의 오이타 문화회관(大分文化会館)에서 '미도리소 사건을 생각하는 모임'이 개최됐다. 사전의 변호단의 걱정과는 달리 준비해둔 자리는 바로 채워졌기에 급히 추가 의자를 가져왔고, 최종적으로 약 50명이 참가하는 대성황으로 되었다. '생각하는 모임'에서는 일심 판결이나 '자백', 과학경찰연구소(科学警察研究所, 과경연)의 모발 감식, 구쓰카케의 상처 등의 문제점을 휴식 없이 약 4시간으로 변호사가 교체하면서 열변을 토했다. 그리고 3월 9일의 다음 항소심 제13회 공판에서 직접 구쓰카케를 보고 그 육성을 들으며, 구쓰카케의 인품을 확인해주었으면 한다고 방청을 요청했다. 그 항소심 제13회 공판에서는 그때까지 거의 방청객이 없었던 법정에 수십 명의 방청객이 모였고, 구쓰카케의 피고인 질문을 지켜보았다. 이러한 사람들을 중심으로 구원회의 결성을 향한 준비회를 겹쳐, 같은 해 5월 17일에는 시내 중심가에서 결성 집회로의 참가를 요청하는 전단지 1,000매를 배부했다. 호소인으로는 57명이 이름을 올렸다.
같은 해 5월 24일, 오이타시의 오이타현 노동복지회관(大分県労働福祉会館)에서 진상 보고회와 구원회 결성의 집회가 행해졌고, 180명 이상이 참가했다. '생각하는 모임'과 함께 각 변호사가 사건과 재판의 개요와 문제점을 이야기했고, 스즈키 변호사는 '희생양의 논리에 대중 매체가 가담'(いけにえの論理にマスコミが加担)이라는 제목으로 당시의 대중 매체의 보도 자세를 비판했다. 참가자 중 한 명인 호텔 시절 구쓰카케의 동료는 대중 매체의 보도를 믿고 구쓰카케를 범인으로 여겼다고 자책했으며, 세월이 흘러 여론으로부터 이런저런 말을 듣는 일도 적어진 가운데 굳이 모습을 드러낸 구쓰카케의 가족의 기분을 생각하는 말을 눈물을 흘리며 말해 참가자의 감동을 자아냈다. 구원회는 '구쓰카케 씨의 누명을 벗기고, 경찰의 대용 교도소를 없애는 모임'(輿掛さんの冤罪を晴らし、警察の代用監獄をなくす会)(약칭 미도리소 구원회(みどり荘救援会))으로 명명됐다.
미도리소 구원회는 안도 변호사를 사무국장으로 하고, 주로 다음과 같은 활동을 행했다.
회보의 발행
미도리소 구원회 결성을 보고한 제1호부터 항소심 판결이 확정된 약 5개월 후의 제20호까지 『무죄』(無罪)라는 제목의 회보를 발행했다. 회보는 결성 총회나 공판 방청에 참가하지 못한 회원에게 그 내용을 전했고, 새로운 회원의 획득이나 다음 공판의 방청을 권유하는 역할을 해냈다.
진상 보고회의 개최
미도리소 구원회는 회원의 연줄에 의지해 진상 보고회를 개최했다. 결성 3개월 후인 같은 해 8월에는 사이키시에서 100명, 히타시에서 180명을 모으는 등 오이타현내 각지에서 보고회를 반복했으며, 1994년(헤이세이 6년) 6월 28일에는 처음 후쿠오카시에서 개최하는 등, 최종적으로 약 50회에 이르는 보고회를 실시해 지원의 범위를 넓혀갔다.
재판의 방청
전술한 대로 변호단은 미도리소 구원회 결성 전인 제13회 공판의 방청을 요청했고, 수십 명이 방청했다. 방청 활동의 목적은 지원자가 재판을 보고 구쓰카케가 억울한지 아닌지 자신 스스로 판단하는 것과 많은 지원자로 방청석을 채워 구쓰카케를 격려하는 것이었다. 『몽유 재판』(夢遊裁判)을 저술한 논픽션 작가인 고바야시는 저서에서 그때까지 한산했던 방청석에 수십 명이 들어간 것만으로 법정의 분위기가 한 번에 변했다고 기록했다. 미도리소 구원회 결성 후의 제14회 공판부터는 구원회가 미니버스를 준비해 방청 활동이 시작됐으나, 회차마다 방청 희망자가 늘었고, 바로 미니버스에서 대형 버스로 바뀌게 되었다. 재판으로 향하는 버스의 차내에서는 반드시 동행하는 안도 변호사로부터 여태까지의 재판의 추이와 당일 공판에서의 변호 측의 의도가 설명됐고, 돌아가는 차내에서는 변호사로부터 당일 공판의 해설을 듣고, 참가자에게는 맥주가 배부돼 한 사람 한 사람이 감상을 서로 말했다.
미도리소 구원회는 결성 후 한 주만에 190명의 회원이 모였고, 같은 해 말에는 400명을 넘었다. 그리고 항소심 판결 직전에 열린 1995년(헤이세이 7년) 5월 27일의 제4회 총회 시점으로 회원 수는 621명에 이르렀다.

### DNA 감식

#### 위촉
변호 측이 야나가와 감식서를 제출한 1991년(헤이세이 3년) 5월 23일의 제8회 공판 종료 후 마에다 재판장은 변호단과 검찰을 불러냈고, 범행 현장에 남아있던 모발과 피해자의 질내에서 채취된 정액을 DNA 감식을 할 것을 타진했다. 이날의 마이니치 신문 조간 1면에는 'DNA로 범죄 수사'(DNAで犯罪捜査)라는 헤드라인으로 '경찰청이 5월 22일에 DNA 감식에 대해 감식 방법 등을 통일한 뒤 제도로 범죄 수사에 도입할 것을 결정했다. 이 감식 제도의 도입에 따라 극소량의 혈흔, 체액, 피부 조각으로 개인의 특정이 가능해지고, 일본의 범죄 수사는 지문 제도의 발족(1911년) 이해의 대전환으로 된다'라는 기사가 게재됐다. 과학경찰연구소(科学警察研究所, 과경연)의 모발 감식의 신용성이 없어진 변호단은 이 신청에 당황했고, 변호단 회의에서는 기탄 없는 논의가 오갔다. 당시, DNA 감식은 100만 명 중 한 명의 확률로 개인 식별이 가능하다 등으로 대중 매체에서 보도됐으나, 아직 미지의 영역인 DNA 감식의 과학적 신뢰성에는 강한 의문이 남아있었고, 이미 억울함의 입증은 다해 불필요하다고 여겨 변호단은 당초 DNA 감식에는 부정적이었다. 그러나 8월 1일의 제10회 공판 후에도 재차 재판소로부터 DNA 감식을 행하고 싶다는 의향이 나타났고, 최종적으로 변호단도 질내에서 채취된 정액이 구쓰카케의 것이 아니라는 감식 결과가 나오면 무죄가 밝혀지는 것, 무죄를 다투면서 DNA 감식에 반대하는 것은 변호단도 불안을 가지고 있다고 받아들여질 수 밖에 없다는 것, 협의 장소에서 배석 법관으로부터 'DNA 감식이 없어도 자백이 있다'라는 발언이 있던 것으로 재판소 측이 이 단계에서 무죄의 심증을 가지고 있다고는 할 수 없는 것, 더욱이 재판소의 강한 의향을 생각하면 받아들일 수 밖에 없는 것으로 DNA 감식의 실시에 동의했다. 이렇게 해서 유죄로 하든 무죄로 하든 확실한 증거가 필요한 재판소, 과경연 감식을 못 쓰게 된 검찰, 마지못해 받아들인 변호단으로 각인각색의 기대를 안고, 10월 31일의 제12회 공판에서 일본 첫 재판소의 직권에 의한 DNA 감식이 행해지는 것으로 결정됐다.
감식은 DNA 다형 연구회(DNA多型研究会, 현 일본 DNA 다형 학회(日本DNA多型学会)) 운영 위원장인 쓰쿠바 대학 미사와 쇼고(三澤章吾) 교수에게 의회하는 것으로 되었고, 같은 해 11월 14일, 해당 대학 사회의학 계장실에서 감식자 심문이 행해져 DNA 감식이 위촉됐다. 감식 사항은 피해자의 질 내용물을 채취한 거즈 조각에 구쓰카케의 체액에서 추출된 DNA와 동일한 DNA 형태를 가지는 것이 존재하는가 혹은 사건 현장에서 채취한 모발에 구쓰카케의 혈액에서 추출된 DNA와 동일한 DNA 형태를 가지는 모발이 존재하는가의 두 개였다. 미사와 교수로부터는 해당 대학의 하라다 쇼지(原田勝二) 조교수를 감식 보조자로 하고 싶다는 신청이 있었고, 이는 인정됐다. 또 감식 대상과 같은 정도의 낡은 모발을 사용해 예비 실험에 약 6개월, 그 후 실제 시료를 사용한 감식으로 더욱이 약 6개월이 걸리기 때문에 감식 결과가 나오는 것은 약 1년 후인 이듬해 10월로 될 전망이라는 것, 감식 과정에서 시료는 전량 소비된다는 뜻의 설명이 있었다. 심문에 입회한 후루타·도쿠다·안도·니시야마의 네 변호사는 후일 검증이 가능하게끔 시료는 전량 소비하지 말고 일부를 남겨둘 것, 실험 노트를 작성해 실험 데이터 등의 감식 과정을 기록으로 남겨 제출가능하게끔 해둘 것의 두 사항을 요구했고, 미사와 교수도 받아들였다.

#### 감식을 기다리는 동안의 심리
DNA 감식이 위촉돼 그 결과를 기다리는 동안 변호 측은 '자백'의 임의성·신용성을 초점으로 재차 피고인 질문을 행했다. 여기서 변호 측은 일심에서의 구쓰카케와 변호인의 신뢰 관계에 대해서와 '자백'의 변천에 대해서를 밝히고자 했다. 일심 판결이 구쓰카케의 '자백'의 신용성을 인정하는 최대의 근거로는 평소 허위나 강제된 자백의 철회는 공판의 빠른 단계에서 이루어지나, 구쓰카케는 일심 제12회 공판까지 불이익 진술을 유지한 점이었다. 실제로는 일심 제2회 공판 이후는 구쓰카케에게 발언의 기회는 없었고, 다음에 발언한 제12회 공판에서 '자백'은 철회했으나, 도쿠다 변호사의 유도신문에 의해 일심 제1회·제2회 공판에서의 진술로 되돌아왔다. 변호단은 일심 제1회·제2회 공판에서 불이익 진술을 한 것은 변호인과의 사이에 신뢰 관계가 쌓아지지 않았기 때문이고, 제12회 공판에서 도쿠다 변호사의 유도신문에 의해 '사건 현장에 있던 것은 기억하고 있다'는 뜻을 인정한 것은 오히려 신뢰 관계가 생겼기 때문이라는 것을 밝히고자 했다. 일심의 후루타·도쿠다 양 변호인은 일심에서의 변호 활동을 자기 비판하는 진술 취록을 제출했고, 1992년(헤이세이 4년) 3월 9일의 제13회 공판에서는 구쓰카케의 입에서 '일심에서의 불이익 진술의 유지는 변호인에게 문제가 있었다'는 것을 말하게 하려고 했다. 특히 일심 제12회 공판에서 억지로 진술을 되돌린 도쿠다 변호사는 사전에 구쓰카케와 몇 번이고 협의를 행했고, '그런 것은 말할 수 없습니다'라는 구쓰카케에 대해 '내가 그러한 질문을 하지 않았다면 유죄 인정의 이유에 사용되는 일도 없었다', '너는 나를 증오하지 않으면 안 된다', '네가 그런 것을 말한 탓에 유죄로 되었다는 생각을 담아 말하지 않았다면 전해지지 않는다'라고 반복해 설득했다. 그러나 공판에서는 구쓰카케로부터 변호인을 비판하는 듯한 말은 나오지 않았다. 공판 후, 구쓰카케는 '선생님들의 질문에 충분히 답하지 못해, 죄송하다고 생각하고 있습니다'라고 편지에 썼으나, 구쓰카케의 성격을 잘 알고 있는 도쿠다 변호사는 '역시 안 됐네요'라고 웃을 뿐이었다.
이어진 같은 해 6월 17일의 제14회 공판에서 변호단은 '수사 단계의 피고인의 불이익 진술의 변천과 신용성에 관한 변호인의 의향서'(捜査段階における被告人の不利益供述の変遷と信用性に関する弁護人の意見書)라는 제목의 의견서를 제출했고, 9월 7일의 제15회 공판에 걸쳐 구쓰카케의 '자백'의 변천에 대해 피고인 질문이 행해졌다. 이런 가운데 변호단은 구쓰카케의 '자백'이 중요한 점 혹은 기억이 잘못됐다고는 생각하기 힘들다는 점으로 변천했고, 게다가 그 이유가 완전히 설명되지 않았다는 것을 지적했다. 예를 들면 사건 현장의 203호실에서 자신의 방으로 돌아갈 때, 당초는 맨발이었다는 것은 분명히 말했음에도 불구하고 맨발이었다고 생각한다, 맨발이었던 기분이 든다라고 바뀌었다. 또, 당초의 자신의 방으로 들어갈 때 열쇠로 문을 열었다고 생각한다는 진술도 '자물쇠가 돼있었는지 아닌지는 확실하지 않습니다'라는 진술을 거쳐 최종적으로 '자물쇠를 열고 들어간 기억은 없습니다'로 변천했다. 변호단은 이는 구쓰카케에게 있어서 어떠한 의미도 없는 것이나, 경찰이 당초 구쓰카케는 창문을 통해 203호실로 침입했다고 상정했다고 가정하면 의미가 있는 변천으로 된다고 주장했다. 즉, 창문을 통해 침입하려고 하면 맨발로 행동했을 터이고, 사건 당일 장을 보고 돌아온 때에 방의 자물쇠를 잠근 구쓰카케는 범행 후에 자물쇠를 열고 자신의 방으로 돌아갔을 터였다. 그러나, 창문을 통해 침입했다는 가설이 물리적으로 불가능한 것이 판명되자, 맨발로 행동하거나 범행 후에 돌아온 자신의 방의 문에 자물쇠를 잠그고 203호실로 가 범행에 이르렀다는 것은 오히려 극히 부자연스러웠기에, 당초의 진술을 변경할 필요가 생겼다고 생각하는 것이 가능하다. 변호 측은 이러한 진술의 변천은 구쓰카케의 '자백'이 경찰에 의해 강제 내지 유도된 것인 증거라고 주장했다.
같은 해 11월 25일의 제16회 공판에서는 사건 직후에 구쓰카케에게서 취재한 신문사의 기자가 출정했다. 구쓰카케는 사건 직후에 당시의 연인의 친가에 전화를 건 후 신문사의 기자로부터 취재를 받았다고 이야기했으나, 어느 신문사의 누구인지는 몰랐다. 하지만 우연히도 이 해 4월에 그 기자가 별건으로 도쿠다 변호사에게 편지를 냈고, 그 중에서 사건 직후의 구쓰카케에게 취재를 한 것이 언급된 것으로, 사건 직후에 취재한 것이 이 아사히 신문사의 기자라는 것을 알게 되었다. 이 기자는 당시의 취재 메모도 남겨두었고, 기억과 이 메모를 기반으로 사건 직후의 구쓰카케의 모습을 증언했다. 이 기자에 따르면 '미도리소에 도착한 것은 1시 15분 즈음으로, 이미 규제선이 펼쳐져 있었다. 공중전화로 이야기한 구쓰카케를 발견해 전화가 끝나는 것을 기다리고 말을 걸었다. 구쓰카케는 질문에는 전부 답했고, 특별히 수상한 모습은 느껴지지 않았다. 구쓰카케는 상하 저지였으나, 저지의 아래에 무언가를 지니고 있는 모습도 없었다. 취재 후는 바로 미도리소로 돌아갔다'라는 것이었다. 또, 나중에 구쓰카케가 중요 참고인으로 수사 대상으로 된 것을 알게 됐을 때에는 '꽤 의외여서 뭔가 자신은 사람을 보는 눈이 없는 건가 하고 생각했습니다'라고 말했다. 변호 측은 이 증언에 따라 전화를 걸기 위해 외출했을 때 혈액 등이 부착된 속옷 등을 처분할 여유가 있었다고 한 일심 판결의 인정의 오류를 입증가능했다고 생각했다.
한편, DNA 감식의 결과는 좀처럼 제출되지 않았다. 당초는 감식서의 제출은 1992년(헤이세이 4년) 10월 즈음을 목표로 했으나, 같은 해 9월의 재파소의 문의에 대해 미사와 교수는 12월 말이라고 회답했다. 그러나, 새해가 밝아도 제출되지 않았고, 1993년(헤이세이 5년) 2월 4일의 제17회 공판에서는 새롭게 부임한 가나자와 에이이치(金澤英一) 재판장으로부터 '감식서의 제출은 4월 상순으로 된다'라고 보고됐고, 이 공판 이후 감식 결과 대기로 돼 심리는 완전히 멈췄다.

#### 감식 결과
미사와 교수로부터의 감식서는 1993년(헤이세이 5년) 8월 12일에 후쿠오카 고등재판소(福岡高等裁判所, 후쿠오카 고재)에 제출됐다. 미사와 교수에 의한 DNA 감식은 대상 시료에서 ACTP2(ACTBP2)라고 불리는 미세부수체(Microsatellite) 부위를 PCR법으로 증폭시켜 그 GAAA의 네 염기의 반복 회수로 DNA형을 판정하는 것이었다. 이는 미세부수체를 DNA 감식에 사용한 일본 첫 사례로 되었다. 감식 결과는 피해자의 질 내용물이 포함된 거즈 조각에서는 피해자와 동일한 DNA형 밖에 검출되지 않았으나, 사건 현장에서 채취된 모발 중 한 가닥(부호 16-1, 대지 번호 10, 모발 번호 1)에서 구쓰카케와 동일한 DNA형이 검출됐다는 것이었다. 감식서에 따르면 혈연 관계에 없는 완전한 타인이 동일한 DNA 형태로 나올 확률은 0.088％로 나왔다.
감식 결과에 놀란 변호단은 당일 중에 감식서를 입수하자 곧 내용의 정밀 조사에 들어갔으나, 읽으면 읽을수록 감식서에 많은 문제가 있다는 것이 밝혀졌다. 감식서에는 '감식에는 헤이세이 3년 11월 14일부터 헤이세이 5년 8월 10일까지의 636일을 요구했다'라고 기록돼있음에도 불구하고 감식서의 작성 일자가 '헤이세이 5년 7월 31일'로 기록돼있는 것을 비롯해 감식 데이터에서는 11/23형으로 되어야 할 구쓰카케의 DNA형이 16/36형으로 돼있는 등 기본적인 점이나 중요한 점에서 많은 오류가 발견됐다. 전 26페이지(본문 9페이지, 주석·그림 등 17페이지)의 감식서 중 변호단이 발견한 오류는 53개곳에 이르렀다. 또 질 내용물에서는 피해자의 DNA형만 검출되지 않았으나, 감식서에서는 '이 결과는 질 내용물 중에 정자가 부착되지 않은 것을 적극적으로 뒷받침하는 것은 아니다. 물론, 구쓰카케 료이치의 정자 유래의 DNA가 질 내용물에 존재하지 않는다는 결론도 도출할 수 없다'라고 기술됐고, 이는 감식자가 예단을 허하고 감식에 임했다고 느끼게 하기에 충분했다. 더욱이 0.088％라는 확률을 이끌어낸 데이터 베이스의 샘플 수는 65로 너무 적어 신뢰성에 의문이 있는 것에 더해 첨부된 표에서 계산하면 정확히는 0.178％였다. 더욱이 변호단은 감식서가 도착하고 1주간 후인 8월 19일 시점에 이미 감식 결과가 오류라는 것을 드러내는 결정적인 증거를 잡았으나, 구쓰카케와 변호단 외에는 극히 일부의 사람에게만 알리고 비장의 카드로 보존했으며, 당면은 감식서의 모순이나 문제점을 정면으로 추궁해가는 것으로 됐다.
9월 21일, 감식 결과를 받고 재판소·변호단·검찰 삼자의 합의가 이루어졌다. '이 사건은 DNA로 결정났잖아요. 이제 와서 변호단은 무엇을 하시는 겁니까'라는 가나자와 재판장에 대해 변호 측은 몇 개의 오류를 보여 감식의 엉성함을 지적했고, 미사와 교수의 심문을 요구했다. 재판소 측은 미사와 교수의 바쁨을 이유로 쓰쿠바 대학에서의 출장 심문을 제안했으나, 변호 측은 재판 공개의 원칙을 방패로 공판에서의 심문을 양보하지 않았고, 후쿠오카 고재에서 감식자 심문이 행해지는 것으로 되었다. 이 합의의 다다음날인 9월 23일, 후쿠오카 고재에 미사와 교수로부터 감식서에 대한 정정서가 도착했고, 32개곳이 정정됐다. 형사 사건의 감식서로 이만큼이나 정정된다는 것은 전대 미문이었다. 또 정정서의 작성 일자는 9월 20일부, 소인(消印)은 9월 22일이었다.

#### 감식자 심문
1993년(헤이세이 5년) 12월 9일의 제19회 공판부터 미사와 교수에 대한 감식자 심문이 행해졌다. 미사와 교수는 감식서의 작성 일자에 대해서는 '비밀의 워드프로세스 실수'하고변명했으나, 감식 시료 번호의 오류에 대해서나 감식 시료와 같은 정도의 낡은 시료를 사용한 예비 실험을 언제부터 언제까지 행했는가, 실제 감식 시료를 사용한 감식은 언제 시작했는가 등에 대해서는 '실험에 관여하지 않았으므로 모르겠다'라고 답했다. 또 변호 측의 '기초 데이터에 기반해 감식문이 쓰일 터인데 기초 데이터와 감식문이 엇갈리고 있다는 것은 데이터의 개찬이나 개작이 있었던 것은 아닌가'라는 추궁에 대해서는 '기본 규칙을 따랐다', '결론에 틀린 것은 없다'라고 반복했으며, 가나자와 재판장으로부터도 '질문의 의미를 모르겠다'고 경고받았다. 그리고 변호 측은 감식 전의 심문에서 약속했던 실험 데이터 등의 제출을 요구했다. 미사와 교수는 이에 응했고, 이 공판을 전후해 X선 사진의 필름이나 측정 데이터 등을 제출했다.
이듬해 1994년(헤이세이 6년) 1월 26일의 제20회 공판에서도 미사와 교수에 대한 감식인 심문이 행해졌으나, 이날의 공판에서도 변호 측으로부터의 질문에 미사와 교수는 '그것은 하라다 조교수가 했다'라고 반복할 뿐이었다. 이날의 심문에서 미사와 교수는 감식 작업이나 감식서 작성에 전혀 관여했지 않고 하라다 조교수에게 완전히 맡겼다는 것, 실제로 감식 시료를 사용해 감식 작업을 시작한 것은 감식서를 제출한 1993년(헤이세이 5년)의 5월이었다는 것이 밝혀졌다.
미사와 교수에 대한 DNA 감식의 위촉은 1991년(헤이세이 3년) 11월 14일에 행해졌으나, 감식서 제출까지의 경위는 나중에 판명된 것도 포함하면 이하와 같다.
| 연     | 월      | 감식 작업                                                                  | 감식서 제출 전망           |
| ------ | ------- | -------------------------------------------------------------------------- | -------------------------- |
| 1991년 | 11월    | 감식 위촉                                                                  | 이듬해 10월에 제출의 전망  |
| 1992년 | 봄 즈음 | 같은 정도에 낡은 시료의 감식을 시도했지만 판정 불능 ACTP2의 존재를 알게 됨 |                            |
| 1992년 | 9월     |                                                                            | 12월 중에 제출이라고 회답  |
| 1992년 | 연말    | ACTP2를 사용한 실험 개시                                                   |                            |
| 1993년 | 2월     |                                                                            | 4월 상순에 제출이라고 회답 |
| 1993년 | 5월     | 감식 시료를 사용한 감식을 시작하지만 판정 불능                             |                            |
| 1993년 | 7월     | 판정 가능으로 되어 감식서 작성                                             |                            |
| 1993년 | 8월     | 감식서 제출                                                                | 감식서 제출                |

     미사와 교수 등은 감식을 맡은 단계에서 10년 전의 낡은 시료에서 DNA 감식을 행할 구체적인 방법을 모르고 있었다. 1992년(헤이세이 4년) 봄까지 감식 시료와 같은 정도의 낡은 시료를 사용해 GSTπ나 아포B(アポB)라는 미세부수체로 감식을 시도했으나, 결과는 판정 불능이었다. 우연히 그즈음 영국의 과학 잡지 『뉴클릭 애시드 리서치』(Nucleic Acids Research)에서 ACTP2라는 미세부수체를 소개하는 기사를 발견했고, 미사와 교수 등은 이를 이용한 감식을 시도하는 것으로 결정한다. 같은 해 말 즈음부터 실험을 시작했고, 이바라키현내의 70명의 혈액으로 데이터베이스를 작성해 1993년(헤이세이 5년) 4월의 일본법의학회(日本法医学会)에서 '혈흔·모근 시료로의 개인 식별에 유효한 VNTR(고변이 반복 배열)의 검출'(血痕・毛根試料からの個人識別に有効なVNTR（高変異反復配列）の検出)이라는 제목으로 보고했고, 이의가 나오지 않아 학회에서 인정되는 형태로 되었다.
학회 후의 1993년(헤이세이 5년) 5월부터 감식 시료를 사용한 감식 작업을 시작했고, 당초는 판정 불능이었으나 7월 즈음부터 판정 가능으로 되어 하라다 조교수에 의해 감식서가 작성됐다. 미사와 교수는 하라다 조교수로부터 완성된 감식서를 받아 30분부터 1시간 정도를 거쳐 이름을 적고 도장을 찍어 제출했다.
이러한 경위였음에도 불구하고 여전히 ACTP2를 사용한 실험을 행하기 전인 1992년(헤이세이 4년) 9월애 재판소로부터의 조회에 대해 12월 중에 감식서가 제출 가능하다고 회답했고, 감식 시료를 사용한 감식 작업에 들어가기 전인 1993년(헤이세이 5년) 2월에도 4월 상순에 제출하겠다고 회답하는 등, 미사와 교수 등은 재판소나 변호단에 대해 허위 보고를 반복한 것이었다.
4월 20일의 제21회 공판에서도 이어서 미사와 교수에 대한 감식자 심문이 행해졌다. 여기서는 데이터베이스의 신용성이 따져졌으나 미사와 교수는 제대로 회답하지 못햇고, 법정에서는 방청하고 있던 통계응용학자이자 전 메이지 대학 교수인 기노시타 노부오(木下信男)의 큰 웃음 소리가 울려퍼졌다. 기노시타 전 교수는 폐정 후에 미사와 교수에 대해 '집단 유전학에 대해 완전히 무지하다'라고 말했으나, 미사와 교수는 가나자와 재판장으로부터도 공판 중에 이해 부족을 지적받았다.
또 이날의 공판에서 검찰 측·변호 측 쌍방이 미사와 교수의 감식서에 대한 의견서를 제출했다. 검찰 측은 하라다 조교수를 감식 보조자로 실험을 시키는 것은 감식을 위촉할 때 변호인도 받아들였다고 주장했으나, 변호 측은 선서 상에서 감식을 받아들인 것은 어디까지나 미사와 교수이고, 하라다 조교수를 감식 보조자로 하는 것이 인정되었다고는 해도 한도가 있다며 감식서는 진정으로 작성되었다고는 할 수 없고, 증거 능력이 없다고 주장했으며, 바쁜 것이나 인원 부족, 감식에 필요한 동위 원소를 다루는 면허가 없는 등으로 하라다 조교수에게 통째로 맡긴 미사와 교수는 감식자로의 자각이나 자격이 부족하다고 엄격히 지적했다. 더욱이 변호 측은 의견서에서 여태까지 숨겨온 모발의 길이의 문제를 처음 지적했다.

#### 길이의 문제
변호단이 지적한 모발의 길이의 문제란, 구쓰카케와 동일한 DNA형이 검출됐다는 '부호 16-1, 대지 번호 10, 모발 번호 1'의 모발이 15.6cm의 길이였다는 점이다. 사건 당시 구쓰카케의 헤어스타일은 펀치 펌으로, 당시 경찰에게 임의 제출한 모발은 가장 긴 것으로 7cm였고, 한 번 보고 구쓰카케의 것이 아니라고 알 수 있는 것이었다. 실제로 이 '부호 16-1, 대지 번호 10, 모발 번호 1'은 사건 당일인 1981년(쇼와 56년) 6월 28일에 피해자의 방 와시쓰의 오시이레 앞에서 채취된 것으로, 오이타현 경찰의 과학수사연구소(科学捜査研究所, 과수연)에서 경찰청의 과학경찰연구소(科学警察研究所, 과경연)에 모발 감식으로 낼 때에도 길이나 형상으로 피해자 혹은 피해자의 언니의 것으로 판단돼 대상에서 제외된 것이었다. 그럼에도 검찰 측은 우연히 긴 것이 있었던 것은 아니냐고 주장했다.
1994년(헤이세이 6년) 6월 6일의 제22회 공판에서는 실제로 감식에 임한 하라다 조교수에 대한 심문이 행해졌다. 하라다 조교수는 검찰 측의 주심문에 대해 감식서에서 말하는 '동일한 형태'란 '유사성이 높다'라는 의미였다고 증언했다. 변호단은 '동일한 형태'와 '유사성이 높다'는 완전히 의미가 다르다고 놀랐으나, 감식의 신용성이 흔들린다고 느껴 궤도 수정을 시도한 것으로 파악했다. 이날의 변호 측 질문으로는 하라다 조교수에 대해 ACTP2법에서의 DNA형의 분류 방법을 반복해서 확인했다. ACTP2법은 GAAA의 네 염기의 반복 횟수로 판정하는 것이므로 이론 상으로는 네 염기마다로 분류하면 좋을 터인데 미사와 감식에서는 한 염기마다로 분류했기 때문이다. 그러나 실제로는 ACTP2에 세 염기나 다섯 염기의 불규칙한 것도 있다는 것이 파악되었기에 한 염기 단위의 분류로 되었고, 하라다 조교수는 이 분류 방법으로는 한 염기라도 다르면 타인이라는 것, 또 총 염기 수가 같아도 세 염기나 다섯 염기의 것도 포함해 결과로 해 동일하게 되어있을 가능성이 있고, 그 경우도 타인이라는 것을 인정했다.
7월 4일의 제23회 공판에서는 사건 당시의 구쓰카케의 모발의 길이를 입증하기 위해 변호 측이 신청한 세 명의 증인이 출정했다. 첫 번째 증인은 구쓰카케의 큰누나였다. 큰누나는 사건의 약 10개월 전에 지낸 구쓰카케의 아버지의 장례의 모습을 사진으로 찍었고, 거기에는 단발의 구쓰카케가 찍혀있었다. 큰누나는 사진은 아버지의 장례 때의 것이며, 그 전날에 '상주이므로 말끔히 하지 않으면 안 된다'라고 해 구쓰카케를 이발소로 보냈다고 증언했다. 두 번째 증인은 사건 당시 구쓰카케가 단골이었던 이발소에서 구쓰카케를 담당했던 이발사로 장례 때 사진을 보고 헤어스타일은 상고머리로 긴 부분이어도 1cm 이하라고 증언한 뒤, 사람의 모발은 1개월에 약 1cm 자란다는 것, 사건 전에 구쓰카케는 대강 월에 한 번 이발소에 와 펀치 펌을 한 것, 사건 후인 1981년(쇼와 56년) 7월 11일에 촬영된 구쓰카케의 헤어스타일도 펀치펌인 것 등을 증언했다. 마지막 증인인 오이타현 이용미용직업훈련협회(大分県理容美容職業訓練協会)의 부회장도 장례 때의 구쓰카케의 헤어스타일은 상고머리로 길어도 1cm이며, 사람의 모발은 1개월에 약 9mm에서 1cm 자란다고 했고, 펀치 펌을 한 모발은 길어도 5cm이며, 사건 후의 구쓰카케의 사진은 다소 자랐지만 5cm에서 8cm 정도의 길이이고, 또 펀치 펌은 시간의 경과와 함께 느슨해지는 일은 있어도 스트레이트로 되는 일은 없다고 증언했다. 이들의 증언으로 구쓰카케의 아버지의 장례부터 사건 당일까지는 약 10개월 정도이고, 그 사이 한 번도 이발을 하지 않았다고 해도 11cm에서 12cm 정도 밖에 되지 않으며, 또 사건 당시 구쓰카케는 펀치 펌으로 아무리 자랐다고 해도 10cm을 넘는 일은 없기에 DNA 감식에서 구쓰카케와 동일한 DNA형이 검출됐다는 15.6cm의 모발은 구쓰카케의 것일 수 없다는 것이 입증됐다.

### 보석
DNA 감식에서 구쓰카케와 동일한 DNA형이 검출됐다는 모발이 구쓰카케의 것일 수 없다는 것이 밝혀지게 된 제23회 공판 직후인 1994년(헤이세이 6년) 7월 7일, 변호단은 후쿠오카 고등재판소(福岡高等裁判所, 후쿠오카 고재)에 대해 구쓰카케의 보석을 청구했다. 보석청구서에서는 구쓰카케의 신병 구속이 12년 6개월에 이르른 것, 체포나 일심 유죄의 결정타로 된 과학경찰연구소(科学警察研究所, 과경연)의 모발 감식은 이미 '과학의 이름에 걸맞지 않다'라고 부정된 것, 검찰 측의 입증은 종료됐고 죄증 인멸의 우려는 없는 것, 구쓰카케는 결백을 주장하는 장소로 공판에 적극적으로 관여했고 또 무죄를 확신하고 있었기에 도망의 우려도 전혀 없는 것 등을 이유로 들었다.
7월 11일, 후쿠오카 고재 제1형사부는 보석 허가를 결정했다. 이에 대해 검찰 측은 일심에서 무기징역이 선고된 중대 사건인 것, 항소심에서의 심리에서도 구쓰카케를 범인으로 보는 증거가 늘었고 죄증 인멸의 우려가 있는 것, 일심·항소심의 심리 경과로 구류가 부당하게 장기에 걸친 것이라고는 할 수 없는 것 등으로 보석 허가 결정에는 재량권의 일탈이 있고 위법이라며 곧 이의를 신청했고, 후쿠오카 고재 제2형사부에서 심리되는 것으로 되었다. 변호 측은 일심 심리의 장기화는 검찰 측의 대량 보충 입증이 원인이고, 항소심의 심리의 장기화도 재판소의 직권으로 DNA 감식을 채용한 것에 의한 것으로 구쓰카케에게는 어떠한 책임도 없으므로 장기의 구류를 감수해야 할 까닭은 없다고 반론했다.
8월 1일 9시 50분, 후쿠오카 고재 제2형사부는 검찰의 이의 신청의 기각을 결정했고, 결정으로는 애초에 범인과 구쓰카케를 연결짓는 직접적인 증거 자체가 부족하며 검찰 측의 입증은 이미 종료됐고, 현재 논쟁으로 된 13년 이상 전의 구쓰카케의 모발의 길이에 대해 죄증 인멸은 생각하기 힘들다고 여겨, 변호인 전원의 신병 인수서가 제출됐고, 구쓰카케에게 있어서는 간단히 낼 수 없는 300만 엔이 보증금으로 되어 도망의 우려도 적다고 여겨, 12년 6개월 이상 구속이 이어진 것도 고려하면 보석 허가는 재량권을 일탈해 위법이라고는 할 수 없다고 보았다. 검찰은 특별항고를 단념했고, 구쓰카케는 같은 날 보석됐다.
살인 사건으로 일심에서 무기징역 판결을 받은 피고인이 보석되는 것은 일본에서는 극히 드문 사건이었다. 당일의 석간지는 이 이례적인 보석을 크게 거론했다. 그날의 저녁에 오이타로 돌아온 구쓰카케는 18시부터 오이타현 노동복지회관(大分県労働福祉会館)에서 개최된 '보석 환영·완전 무죄를 노리는 집회'(保釈歓迎・完全無罪をめざす集会)에 참가했다. 회장에서는 갑작스러운 요청에도 불구하고 350명의 지원자가 모였다.

### '파탄'

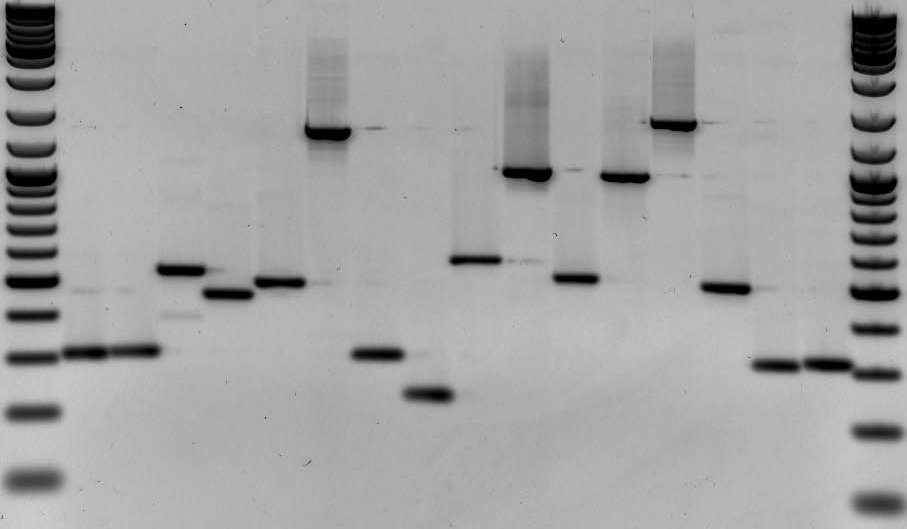
전기영동 영상의 예시. 각 레인에 띠가 나타난다.

1994년(헤이세이 6년) 11월 16일, 제24회 공판에서 병으로 입원 중인 가나자와 재판장에서 나가마쓰 쇼지로(永松昭次郎) 재판장으로 교대됐고, 12월 19일의 제25회 공판에서는 재차 하라다 조교수를 불렀고 심문이 행해졌다. 변호 측은 저번 심문에서의 하라다 조교수의 '한 염기라도 다르면 타인'이라는 증언을 전제로 실제 감식의 DNA형의 판정 방법을 중심으로 질문했다.
미사와 교수의 감식 방법은 시료에서 ACTP2라 불리는 GAAA의 네 염기의 반복으로 이루어지는 미세부수체를 추출해 PCR법으로 증폭해 전기영동법을 통해 그 이동 거리로 염기 수를 계측한다는 것이었으나, 전기영동은 그때그때의 조건에 의해 결과가 달라지기 때문에 100 염기 단위의 래더 마커(Ladder Marker)라 불리는 이미 알고 있는 염기 수의 시료를 동시에 전기영동법을 이용하는 것으로, 그와의 비교로 대상 시료의 염기 수를 계산해 구한다. 하라다 조교수에 의하면 전기동영의 결과를 촬영한 X선 필름을 확대 복사한 것에 트레이싱 페이퍼를 대고, 영동 결과를 나타내는 띠의 중심에 연필로 선을 그어 영동 거리를 측정했다는 것이었다. 한 염기의 차이는 본래의 X선 필름에서 약 0.33mm, 확대한 것에서 약 0.5mm에 해당한다. 그러나 구쓰카케의 혈액의 DNA의 띠의 폭은 약 8mm(24염기분), 구쓰카케와 동일한 DNA형이 검출됐다는 모발의 띠의 폭은 약 2mm(6염기분)이었다. 하라다 조교수 등의 측정 방법은 각각의 띠의 한가운데로 생각되는 곳에 목측으로 선을 그어 그 거리를 1mm 단위 눈금의 평범한 자로 재는 것이었다. 이 방식으로는 각각의 띠의 어디에 선을 긋느냐로 수 염기 정도의 오차는 쉽게 생길 수 있고, 그어진 선도 기준의 선과 평행하지 않고, 어디를 재느냐에 따라 계측 결과가 바뀌어버린다. 실제로 감식서의 원본 데이터에서는 구쓰카케의 혈액과 구쓰카케와 동일한 DNA형이 검출됐다는 모발의 각 띠를 각각 3회 잰 측정 데이터였으나, 같은 띠를 잴 터였던 그 값은 측정을 할 때마다 달랐다. 변호단은 한 염기 단위로 정확한 계측이 요구됨에도 불구하고 이러한 측정 기술 밖에 가지고 있지 않은 것으로 '본 감식은 파탄이 난 것이 아닌가'라고 추궁했다. 이에 대해 하라다 조교수는 '당시로서는 가능한 최대한의 기술을 사용했다'라고 하면서도 '지금의 연구 성과로 보면 미숙'하고, '분명히 선생님께서 말하신 대로이다','파탄이 났다고 해도 지장이 없다'라고 답했다. 그 순간 방청석에서는 떠들썩해졌고, 법관은 놀란 표정을 지었다.
더욱이 변호 측은 '동일한 전기영동 패턴이 검출됐다(그림 3 참조)'라고 하며 감식서에 첨부된 전기영동 사진(그림 3)에 대해 추궁했다. 그림 3에서는 구쓰카케의 혈액의 DNA 띠가 레인 1에, 구쓰카케와 동일한 DNA형이 검출됐다는 모발의 DNA 띠가 레인 2에 있었고, 같은 위치에 띠가 나타난 것처럼 보였다. 변호단이 감식서를 입수했을 때, 감식서를 건네 의견을 구한 니가타 대학의 야마노우치 하루오(山内春夫) 교수는 '그림 3의 피고인의 띠와 현장 유류 모발의 띠는 동일한 것처럼 보인다'라고 말했고, 규슈 대학의 야나가와 교수도 '감식서에 실수가 많다는 것을 아무리 강조해도 그림 3의 실험 데이터의 신용성이 무너지지 않는 한 미사와 감식을 부정할 수 없다'라는 감상을 말한 것이다. 그러나 감식서 후에 제출된 본래의 X선 필름을 확인하자, 이는 다른 기회에 전기영동법을 사용한 것의 X선 필름을 합성한 것으로, 각각의 전기영동에서는 래더 마커의 영동 거리 자체가 달랐고 본래 비교 가능한 것은 아니었다. 변호단은 '합성한 것은 어디에도 써져 있지 않다', '동일한 기회에 행해진 전기영동의 사진이라고 오해하는 것은 아닌가'라고 추궁했으나, 하라다 조교수는 '어디까지나 알기 쉽게 하기 위해 참고로 붙였을 뿐'이라고 하며 그림 3은 '어떠한 측정 데이터에도 근거로도 되지 않았다'라고 답했다. 그리고 마지막으로 변호 측에서 재차 '유사'의 의미를 질문받은 하라다 조교수는 어쩌면 같을 수도 있고 다를 수도 있다라는 의미라고 답했다.
하라다 조교수의 심문이 끝나자 나가마쓰 재판장은 변호단과 검찰을 별실로 불렀고, 변호 측이 청구한 상처에 대해서와 검찰 측이 청구한 모발에 대해서의 증인 신청을 철회할 것을 요구했다. 변호 측·검찰 측 양쪽 모두 이를 받아들였고, 이날의 공판으로 항소심의 증거 조사를 마쳤다.

### 최종 변론
1995년(헤이세이 7년) 2월 24일, 제26회 공판이 열렸고, 13시 30분에 변호 측의 최종 변론이 시작됐다. 변론은 '본건 사건의 특징과 진범인상'부터 시작되어 수사 단계나 제일심에서의 구쓰카케의 불이익 진술의 임의성과 신용성, 102호실 주민의 물소리에 관한 증언의 신용성, 구쓰카케의 몸에 있던 상처의 평가, 과학경찰연구소(科学警察研究所, 과경연)의 모발 감식, 미사와 교수에 의한 DNA 감식의 증거 능력이나 신용성 등에 대해 안도·도쿠다·지노·스즈키·니노미야·후루타·오카무라 구니히코의 각 변호사가 순서대로 변호 측의 주장을 펼쳤다.
변론의 결론으로 되는 '맺음말'은 도쿠다 변호사가 행했다. 도쿠다 변호사는 제일심부터 변호를 맡은 자로서 스스로 담당을 신청해, 누구에게도 상담하는 일 없이 혼자서 '맺음말'을 작성하고 있었다. 그 내용은 스스로의 제일심에서의 변호 활동을 호되게 자기 비판하는 것이었다.
　原審第一回公判が開かれたのは、昭和五十七年四月二十六日である。既に十三年の歳月が経過した。
　その第一回公判調書には、本件公訴事実に対する弁護人の意見が次のように記載されている。
「被告人に犯行当時の記憶がないということであり、検察官請求予定の証拠では、本件の証明は不十分と思料されますし、有罪とは言えないと考えます。」
　本弁論のため、本件各証拠の再検討を進める過程で原審弁護人らが何度この意見陳述を悔悟と苦渋をもって読み返したことであろうか。
　これほどの重大事件の第一回公判期日を迎えながら、私達には深い霧の中を彷徨うが如き戸惑いがあった。その戸惑いは、被告人の供述調書を開示され、その異様さに直面した時から始まった。
　ここには、新聞報道で全面自供と伝えられていたその「かけら」も認められなかった。「犯人は自分に違いない」との結論だけが強調され、何一つとして具体的な犯行状況が語られていないばかりか、何の脈絡もなく突然「気がついたら二〇三号室にいた」との供述に始まる調書は、私達の理解をはるかに超えていた。
　被告人がその不利益供述に至る過程で、三日間以上にわたって絶食状態であったことを私達は知らなかった。
　その故に、その被告人に対し連日十時間以上の取調べがなされたことの過酷さを私達は理解できていなかった。
　指紋が犯行現場に遺留されていた等という虚偽の事実が突きつけられ、「科学の名に値しない」毛髪鑑定結果の告知とともに被告人をがんじがらめに呪縛していたことを私達は予想だにしていなかった。
　母に合わせてくれと泣き崩れる被告人に対し、卑劣にもその「特別措置」の代償として、このような不利益供述が強制されたのだということを私達は知るよしもなかった。
　弁護人として、恥ずべきことに、私達は供述調書へのその疑問を、被告人との会話の中で、被告人との人間関係を樹立する過程で解きほぐしていく努力を全面的に怠ってしまった。報道されたところの被告人は「自閉症」との先入観が、私達自らの許し難い偏見の故に私達からその努力を萎えさせてしまったのである。
　その結果として、私達は、被告人との接見の確保を怠り、原審の審理を迎えるにあたって、被告人に対し、その強制された思い込みが虚偽であることに気付かせる契機を与えることができなかった。
　被告人が、原審公判廷で「被害者の部屋にいたことは覚えている」との不利益供述を維持した責任の一半はまさしく私達にある。原審第十二回公判における被告人に対する強引な誘導尋問を含めて、私達は、自らの弁護人としての基本姿勢の誤りを何度か責め苛んできた。
　本弁論における被告人の不利益供述の任意性に関する分析は、その苦渋と悔悟と謝罪の所産である。
 — 미도리소 사건 변호단(みどり荘事件弁護団) '항소심 변론 요지'(控訴審弁論要旨)
 원심 제1회 공판이 열린 것은 쇼와 57년(1982년) 4월 26일이다. 이미 13년의 세월이 경과했다.
 그 제1회 공판 조서에서는 본건 공소 사실에 대한 변호인의 의견이 다음과 같이 기재돼있다.
'피고인에게 범행 당시의 기억이 없다는 것이고, 검찰관 청구 예정의 증거로는 본건의 증명은 불충분하다고 생각되었으며, 유죄라고는 할 수 없다고 생각합니다.'
 본 변론을 위해 본건 각 증거의 재검토를 진행하는 과정에서 원심 변호인 등이 몇 번이고 이 의견 진술을 회오와 고뇌로 다시 읽었을까.
 이 정도의 중대 사건의 제1회 공판 기일을 맞이하면서, 우리에게는 짙은 안개 속을 헤매는 듯한 당혹감이 있었다. 그 당혹감은 피고인의 진술 조서가 개시돼 그 이상함에 직면한 때부터 시작됐다.
 여기에는 신문 보도로 전면 자백이라고 보도된 그 '조각'도 인정되지 않았다. '범인은 자신임이 틀림없다'라는 결론만이 강조되고, 무엇 하나 구체적인 범행 상황이 이야기되지 않았을 뿐만 아니라, 아무런 맥락도 없이 갑자기 '정신을 차리고 보니 203호실에 있었다'라는 진술로 시작되는 조서는 우리의 이해를 훨씬 넘고 있었다.
 피고인이 그 불이익 진술에 이른 과정으로 3일간 이상에 걸쳐 단식 상태였던 것을 우리는 알지 못했다.
 그로 인해, 그 피고인에 대해 연일 10시간 이상의 취조가 이루어진 것의 과혹함을 우리는 이해하지 못하고 있었다.
 지문이 범행 현장에 남아있었다는 등의 허위 사실이 내밀어졌고, '과학의 이름에 걸맞지 않은' 모발 감식 결과의 고지와 함께 피고인을 굴레에 속박한 것을 우리는 예상조차 하지 못했다.
 어머니와 만나게 해달라고 울며 쓰러지는 피고인에 대해 비열하게도 그 '특별 조치'의 대가로 이러한 불이익 진술이 강제됐다는 것을 우리는 알 길이 없었다.
 변호인으로서 부끄러워할 일에 우리는 진술 조서로의 그 의문을 피고인과의 대화 중에서, 피고인과의 인간 관계를 수립하는 과정에서 풀어나가는 노력을 전적으로 게을리하고 말았다. 보도된 바에 따르면 피고인은 '자폐증'이라는 선입견이 우리 스스로의 용서할 수 없는 편견 때문에 우리로 하여금 그 노력을 시들게 한 것이다.
 그 결과로서 우리는 피고인과의 접견의 확보를 게을리 했고, 원심의 심리를 맞이함에 있어서 피고인에 대해 그 강제된 생각이 허위임을 깨닫게 하는 계기를 줄 수 없었다.
 피고인이 원심 공판정에서 '피해자의 방에 있던 것은 기억하고 있다'라는 불이익 진술을 유지한 책임의 절반은 바로 우리에게 있다. 원심 제12회 공판의 피고인에 대한 강제적인 유도신문을 포함해 우리는 스스로 변호인으로서의 기본 자세의 잘못을 여러 번 책망해 왔다.
 본 변론의 피고인의 불이익 진술의 임의성에 관한 분석은 그 고뇌와 회오와 사죄의 소산이다.
그리고 재판소에 대해 과경연의 모발 감식이나 미사와 교수에 의한 DNA 감식이라는 '과학을 가장한 비과학적 감식'을 명확히 비판한 뒤 완전 무죄 판결을 요구하며 변론을 마무리지었다. 도쿠다 변호사가 변론을 마치자 2시간에 걸친 변호 측의 최종 변론을 조용히 듣고 있던 방청석에서는 큰 박수 소리가 울려퍼졌다. 나가마쓰 재판장은 '정숙해주십시오'라고 박수를 제지했다. 그리고 '이런 훌륭한 변론에 대해 실례잖습니까'라고 덧붙였다.
이어서 검찰 측의 최종 변론이 행해졌으나 방청을 하고 있던 논픽션 작가인 고바야시 미치오(小林道雄)에 따르면 '변호 측이 논파한 문제점에 대해 들어야할 반론은 조금도 없었다'라고 서술했다.
이 공판으로 항소심은 결심했고, 판결 공판은 6월 30일로 지정됐다.

### 항소심 판결
1995년(헤이세이 7년) 6월 30일, 후쿠오카 고등재판소(福岡高等裁判所, 후쿠오카 고재)에서 판결 공판으로 되는 항소심 제27회 공판이 행해졌다. 14시에 개정했고, 나가마쓰 재판장이 '주문. 원판결을 파기한다. 피고인은 무죄'라고 역전 무죄로 되는 판결을 읽자, 만석인 방청석에서 웅성거림과 박수, 그리고 피고인의 큰누나의 오열하는 소리가 법정에 울려퍼졌다. 나가마쓰 재판장은 '정숙'이라고 그들을 제지한 뒤, 판결 이유를 낭독했다.
판결 이유로는 구쓰카케의 목과 그 상처에 대한 검토부터 시작해 쟁점으로 된 점에 대해서 이하와 같이 차례차례 변호 측의 주장을 인정했다.
목·왼손등의 상처
먼저 구쓰카케의 목의 상처에 대해 일심 판결에서는 '피고인의 상처의 상태를 가장 신중히 면밀히 관찰한 것은 본건 범행 직후 피고인에게서 조사를 한 T 경찰관으로 T의 증언을 높게 평가'했으나, 항소심 판결에서는 'T는 피고인의 상처를 관찰하고 1년 이상이나 경과한 후에 증언한 것', '관찰 당시에 손상 상태를 사진으로 촬영하거나 손상 상태의 견문 결과를 상세히 도시하는 등, 확실한 기록을 남기는 조치를 취하지 않았고, 주로 본인의 기억만을 바탕으로 증언한 것', '증언 때보다 기억이 새로울 터인 수사 단계에서 검찰관에 대해 오른쪽과 같이는 진술하지 않았고, 경부의 얇고 긴 상처는 부르튼 상태였다는 뜻으로 진술하고 있는 것' 등으로 'T 증언의 신용성에 대해서는 의문의 여지가 있다'라고 보았다. 또 마키즈노 명예교수의 감식에 따르면 구쓰카케의 목의 상처는 발적 반응이 있었고 '발적 반응은 피부 자극으로부터 늦어도 2시간부터 3시간의 경과에 의해 사라진다'라는 것으로 구쓰카케의 목의 상처는 '오히려, 본건 범행의 범행 시간대에 생성된 것은 아닐 가능성이 크다' 등으로 보았고, '벌레에 물려 긁은 것일지도 모른다는 피고인의 변명도 무리하게 부정할 수 없다'라고 봐 '피고인의 경부의 손상은 본건 범행 때 피해자의 저항에 의해 생성됐을 가능성이 높다고 본 원판결의 판단은 의문이 있고, 시인할 수 없다'라고 하며 일심 판결의 판단을 막았다.
또 왼손등의 상처에 대해서도 일심 판결에서는 맥주 선반으로는 이러한 상처가 생기지 않고 손발톱에 의해 생겼을 가능성이 높다고 본 감식 결과로 '맥주 선반을 이동 중에 상처를 입은 것일지도 모른다'라는 구쓰카케의 변명을 배제하고 피해자의 저항에 의해 생겼을 가능성이 높다고 판단했으나, 항소심 판결에서는 '가로세로 모두 2 내지 3mm의 깨알만 한 작은 상처임을 고려하면 일상 생활에서 모르는 새에 다칠 수도 있을 수 있고' '피고인의 변명은 맥주 선반을 쳤을 때 생긴 것은 아니냐는 추측의 설명이고, 맥주 선반으로 상처를 입었다는 기억에 기반한 것은 아니다'하고 한 뒤 '낡은 맥주 선반이라면 그 표면에 갈라짐이나 요철이 생기는 경우도 있고, 그 부분과 왼손등의 접촉에 의해 상처를 입을 가능성도 전혀 없다고는 할 수 없다'는 것이나, 감식도 '피고인이 상처를 입었을지도 모른다는 때에 사용한 맥주 선반을 사용하지 않고, 다른 맥주 선반을 사용해 실시한' 것이라는 것 등 '본건 범행 때 피해자의 저항에 의해 생성됐을 가능성이 강하다고 본 원판결의 판단은 근거가 부족하고, 시인할 수 ㅇ벗다'라고 하며 이도 일심 판결의 판단을 막았다.
모발 감식
사건 현장에서 채취된 음모에 대해서 일심 판결은 과학경찰연구소(科学警察研究所, 과경연)의 모발 감식을 '신용성이 있다고 평가한 뒤, 피고인의 음모일 가능성이 높은 음모가 203호실에 떨어져있었다고 판단했고, 피고인과 본건 범행을 연결짓는 중요한 정황증거의 하나로 보고 있다' 그러나, 항소심 판결에서는 항소심에서 제출된 여러 문헌은 '모두 체모 감식에 의해 개인 식별이 가능하다고 보는 것에는 소극적'이며, 과경연의 감식자 중 한 명도 형태학적 특징이나 분석화학적 특징으로 단정적인 식별은 곤란하다는 것을 인정하고 있는 것으로, 과경연의 모발 감식에서는 '본건 유류 음모와 피고인의 음모는 "유사하다"는 정도의 영역에 지나지 않는다'라고 봐 '체모 감식은 개인 식별의 방법으로 절대 확실하다고는 할 수 없으며', '체모 감식의 결과를 중요한 결정타로 보는 것은 위험하며 용인될 수 없다'라고 판단했다.
DNA 감식
사건 현장에서 채취된 모발에서 구쓰카케와 동일한 DNA형이 검출됐다는 미사와 교수에 의한 DNA 감식에 대해서는 '길이 15.6cm나 되는 본건 유류 모발이 피고인의 모발이라고는 도저히 생각되지 않고', 실제 감식에 임한 하라다 조교수도 '현시점의 수준으로 보면 미사와 감식서의 감식 결과는 파탄이 났다고 해도 지장이 없다는 뜻을 스스로 인정'했으며, '미사와 감식서에는 그 신용성을 시인할 수 없고', '미사와 감식서로 피고인과 본건 범행을 연결짓는 증거로는 볼 수 없다고 하지 않을 수 없다'라고 하며 배제했다.
'자백'의 임의성·신용성
수사 단계에서의 불이익 진술에 대해 일심 판결에서는 수사원이 어머니와 만나는 것과 맞바꾸어 이루어진 '약속에 의한 자백'에 해당한다고 봤지만, 임의성·신용성에는 영향이 없다고 보았고, '쓰러진 피해자의 옆에 서있었다' 등의 진술을 사실이라고 인정해 구쓰카케가 범인인 결정타의 하나로 보았다. 항소심 판결에서는 먼저 전체적인 진술 내용을 '피고인이 피해자를 살해한 것은 틀림없다고 보면서 범행의 동기는 물론 203호실로의 침입 경로, 강간 및 살인의 범죄 행위 그 자체에 관해서는 전혀 기억이 없다는 부자연스러운 것이다'라고 지적했고, 한편으로 '쓰러진 피해자의 상황에 관한 진술 내용은' '마치 시체 발견 당시의 피해자의 상황을 촬영한 현장 검증 조서(実況見分調書, 실황 견분 조서) 사진을 보면서 진술하고 있는 듯했다. 대강 읽고, 피고인의 실제 경험에 근거한 진술인지 매우 의문이다'라고 보았다. 또 '수사관이 피고인이 모친 등의 신상을 걱정하고, 만나고 싶어하는 것을 이용해 모친 등과 면회시켜주는 약속을 했고, 실제로 면회시켜준 대가로의 불이익 진술이 이루어진 것은 의심할 여지가 없다'라고 인정했고, '임의성을 인정하는 것에는 주저하지 않을 수 없다'러고 보았다. 더욱이 '수사관이 피고인에 대해 "네 체모가 203호실에 있었다는 감식이 나와있다."라고 단정짓고 추궁한 것'을 '체모 감식의 결과는 단순히 본건 현장에 남아있던 체모가 피고인의 체모와 유사하다는 것에 지나지 않고, 피고인 이외의 인물의 체모일 가능성도 있으므로, 본건 체모 감식의 결과로 피고인의 체모가 203호실에 있었다고 단정지어 추궁하는 것은 용인될 수 없다'라고 수사 수법을 엄격히 비판했으며, '수사에 있어서 피고인이 심리적 강제를 받고 그 결과 허위 불이익 진술을 유발시켰을 우려가 농후하므로, 그 임의성에는 의심이 있다고 하지 않을 수 없다'라고 봐 구쓰카케의 불이익 진술의 임의성을 부정했다.
불이익 진술의 신용성에 대해 일심 판결은 102호실 주민의 물소리에 관한 증언이 구쓰카케의 '203호실에서 202호실로 돌아갔고, 목욕실에서 발을 씻었으며, 그 후 세수를 했다'라는 진술과 일치하는 것 등으로 구쓰카케의 진술의 신용성을 인정했으나, 항소심 판결에서는 102호실 주민의 증언에 대해 '한편으로는 2층의 소란은 남성이 여성을 쫓아다니는 것 같은 느낌의 소리였다는 점, 미세하게 들어간 광경을 증언하고 있는 점, 다른 한편으로는 전술한 대로, 2층에서 물을 내리는 소리는 목욕실의 소리보다 화장실의 소리 쪽이 확실히 알 수 있다고 하며, 203호실의 소란이 진정된 직후 205호실에서 화장실의 물을 내리고 있는데도 그 물소리는 깨닫지 못했다는 점, 부자연스러운 증언을 하고 있다는 점을 종합하면' '(102호실 주민)은 사건의 내용을 안 뒤, 상상을 섞어 마치 모든 것을 경험하고 알고 있는 것처럼 증언하고 있는 것이 아닌가 하는 의심이 농후하고, 나아가 전체적으로 진실을 증언하고 있는지 의심스러운 점이 많다고 하지 않을 수 없다' 등으로 102호실 주민의 증언 자체의 신용성을 부정했고, 이 증언을 근거로 '피고인의 진술에 신용성을 인정할 수 없다고 하지 않을 수 없다'라고 판단을 내렸다.
그리고 일심에서의 불이익 진술의 유지에 대해서는 '발열로 약 2일간이나 식사를 할 수 없는 상황에서 심야까지 조사가 이루어졌고, 피고인의 체모가 피해자 쪽에 있었다고 집요하게 추궁당해 피고인의 자폐적 내성적 성격으로 심적 파탄에 빠져 기억이 없는 것은 음주의 결과일지도 모른다고 생각하게 되었고, 결국은 "피해자 쪽에 있었다."라고 생각하게 되어, 그 뜻의 불이익 진술을 하기에 이른 것이다'라고 확인한 뒤, '원심 공판정에서 불이익 진술을 하기까지의 사이, 피고인과 변호인의 사이에 충분한 합의가 이루어지지 않은 점, 이로 인해 불이익 진술을 하기에 이른 동기, 원인이 전술한 대로였음에도 불구하고 이에 대한 조사가 충분히 이루어지지 않았고, 그 생각에서 해방되는 수단도 강구되지 않았으며, 그 기회도 없었던 점, 그리고 피고인에게 있어서는 변호인들보다 수사관인 T 등이 자신을 위해 편의를 봐주고 있다는 인상이 강했음이 인정되므로, 피고인으로서는 수사 단계와 원심 공판정 사이에 질적인 차이가 없고, 공판정에서의 진술이라고 해서 그 진술의 신용성에 영향을 미칠 만한 상황의 변화는 없었던 것으로 인정된다' '또 변호인에게 있어서도 피해자 쪽에 있었던 체모가 피고인으로부터 유래됐는지 여부, 증거에 대한 검토가 반드시 충분히 이루어지지 않았기에 유죄가 아닌가 하는 심증을 품고 있었으며 그로 인해 원심 제12회 공판 기일에서는 유도에 의하여 피고인의 원심 제1회 및 제2회 공판 기일에서의 불이익 진술을 긍정한다는 취지의 진술을 이끌어내고 있을 정도이다'라고 하며, '공판정에서의 불이익 진술이라고 해서' '안이하게 그 신용성을 인정하는 데는 주저하지 않을 수 없다'라고 했다.
이러한 점들로 항소심 판결은 구쓰카케의 불이익 진술에 대해 '피고인이 범인이라는 것의 유력한 결정타의 하나로 본 원판결의 판단은 시인할 수 없다'라고 하며 일심 판결의 판단을 막았다.
구쓰카케가 소음 등에 눈치채지 못한 점
항소심 판결은 인근 주민이 들은 203호실에서의 소음 등에 눈치채지 못했다고 이야기한 것이 구쓰카케가 범인이라고 의심되는 계기의 하나로 되었다고 보며, 이 점에 대해서도 고찰했다. 항소심 판결에서는 '203호실의 인근 주민들은 본건 범행 당시의 203호실의 소리나 소란을 눈치챘으니 옆방에 있던 피고인이 이를 눈치채지 못했다는 것은 일단 부자연스러운 것으로 생각된다'라고 하면서도 '피고인은 텔레비전의 음량을 크게 한 채로 꾸벅거리거나 잠에 들거나 하고 있었기에 그렇다고 하면 눈치채지 못했다는 것도 충분히 생각되는 점이다'라고 했다. 또 구쓰카케가 사건 당일 밤 23시 전 즈음까지 큰 음량으로 틀어뒀던 스테레오의 소리를 인근 주민의 대부분이 들었음에도 불구하고 102호실 주민은 선잠을 자고 있어 눈치채지 못했다고 증언한 것을 들어 '피고인이 본건 범행 당시 202호실에 있으면서 203호실의 소리나 소란에 눈치채지 못했다고 해도 이것으로 피고인이 범인이 아닌가 하는 의심을 품게 할 정도의 부자연스러운 것이라고는 생각되지 않는다'라고 판단했다.
그리고 항소심 판결은 마지막으로 '피고인이 범인이 아니라는 것을 나타내는 사항에 대해서'라는 문장으로 시작해, 더욱 심도 있는 판단을 내렸다.
피고인이 범인이 아니라는 것을 나타내는 사항에 대해서
인근 주민이 '어째서', '가르쳐줘'라는 소리를 들은 것이나 '범인은 심야인데 203호실에 아무런 실랑이도 없이 들어온 것처럼 엿보인다'는 것으로 '범인은 피해자와 친했으며 신뢰 관계가 있는 자는 아닌가 하고 강하게 추측된다'라고 판시했고, 더욱이 구쓰카케가 경찰관에게 '뭐 하는 거냐!'라고 말을 건 거나, 이 경찰관이 201호실 주민, 신문 기자와 대화를 나눌 때에도 수상한 모습은 없었고 침착한 태도로 대응한 것을 '강간이나 살인이라는 흉악한 범죄를 저지를 직후의 범인의 언동으로는 보통 생각하기 어렵다'라고 봤다.
항소심 판결은 단순한 무죄 판결로 그치지 않고 다른 진범인의 존재를 암시하는 완전 무죄 판결이었다. 후에 변호단은 이 판결을 '바라던 최고의 판결'이라고 평가했다.
나가마쓰 재판장이 판결 선고를 마치자 법정은 재차 큰 박수와 함성으로 둘러싸였다. 그 중에서 퇴정하려 하던 나가마쓰 재판장의 등을 향해 방청석에서 한층 더 큰 소리가 들렸다. '재판장! 저는 당신을 존경합니다!'라는 말에 나가마쓰 재판장은 순간 걸음을 멈췄으나, 돌아보지 않고 법정을 뒤로 했다.
무죄 판결 후, 후쿠오카현 변호사회관(福岡県弁護士会館)에서 기자회견과 보고 집회가 열렸다. 그 후, 구쓰카케와 변호단, 지원자는 바로 오이타로 향했고, 판결 당일의 19시 30분부터 오이타현 노동복지회관(大分県労働福祉会館)에서도 보고 집회가 행해졌다. 오이타에서의 보고 집회에서는 250명을 넘는 인원이 참가해 구쓰카케의 완전 무죄 판결을 축하했다.

## 재판 후

### 시효 성립
1995년(헤이세이 7년) 6월 30일의 후쿠오카 고등재판소(福岡高等裁判所, 후쿠오카 고재)의 무죄 판결을 받고 오이타현 경찰(大分県警察)은 '재판의 당사자가 아니다'라고 하며 기자회견은 행하지 않았고, 형사부장이 '수사는 적절히 행해졌다고 확신하고 있다'라는 담화를 발표했다. 판결 내용이 경찰의 수사를 비판하고 있는 점에 대해서는 '세세히 판결문을 읽지 않으면 모른다'라고만 말했다.
상고 기한을 다음날로 앞둔 7월 13일, 후쿠오카 고등검찰청(福岡高等検察庁, 후쿠오카 고검)은 상고를 단념했고, 구쓰카케의 무죄가 확정됐다. 회견한 후쿠오카 고검의 차석검사는 수사도 기소도 이해된다고 하면서도 '항소심과 같이 증거 평가를 받아도 어쩔 수 없는 면도 있다. 최고검과도 협의한 결과, 기록의 축적으로 겨루는 최고재에서 2심 판결을 뒤집는 것은 법률상 불가능하다고 판단했다'라고 상고 단념의 이유를 설명했고, '쟁점으로 된 구쓰카케 씨의 불이익 진술(자백)이 불완전한 형태에 그쳤고, 불명확한 점이 많아 "자백"으로 보지 말았어야 했다. 욕심을 부리면 좀 더 완전한 수사를 해 주었으면 했다'라고 말했다. 검찰이 이렇게 경찰을 비판하는 것은 이례적이었다. 오이타현 경찰도 무죄 확정을 받고 형사부장이 의견을 발표했으나, '경찰로서는 수사에 힘을 다했다. 현시점으로는 수사해야 할 사항은 아니라고 생각된다'라고 하며 재수사는 행하지 않을 의향을 밝힌 뒤, '2심 무죄의 판결을 겸허히 받아들이고, 이후의 수사에 (이 경험을) 살리고 싶다'라고 말하기에 그쳤다. 또 구쓰카케에 대한 사죄의 의사를 질문받자 '수사는 법률에 따라 행해졌으므로 필요는 없다고 생각된다. 피해자의 가족에게는 정성껏 수사를 행했다는 것을 이해해 주길 바란다'라고 답했다.
12월 6일, 구원회의 회원이자 오이타현 의회(大分県議会) 의원이 된 구바루 가즈히로(久原和弘)가 현의회 일반 질문에서 오이타현 경찰 본부장에 대해 구쓰카케나 피해자 가족으로의 사죄 의사의 유무를 물었다. '고재 판결이 엄격히 지적한 엉성함 동시에 비과학적인 수사에 의해 구쓰카케 씨는 일생의 가장 빛나는 시기에 쇠창살의 안에 갇혀 둘도 없는 청춘을 무참히 빼앗겼습니다. 그 동안의 본인과 가족의 고생을 생각하면 말도 없습니다', '더욱이 아직 시효까지 1년 가까이 있는데 경찰 당국은 "경찰로서는 수사에 힘을 다했다. 현시점으로는 수사해야 할 사항은 아니다"라고 말했습니다. 둘도 없는 우리 아이를 무참히 빼앗기고, 그 억울한 생각을 구쓰카케 씨를 범인으로 믿었으며 미워함으로서 치유해 온 피해자의 유족의 기분을 생각하면, 이 담화에는 뭐라고 말할 수 없는 견딜 수 없는 것이 느껴집니다. 이 구쓰카케 씨와 피해자의 유족에 대해서는 진심 어린 사죄와 보상의 의사 표시가 불가결하다고 생각합니다만, 현경찰 본부장의 견해를 듣고 싶습니다'라고 질문하는 구바루 의원에 대해 다케하나 유타카(竹花豊) 본부장은 '적법하고 신중하게 할 수 있는 모든 수사를 행해 검거, 송치했다'라고 사죄의 필요는 없다는 생각을 드러냈고, 보도를 인용하는 형태로 후쿠오카 고검 차석검사도 '수사는 적정하고 기소도 옳았다고 그 담화에서 말하고 있다'라고 하며 '고재 판결의 내용에 대해서는 수사 기관으로서 겸허히 받아들이고', '이후의 수사에 살리고 싶다'라고 답변했다.
1996년(헤이세이 8년) 6월 28일 0시, 미도리소 사건은 공소시효가 종료됐다. 오이타현 경찰은 '시민으로부터의 새로운 정보 제공은 없었다' 등의 형사부장의 담화를 발표했다. 이에 대해 구쓰카케는 '정보 수집의 노력을 하지 않고, 그러한 것을 말하는 것은 이상하다'라고 비판했다. 또 도시샤 대학 교수인 아사노 겐이치(浅野健一)도 '수사 당국은 시효 직전까지 최대한의 수사를 전개하는 것으로 공무원으로서의 유족에 대한 책임을 다해야 한다'라고 비판했다.

### 피고인의 그 후
1995년(헤이세이 7년) 8월 3일, 오이타시 내의 호텔에서 '구쓰카케 씨의 완전 무죄를 축하하고, 새로운 시작을 격려하는 모임'(輿掛さんの完全無罪を祝い、新スタートを励ます会)이 개최됐고, 120명 남짓이 참가했다. 13년간을 구치소에서 지낸 구쓰카케는 태양 아래에서 몸을 움직이며 일하고 싶다며 자동차의 운전면허를 취득했고, 11월 1일부터는 오이타현 특수 기능 센터(大分県特殊技能センター)에서 지게차·이동식 기중기·차량계 건설기계 등 7개의 특수 면허를 취득해 1996년(헤이세이 8년) 4월 1일에 오이타시 내의 석재 회사에 취직했다. 1999년(헤이세이 11년), 불황의 영향으로 석재 회사에서 구조조정을 당했으나, 그 후는 스스로 덤프 트럭을 구입했고, 덤프 트럭 운전수로 일했다.
구쓰카케는 일하는 동시에 자원봉사 활동이나 노동조합 운동에서도 적극적으로 관여했다. 미도리소 사건을 계기로 오이타현에서 시작된 당번변호사제도를 지지하는 '당번변호사제도를 지원하는 시민의 모임·오이타'(当番弁護士制度を支援する市民の会・大分), 변호단의 변호사가 관련된 노동조합 '오이타 만남 유니언'(大分ふれあいユニオン), 'HIV 환자를 지원하는 모임'(HIV患者を支える会)이나 '한센병 국가 배상 소송을 지원하는 모임'(ハンセン病国家賠償訴訟を支える会) 등에서 활동했고, 오이타 만남 유니언에서는 서기 차장, 한센병 국가 배상 소송을 지원하는 모임에서는 사무국장을 맡았다.
1996년(헤이세이 8년) 5월 26일, 구쓰카케의 사회 복귀를 지켜본 구원회는 총회를 열었고, 당번변호사제도를 지원하는 '당번변호사제도를 지원하는 시민의 모임·오이타'(当番弁護士制度を支援する市民の会・大分)로 발전할 것을 결정하고 해산했다. 변호단은 1997년(헤이세이 9년)에 미도리소 사건의 변호 활동을 정리한 『완전 무죄로 19년의 궤적-미도리소 사건 변호의 기록』(完全無罪へ13年の軌跡-みどり荘事件弁護の記録)을 출판했다.

## 평가·영향

### 재판 자체에 대한 평가
논픽션 작가인 고바야시 미치오(小林道雄)는 저서에서 일심 판결을 평가하며 '법관은 법정의 히나단에 눈을 뜨고 앉아 있기는 했을 것이다. 하지만, 그 눈은 과연 깨어있었는가'라고 말하며 『몽유 재판』(夢遊裁判)이라고 이름지었다. 이 말은 미도리소 사건의 재판을 나타내는 말로 널리 회자됐다.
변호단의 안도 변호사는 항소심 판결을 '바라던 최고의 판결'이라고 평가했으나, 고바야시는 '나로서도 그렇게는 생각한다'라고 하면서도 항소심 판결 중의 두 가지는 받아들이기 힘들다고 보고 있다. 첫 번째는 항소심 판결이 구쓰카케의 불이익 진술의 임의성을 부정하는 논거 중 하나로 구쓰카케가 '심적 스트레스에 대한 저항력이 약하고, 위기적 상황에 있어서 쉽게 심적 파탄에 빠지는 경향이 있다'라고 지적한 점이다. 고바야시에 따르면 대용 교도소에서 엄격한 조사가 행해지면 누구라도 쉽게 허위 자백으로 몰릴 수 있는 것이지 구쓰카케의 심리 특성이 원인은 아니라 했고, 또 항소심 판결이 채용한 구쓰카케의 심적 특성은 기소 전의 정신 감식이 '범행 시에 심인성 쇼크가 보인 것으로 추측되듯이'라고 인정한 것이며 부당한 것이라고 지적했다. 이 점에 대해서는 심리학자인 하마다 스미오(浜田寿美男)도 '새하얀 무죄의 "최고의 판결"에 한 점, 오점이 묻어있는 것 같다'라고 말했다. 두 번째는 일심에서의 구쓰카케의 불이익 진술의 유지에 대해 구쓰카케와 변호단의 의사 소통이 불충분해 '불이익 진술에 대한 조사가 충분히 이루어지지 않았고, 그 생각에서 해방되는 수단도 강구되지 않았다'고 하는 점이다. 변호단이 항소심에서 호된 자기 비판을 전개한 성과였어도 일심의 무기징역 판결은 '너무나도 어리석은 일심 법관의 질에 있었다'는 것으로 변호단의 책임이었던 것 같은 표현에는 저항이 있다고 했다.
또 구루메 대학 준교수인 모리오 아키라(森尾亮) 등은 일심 판결의 사실 인정은 경찰이나 검찰이 세운 스토리를 사실에 기반하지 않고 '있을 수 없는 일은 아니다'라고 단순히 주관적으로 동의한 것에 불과하다고 비판했고, 일심 판결이 유죄의 근거로 한 사실 인정을 부정한 항소심 판결을 우수한 판결이라고 보며 높게 평가했다. 단, 항소심이 그 판결을 내리기까지 6년 3개월을 요구한 것, 203호실에서 구쓰카케의 지문이 없었던 것을 언급하지 않은 것을 항소심의 문제점으로 지적했다.

### DNA 감식에 관한 비판
미도리소 사건은 일본에서 처음 재판소의 직권으로 DNA 감식이 실시된 재판으로 되었다. 감식자인 미사와 교수 등은 10년 이상 전 시료의 분석 방법으로 DNA 감식 중에서도 최첨단이었던 미세부수체를 사용한 ACTP2법을 채용했다. 그때까지 일본에서는 ACTP2법에 의한 DNA 감식이 행해진 적은 없었고, 미세부수체를 사용한 DNA 감식 자체가 일본에서는 처음이었다.
이 감식은 항소심 판결에서 신용성을 부정됐으나, 변호단 등은 그 이전의 문제로써 이러한 발전 도중의 기술을 형사 감식에 사용한 것을 비판했다. 즉, 피고인의 운명을 좌우하는 형사 감식에서는 가설과 실험을 반복하는 과학 연구와는 달리 오류는 절대로 용납되지 않는 것으로, 감식의 기초로 되는 이론이 전문가 사이에서 널리 승인돼있으면서 감식 수단도 기술적으로 확립된 것이어야 할 필요가 있으며 미성숙한 선진적인 기술을 채용하는 것은 용납되지 않는다는 비판이다. 이 점에 대해서 히토쓰바시 대학의 무라이 도시쿠니(村井敏邦) 교수는 '형사 재판은 실험장이 아니다. 오히려 그러한 실험장과는 가장 차이가 나는 곳이어야 할 곳으로, 가장 보수적인 장소임에 의미가 있다고까지 말할 수 있다'라고 말했다. 변호단은 미사와 교수 등의 감식에 대한 자세를 '과학 연구와 형사 감식의 차이를 분간할 수 없는 자', '범죄의 성패를 좌우한다는 감식자로서의 사회적 책임을 자각하고 있지 않았다'라고 비판했다.
또 미도리소 사건에서는 변호단이 감식자에게서 감식 자료를 제출받은 것으로 감식의 경과나 수법을 검증하는 것이 가능했다. 만일 그렇지 않았다면 DNA 감식의 결과로 과학의 이름 아래에 누명이 계속될 가능성이 있었다. 이러한 점으로 이러한 선진적인 과학 기술을 형사 재판에서 채용할 때에는 감식 결과를 맹신하는 것이 아니라 구체적인 감식 경과의 자료를 개시해 재판에 관한 법률가가 신뢰성을 스스로 판단할 수 있게 하는 것이 필요하다고 지적됐다.

### 보도에 대한 비판

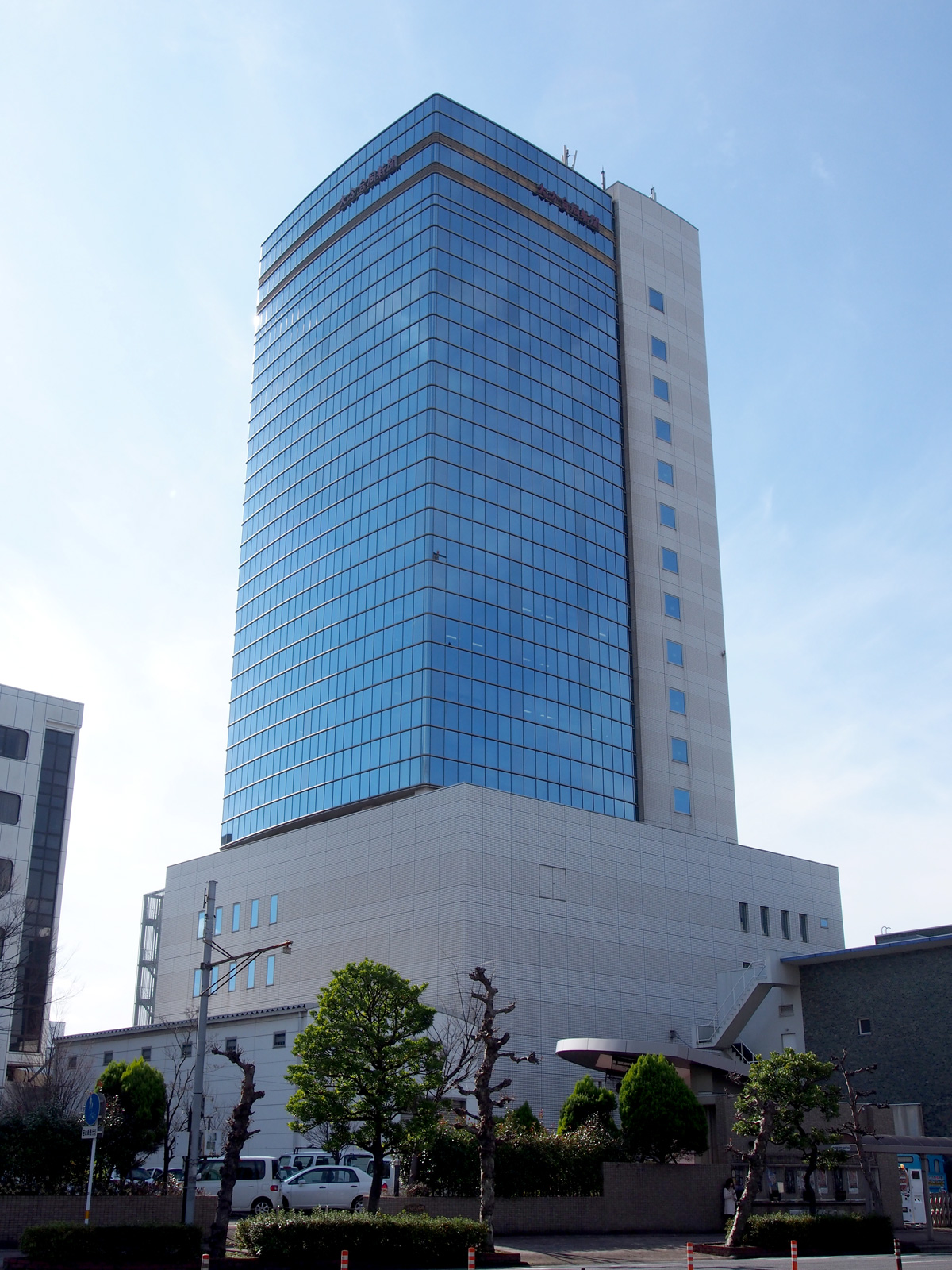
오이타 합동 신문 본사(1995년 준공)

1981년(쇼와 56년) 6월 30일에 구쓰카케가 두 번째 조사를 받은 이후, 대중 매체는 구쓰카케를 중요 참고인으로 범인시하는 보도를 이어갔다. 지원자 등에 따르면 이러한 보도는 지방지인 오이타 합동 신문이 가장 심했다고 한다. 오이타 합동 신문은 6월 30일의 석간에서 '중요 참고인을 부르다-젊은 회사원을 추궁'(重要参考人を呼ぶ-若い会社員を追及)이라는 헤드라인으로 'A에 대한 29일까지의 조사 중에서도 A가 주장하는 알리바이에는 확고한 뒷받침이 없고, 수사 본부에서는 A의 추궁에 전력을 붑고 있다'라고 보도한 것으로 시작해 7월 9일에는 '수사 난항-부족한 물증-교우 관계자는 결백?'(捜査難航-乏しい物証-交友関係者はシロ?)이라는 헤드라인으로 '수사 본부에서는 이미 중요 참고인으로 사정을 심문한 오이타시 내의 젊은 회사원을 의연히 마크해 신변 수사를 이어가고 있다'라는 기사를 올렸고, 7월 30일에는 '수사에 초조한 기색도'(捜査に焦りの色も)라는 헤드라인으로 '수사 개시 당초부터 수사 본부가 강한 의혹을 버리지 않은 인물이 오이타시 내의 회사원 A이다'라고 하며 옆방에 있으면서 소음을 듣지 못했다고 주장하거나 새로운 상처가 있던 점 등 '많은 수상한 점이 떠오르고 있고, 신변 수사를 통해 나온 관련 정보에서도 의혹은 사라지지 않았다'라고 보도했다. 더욱이 9월 27일에는 '마지막 수사로-소거법으로 좁혀지다'(詰めの捜査へ-消去法で絞り込む)라는 헤드라인으로 수사 본부장인 후지나미 시게키(藤波重喜) 오이타 서장의 인터뷰를 올렸으며, 구쓰카케에 대해 질문을 받은 후지나미 서장은 '특정 인물에 대해서는 체포도 하지 않았는데 이러쿵저러쿵 말할 수는 없다'라고 하면서도 '여태까지 리스트업한 인물 중에 범인이 반드시 있다'라고 말했다.
체포 당일의 1982년(쇼와 57년) 1월 14일에는 오이타 합동 신문의 조간에 '"옆방의 남자" 체포로'("隣室の男”逮捕へ)라는 큰 헤드라인 아래 '여자 단기 대학생 살인 사건  체모, 혈액형이 일치  오이타현 경찰이 판정'(女子短大生殺人事件　体毛、血液型が一致　大分県警が断定), '사건 직후, 새로운 상처'(事件直後、新しい傷)에 이어 작게 '본인은 부인한 채'(本人は否認のまま)라는 헤드라인이 지면에 올랐다. 기사에서는 202호실에서 다른 여성과 동거했던 '오이타시 내의 회사원 A'의 체포 영장을 청구했다고 보도했다. 그날의 석간에서는 수갑이 채워져 연행되는 구쓰카케의 사진을 크게 올려 '호텔 종업원 체포'(ホテル従業員逮捕), '집념…… 7개월 만에-무뚝뚝한 범인·구쓰카케'(執念……7カ月ぶりに-ムッツリした犯人・輿掛)라고 보도했고, 다음날 15일의 조간에서는 '오늘 아침부터 본격 추궁-단기 대학생 살해의 구쓰카케  여전히 부인을 이어가다'(けさから本格追及-短大生殺しの輿掛　いぜん否認続ける)라는 헤드라인으로 '무슨 일이 있어도 구쓰카케를 자백으로 몰아넣을 태세', '구쓰카케는 평소 얌전하나, 술을 마시면 광포하게 되는 타입' 등으로 보도했다. 그리고 1월 22일의 조간에서는 구쓰카케의 '자백'을 발표하는 후지나미 서장의 사진을 올렸고, '구쓰카케 결국 자백'(輿掛やっと自供), '"나임에 틀림없다  연인과 다툼…… 발끈"'(『私に間違いない　恋人とけんか……カッと』), '양심에 거리끼는 설득으로……'(良心ゆさぶる説得で……)라는 헤드라인 아래 '사건 직후의 수사 본부에 의한 수 차례의 조사에 대해 뻔뻔스러울 정도로 범행을 계속 부인한 구쓰카케도 수사 본부의 장기에 걸친 집념의 수사에 의해 얻어낸 체모의 감식 결과나 그 외 많은 정황증거 앞에서 굴복했다', '21일까지 구쓰카케는 "제가 했음에 틀림없습니다. 유족이나 시민 분들께 민폐를 끼쳐서 죄송합니다"라고 범행을 전면적으로 자백했다', '이 자백으로 어려운 사건이라고 불린 여자 단기 대학생 살인 사건은 7개월 만에 한 번에 전면 해결로 향했다'라고 보도했다. 또 범행의 동기로서 구쓰카케가 '연인과 다투고, 여자친구가 아파트를 뛰쳐나가 기분이 언짢아 술을 마시고 있었다. 그곳으로 (피해자 이름)이 돌아와서……'라고 진술했다고 보도했으나, 그러한 진술 조서는 존재하지 않는다.
체포까지는 익명이었으나, 지역사회에서는 누구의 일인지는 알려져 있었고, 구쓰카케는 물론 친척까지 보도 피해를 입었다. 구쓰카케에 따르면 보도 후, 어머니는 파트타임이나 센토에도 가기 힘들어졌고, 체포 후에는 큰누나가 이어받았으나, 그 누나들도 시집살이를 하며 체면이 줄어들었고 그 중 한 명은 이혼했다. 드문 성씨였기에 '구쓰카케'의 이름으로는 일을 하지 않았고, 괴롭힘 전화가 끊이지 않아 전화번호를 바꿔 전화번호부에도 올리지 못하게 했다고 전했다.
당시의 대중 매체의 이러한 보도 자세에 대해 변호단은 무죄 추정의 원칙을 존중하는 자세가 부족하고, 자백 편중의 조사 등 권력의 과도함을 체크하는 언론의 사명은 전혀 찾을 수 없다며 이들의 기사를 읽은 인근 주민 등의 증언이나 법관의 심증에 큰 영향을 주게 되었다고 비판했다. 논픽션 작가인 고바야시 미치오(小林道雄)도 이러한 경찰 발표를 흘리기만 하는 보도는 법관에게 예단을 일으키게 되고, 공소장일본주의는 유명무실하게 된다며 '구쓰카케 씨를 범인으로 본 것은 경찰·검찰·일심 재판소의 세 곳이고, 그에 더해 대중 매체가 구쓰카케 씨를 말살하려고 했다. 이 네 곳 모두가 사죄하지 않았다', '이 네 곳 중 대중 매체는 재빨리 사죄하고, 다른 세 곳에도 사죄하도록 촉박해야 한다'라고 주장했다.
1995년(헤이세이 7년) 6월 30일의 무죄 판결을 받고 오이타 합동 신문은 다음날 조간에서 'DNA 감식의 신용성 부정'(DNA鑑定の信用性否定), '"따로 진범인"을 암시'(『別に真犯人』を示唆)라고 보도했고, '"과학 감식"에 경종  자백 편중에도 반성 촉박하다'(『科学鑑定』に警鐘　自白偏重にも反省促す)라는 해설 기사를 게재했다. 타사도 '현대형 누명'(現代型冤罪), '자백편중주의'(自白偏重主義), '위험한 예단 수사'(危険な予断捜査), '진범인상을 드러내다'(真犯人像を示す) 등으로 경찰을 비판하는 기사를 게재했다. 니시닛폰신문은 시효 성립 전날인 1996년(헤이세이 8년) 6월 27일부터 5일간 당시의 보도 자세에 대한 자숙을 담은 '시효  각각의 15년'(時効　それぞれの15年)이라는 기사를 게재했다. 그러나 당시의 보도에 대해 구쓰카케에게 사죄한 보도 기관은 없었다. 미도리소 사건의 보도를 검증한 도시샤 대학 교수인 아사노 겐이치(浅野健一) 등에 의한 앙케이트에서는 보도 각사는 구쓰카케에게 사죄하지 않은 이유로 '사죄의 요구를 받지 않았다' 등으로 보았다. 그러나 구쓰카케나 변호단 등은 '자신에게 잘못이 있음을 알고 있다면, 이쪽에서 사죄의 요구를 하지 않더라도 자진해서 사죄하는 것이 상식이다'라며 자발적 사죄를 요구했다. 또 오이타 합동 신문은 '구쓰카케 씨 본인이 일단 자백'했다는 것을 사죄하지 않는 이유의 하나로 보았으나, 이에 대해 아사노 교수 등은 공판 기록에서 구쓰카케의 진술이 '자백'이라고 불리지 않는 것은 명백하다고 비판했다.
변호단은 보도 기관에 대해 구쓰카케가 억울하다는 것을 꾸준히 보도했고, 독자의 오해를 풀기 위해 노력할 책임이 있다고 주장했다. 아사노 교수 등도 지방의 사건에는 지방 매체의 영향력이 크고 그만큼의 책임도 무겁다며 오이타 합동 신문이 솔선해 사죄와 검증을 행해 구쓰카케나 가족의 사회 복귀를 지원하는 것이 지방 매체의 역할이라고 제언했다. 아사노 교수는 저서에서 '미도리소 사건 보도의 검증을 게을리 하고, 보도 개혁에 노력하지 않는 대중 매체인은 언론인의 이름에 걸맞지 않다'라고 말했다.

### 당번변호사제도의 창설
도쿠다 변호사는 미도리소 사건에서의 기소 전부터의 변호 활동에 큰 후회를 안고 있었다. 이는 '만약 체포 직후부터 담당해 연일의 접견을 반드시 확보했다면 그런 자백은 절대로 없었다', '구쓰카케 씨와의 의사 소통이 잘 이루어지지 않았고, 보도에 영향을 받아 변호단도 구쓰카케 씨가 현장에 있던 것은 틀림없다고 생각해버렸다. 체포 직후의 변호 활동이 얼마나 중요한가를 재인식시켜주었다'라는 반성이었다.
이 미도리소 사건의 반성으로 도쿠다 변호사는 '기소 전 변호는 모든 경우에서 필요하나, 부인 사건에는 특히 철저하게 보장하지 않으면 안 된다', '어떻게 해서든 우리가 선두에 서서 당번변호사제도를 해내지 않으면 안 된다'라는 결의 아래 당번변호사제도의 발족에 분주했고, 1990년(헤이세이 2년) 9월 14일, 오이타현 변호사 모임(大分県弁護士会)이 일본에서 처음 당번변호사제도 '기소전변호인추천제도'(起訴前弁護人推薦制度)를 시작했다.

### 내용주
1. ↑  H 경부보가 작성한 보고서.
2. ↑  1982년(쇼와 57년) 1월 15일.
3. ↑  가변수 직렬반복
4. ↑  변호단은 판결의 이 부분에 대해서 표현이 적절치 않고, '유죄가 아닌가 하는 심증을 품고 있었으며'는 '옆방에 있었다는 것은 사실이지 않을까 하는 심증을 품고 있었으며'로 고쳐야 한다고 했다.[456]

### 참조주
1. 1 2 3 4 5 6 7 8 9 10 11  아사노 1996, 132쪽.
2. ↑  변호단 1997, 3–4쪽.
3. 1 2 3 4 5 6 7 8 9 10 11 12 13 14 15 16  오시다·오카베 2010, 116쪽.
4. 1 2  고바야시 1996.
5. 1 2  구쓰카케 2002, 297쪽.
6. 1 2 3 4 5  혼다 2018, 238쪽.
7. 1 2 3 4 5  가쓰마타 2014, 146쪽.
8. 1 2  아사노 1996, 132–133쪽.
9. 1 2 3 4  변호단 1997, 369쪽.
10. ↑  가쓰마타 2014, 147쪽.
11. 1 2 3 4 5 6 7 8 9 10 11 12 13  아사노 1996, 133쪽.
12. 1 2 3 4 5 6 7 8  고바야시 1996, 333쪽.
13. 1 2 3 4 5 6 7 8 9  변호단 1997, 85쪽.
14. 1 2  고바야시 1996, 259쪽.
15. 1 2 3 4  변호단 1997, 59쪽.
16. 1 2 3 4 5 6 7 8 9 10 11 12 13 14  일변연 1998, 95쪽.
17. 1 2 3 4 5 6 7 8 9 10 11 12  아사노 1996, 136쪽.
18. 1 2 3 4 5 6 7 8  고바야시 1996, 358쪽.
19. 1 2 3 4 5  구쓰카케 2002, 296쪽.
20. ↑  아사노 1996, 132–143쪽.
21. ↑  나카니시 1996, 114–126쪽.
22. ↑  변호단 1997, 168–176쪽.
23. 1 2 3 4 5 6  아마가사·미우라 2006, 87쪽.
24. 1 2 3 4 5 6 7 8 9 10  고바야시 1996, 12쪽.
25. 1 2 3 4 5 6  아마가사·미우라 2006, 92쪽.
26. 1 2  아마가사·미우라 2006, 94–95쪽.
27. 1 2 3 4 5 6 7 8  아사노 1996, 135쪽.
28. ↑  고바야시 1996, 293, 297쪽.
29. 1 2  변호단 1997, 78쪽.
30. 1 2 3 4 5  변호단 1997, 86쪽.
31. 1 2 3 4 5 6 7 8 9 10  변호단 1997, 3쪽.
32. 1 2  모리오 외 2017, 6쪽.
33. 1 2 3  고바야시 1996, 57쪽.
34. 1 2 3 4 5 6 7 8 9  고바야시 1996, 13쪽.
35. 1 2 3 4  고바야시 1996, 18–20쪽.
36. 1 2  고바야시 1996, 13–14쪽.
37. 1 2 3  고바야시 1996, 14쪽.
38. ↑  고바야시 1996, 11–12쪽.
39. 1 2 3 4 5 6 7 8 9  변호단 1997, 4쪽.
40. ↑  고바야시 1996, 12,15쪽.
41. 1 2 3 4 5  고바야시 1996, 15쪽.
42. 1 2  모리오 외 2017, 8쪽.
43. ↑  고바야시 1996, 94-95쪽.
44. 1 2  고바야시 1996, 18쪽.
45. 1 2  고바야시 1996, 20쪽.
46. 1 2 3 4 5 6 7 8 9 10 11  아마가사·미우라 2006, 88쪽.
47. 1 2  변호단 1997, 95쪽.
48. 1 2 3 4  고바야시 1996, 22쪽.
49. ↑  아마가사·미우라 2006, 87–88쪽.
50. 1 2 3  고바야시 1996, 43쪽.
51. ↑  고바야시 1996, 44쪽.
52. ↑  고바야시 1996, 46쪽.
53. ↑  고바야시 1996, 47쪽.
54. 1 2 3  고바야시 1996, 48쪽.
55. ↑  고바야시 1996, 50쪽.
56. ↑  고바야시 1996, 51쪽.
57. ↑  고바야시 1996, 49, 51–52쪽.
58. 1 2  고바야시 1996, 52쪽.
59. 1 2  고바야시 1996, 53쪽.
60. 1 2 3  고바야시 1996, 54쪽.
61. 1 2  고바야시 1996, 55쪽.
62. ↑  고바야시 1996, 56쪽.
63. ↑  고바야시 1996, 57–58쪽.
64. 1 2  고바야시 1996, 60쪽.
65. 1 2 3  고바야시 1996, 61쪽.
66. 1 2  고바야시 1996, 62쪽.
67. 1 2  고바야시 1996, 66쪽.
68. ↑  고바야시 1996, 78쪽.
69. 1 2  변호단 1997, 92쪽.
70. 1 2 3  고바야시 1996, 65쪽.
71. 1 2 3  고바야시 1996, 67–68쪽.
72. ↑  고바야시 1996, 63쪽.
73. ↑  고바야시 1996, 16쪽.
74. 1 2  변호단 1997, 30–31쪽.
75. ↑  고바야시 1996, 16–17쪽.
76. 1 2 3 4  고바야시 1996, 68쪽.
77. ↑  변호단 1997, 4–5쪽.
78. 1 2 3 4 5 6 7 8 9 10 11 12 13 14 15 16 17 18 19 20 21 22 23 24 25 26  아사노 1996, 134쪽.
79. 1 2  고바야시 1996, 69쪽.
80. 1 2 3 4 5 6 7 8 9 10 11 12 13 14  변호단 1997, 5쪽.
81. 1 2 3 4  고바야시 1996, 72쪽.
82. 1 2  고바야시 1996, 76쪽.
83. 1 2 3  변호단 1997, 383쪽.
84. 1 2 3  고바야시 1996, 81쪽.
85. 1 2 3 4 5 6 7 8  아마가사·미우라 2006, 89쪽.
86. 1 2 3  고바야시 1996, 83쪽.
87. ↑  변호단 1997, 135쪽.
88. ↑  고바야시 1996, 72–73쪽.
89. ↑  고바야시 1996, 75쪽.
90. 1 2  고바야시 1996, 171쪽.
91. 1 2 3 4  고바야시 1996, 89쪽.
92. ↑  고바야시 1996, 84쪽.
93. 1 2 3  고바야시 1996, 86–87쪽.
94. 1 2  고바야시 1996, 85쪽.
95. ↑  고바야시 1996, 88쪽.
96. 1 2 3 4 5  변호단 1997, 6쪽.
97. 1 2 3  고바야시 1996, 95쪽.
98. 1 2 3 4 5 6 7  변호단 1997, 169쪽.
99. 1 2 3 4 5  고바야시 1996, 90쪽.
100. ↑  고바야시 1996, 90–92쪽.
101. ↑  고바야시 1996, 92쪽.
102. 1 2 3  고바야시 1996, 93쪽.
103. 1 2 3  고바야시 1996, 101쪽.
104. ↑  아마가사·미우라 2006, 90쪽.
105. ↑  고바야시 1996, 100쪽.
106. 1 2 3 4  변호단 1997, 7쪽.
107. 1 2 3 4 5 6 7 8 9 10 11 12 13 14  변호단 1997, 170쪽.
108. 1 2  고바야시 1996, 134–135쪽.
109. 1 2 3 4 5 6 7 8 9  변호단 1997, 8쪽.
110. 1 2  고바야시 1996, 145쪽.
111. 1 2 3  고바야시 1996, 146쪽.
112. 1 2  변호단 1997, 109쪽.
113. ↑  고바야시 1996, 145–146쪽.
114. 1 2 3 4 5 6  변호단 1997, 10쪽.
115. 1 2 3 4  고바야시 1996, 109쪽.
116. 1 2  고바야시 1996, 86쪽.
117. 1 2 3 4 5 6 7 8 9 10  변호단 1997, 9쪽.
118. 1 2  고바야시 1996, 109–110쪽.
119. 1 2 3  고바야시 1996, 124쪽.
120. ↑  고바야시 1996, 124–125쪽.
121. 1 2  고바야시 1996, 136–137쪽.
122. ↑  고바야시 1996, 136쪽.
123. 1 2  고바야시 1996, 138쪽.
124. 1 2 3 4  고바야시 1996, 137쪽.
125. ↑  고바야시 1996, 139쪽.
126. ↑  고바야시 1996, 144쪽.
127. 1 2 3 4 5  고바야시 1996, 159쪽.
128. 1 2  고바야시 1996, 161쪽.
129. 1 2 3  고바야시 1996, 165쪽.
130. ↑  고바야시 1996, 146–147쪽.
131. ↑  고바야시 1996, 147쪽.
132. ↑  고바야시 1996, 147–148쪽.
133. ↑  고바야시 1996, 147–152쪽.
134. ↑  고바야시 1996, 154–157쪽.
135. ↑  고바야시 1996, 162쪽.
136. ↑  고바야시 1996, 163쪽.
137. ↑  고바야시 1996, 164쪽.
138. 1 2 3 4 5  고바야시 1996, 321쪽.
139. ↑  고바야시 1996, 166–167쪽.
140. ↑  변호단 1997, 10–11쪽.
141. 1 2 3 4 5 6  변호단 1997, 23쪽.
142. 1 2  고바야시 1996, 79쪽.
143. 1 2 3 4 5 6 7  변호단 1997, 11쪽.
144. 1 2 3  고바야시 1996, 219쪽.
145. ↑  고바야시 1996, 218쪽.
146. 1 2  고바야시 1996, 168쪽.
147. 1 2  변호단 1997, 382쪽.
148. ↑  고바야시 1996, 170–171쪽.
149. ↑  고바야시 1996, 172–173쪽.
150. ↑  고바야시 1996, 175쪽.
151. 1 2 3 4 5  변호단 1997, 12쪽.
152. ↑  변호단 1997, 11–12쪽.
153. 1 2 3 4 5  고바야시 1996, 177쪽.
154. ↑  변호단 1997, 13쪽.
155. ↑  변호단 1997, 13–14쪽.
156. 1 2 3 4 5  변호단 1997, 14쪽.
157. 1 2 3  고바야시 1996, 179쪽.
158. 1 2 3  변호단 1997, 15쪽.
159. ↑  변호단 1997, 15–16쪽.
160. ↑  변호단 1997, 16쪽.
161. 1 2  고바야시 1996, 180쪽.
162. ↑  고바야시 1996, 179–180쪽.
163. 1 2 3  변호단 1997, 19쪽.
164. 1 2  변호단 1997, 18쪽.
165. ↑  변호단 1997, 17쪽.
166. ↑  고바야시 1996, 184쪽.
167. ↑  변호단 1997, 6–8, 19쪽.
168. ↑  고바야시 1996, 100–127, 169–180쪽.
169. ↑  변호단 1997, 110쪽.
170. ↑  고바야시 1996, 112쪽.
171. ↑  변호단 1997, 20쪽.
172. ↑  변호단 1997, 20–21쪽.
173. ↑  변호단 1997, 21쪽.
174. 1 2 3 4 5  변호단 1997, 381쪽.
175. 1 2 3 4  고바야시 1996, 209쪽.
176. ↑  변호단 1997, 21–22쪽.
177. 1 2 3 4  변호단 1997, 22쪽.
178. ↑  변호단 1997, 22–24쪽.
179. ↑  변호단 1997, 23–24쪽.
180. 1 2  변호단 1997, 24쪽.
181. 1 2 3  고바야시 1996, 160쪽.
182. 1 2  변호단 1997, 350–351쪽.
183. ↑  변호단 1997, 24–25쪽.
184. ↑  변호단 1997, 25쪽.
185. ↑  변호단 1997, 25–26쪽.
186. ↑  변호단 1997, 26쪽.
187. ↑  변호단 1997, 26–27쪽.
188. 1 2 3 4  변호단 1997, 27쪽.
189. ↑  변호단 1997, 380쪽.
190. 1 2  변호단 1997, 29쪽.
191. 1 2 3  변호단 1997, 33쪽.
192. 1 2  고바야시 1996, 213쪽.
193. 1 2 3 4 5  변호단 1997, 53쪽.
194. 1 2  변호단 1997, 28쪽.
195. 1 2 3 4 5 6  변호단 1997, 30쪽.
196. 1 2 3 4 5  고바야시 1996, 199쪽.
197. 1 2 3 4 5  변호단 1997, 31쪽.
198. 1 2 3  변호단 1997, 32쪽.
199. 1 2  고바야시 1996, 200쪽.
200. 1 2 3 4  아마가사·미우라 2006, 95쪽.
201. ↑  변호단 1997, 136쪽.
202. ↑  고바야시 1996, 31쪽.
203. ↑  고바야시 1996, 32쪽.
204. 1 2  변호단 1997, 104쪽.
205. 1 2  변호단 1997, 128쪽.
206. ↑  변호단 1997, 352–353쪽.
207. ↑  고바야시 1996, 210쪽.
208. ↑  고바야시 1996, 211–212쪽.
209. ↑  고바야시 1996, 214쪽.
210. ↑  변호단 1997, 100쪽.
211. ↑  변호단 1997, 100–101쪽.
212. ↑  고바야시 1996, 33쪽.
213. 1 2  변호단 1997, 34쪽.
214. 1 2  고바야시 1996, 201쪽.
215. 1 2 3 4 5  변호단 1997, 35쪽.
216. 1 2 3 4 5  고바야시 1996, 202쪽.
217. 1 2  변호단 1997, 36쪽.
218. ↑  고바야시 1996, 205쪽.
219. ↑  고바야시 1996, 229–230쪽.
220. ↑  변호단 1997, 35–36쪽.
221. ↑  고바야시 1996, 209–215쪽.
222. 1 2  변호단 1997, 37쪽.
223. 1 2 3  변호단 1997, 39쪽.
224. ↑  변호단 1997, 379–380쪽.
225. ↑  변호단 1997, 51쪽.
226. 1 2 3 4 5 6  변호단 1997, 52쪽.
227. ↑  변호단 1997, 39–40쪽.
228. ↑  변호단 1997, 40쪽.
229. 1 2  변호단 1997, 378쪽.
230. ↑  변호단 1997, 40–42쪽.
231. ↑  변호단 1997, 41쪽.
232. 1 2  변호단 1997, 42쪽.
233. ↑  변호단 1997, 42–43쪽.
234. 1 2 3 4  변호단 1997, 43쪽.
235. ↑  변호단 1997, 43–44쪽.
236. 1 2 3 4  변호단 1997, 44쪽.
237. ↑  변호다 1997, 44쪽.
238. 1 2  고바야시 1996, 229쪽.
239. 1 2 3 4  아마가사·미우라 2006, 96쪽.
240. ↑  고바야시 1996, 226쪽.
241. ↑  고바야시 1996, 226–227쪽.
242. ↑  고바야시 1996, 227쪽.
243. 1 2 3 4 5 6 7  변호단 1997, 45쪽.
244. 1 2  고바야시 1996, 230쪽.
245. ↑  아마가사·미우라 2006, 97–98쪽.
246. ↑  아마가사·미우라 2006, 98쪽.
247. ↑  아마가사·미우라 2006, 100쪽.
248. ↑  아마가사·미우라 2006, 102쪽.
249. 1 2 3 4 5 6 7 8  아마가사·미우라 2006, 103쪽.
250. ↑  변호단 1997, 143쪽.
251. 1 2  고바야시 1996, 231쪽.
252. ↑  고바야시 1996, 24–25쪽.
253. 1 2 3  고바야시 1996, 25쪽.
254. 1 2 3  변호단 1997, 47쪽.
255. 1 2  고바야시 1996, 27쪽.
256. 1 2 3  고바야시 1996, 28쪽.
257. ↑  고바야시 1996, 29쪽.
258. 1 2  변호단 1997, 48–49쪽.
259. ↑  고바야시 1996, 29–31쪽.
260. ↑  고바야시 1996, 33–34쪽.
261. ↑  고바야시 1996, 42쪽.
262. ↑  변호단 1997, 46쪽.
263. ↑  고바야시 1996, 234쪽.
264. 1 2  변호단 1997, 49쪽.
265. 1 2  변호단 1997, 375쪽.
266. ↑  고바야시 1996, 362쪽.
267. ↑  변호단 1997, 174쪽.
268. ↑  고바야시 1996, 363쪽.
269. ↑  변호단 1997, 50쪽.
270. 1 2 3 4  변호단 1997, 180쪽.
271. 1 2 3  고바야시 1996, 235쪽.
272. 1 2 3  변호단 1997, 181쪽.
273. ↑  고바야시 1996, 236쪽.
274. 1 2 3 4  변호단 1997, 182쪽.
275. ↑  변호다 1997, 182쪽.
276. 1 2 3 4  고바야시 1996, 237쪽.
277. 1 2 3 4  고바야시 1996, 239쪽.
278. ↑  변호단 1997, 182–183쪽.
279. 1 2 3 4 5 6  변호단 1997, 183쪽.
280. ↑  고바야시 1996, 239–240쪽.
281. 1 2 3  고바야시 1996, 240쪽.
282. 1 2 3 4  고바야시 1996, 242쪽.
283. ↑  변호단 1997, 183–185쪽.
284. 1 2 3  변호단 1997, 368쪽.
285. ↑  변호단 1997, 183–184쪽.
286. ↑  변호단 1997, 184–185쪽.
287. 1 2 3 4  변호단 1997, 185쪽.
288. ↑  변호단 1997, 186쪽.
289. 1 2 3 4 5 6 7  변호단 1997, 55쪽.
290. 1 2 3 4 5 6  일변연 1998, iv쪽.
291. 1 2  고바야시 1996, 231–232쪽.
292. ↑  변호단 1997, 173쪽.
293. 1 2 3 4 5 6 7 8 9 10 11 12  일변연 1998, 96쪽.
294. 1 2 3 4 5  고바야시 1996, 255쪽.
295. ↑  변호단 1997, 56쪽.
296. ↑  변호단 1997, 57–58쪽.
297. 1 2  변호단 1997, 57쪽.
298. ↑  고바야시 1996, 233쪽.
299. ↑  변호단 1997, 58–59쪽.
300. 1 2 3  아마가사·미우라 2006, 104쪽.
301. ↑  고바야시 1996, 279쪽.
302. ↑  아마가사·미우라 2006, 103–104쪽.
303. 1 2 3  변호단 1997, 146쪽.
304. 1 2  변호단 1997, 376쪽.
305. ↑  변호단 1997, 128–130쪽.
306. 1 2 3 4  고바야시 1996, 238쪽.
307. ↑  변호단 1997, 52–53쪽.
308. ↑  고바야시 1996, 238–239쪽.
309. ↑  변호단 1997, 118쪽.
310. ↑  고바야시 1996, 241쪽.
311. ↑  변호단 1997, 119쪽.
312. ↑  변호단 1997, 119–120쪽.
313. ↑  고바야시 1996, 245쪽.
314. 1 2  변호단 1997, 121쪽.
315. ↑  변호단 1997, 120쪽.
316. 1 2  고바야시 1996, 246–247쪽.
317. ↑  변호단 1997, 120–121쪽.
318. 1 2  고바야시 1996, 247쪽.
319. 1 2 3 4  변호단 1997, 54쪽.
320. ↑  고바야시 1996, 248쪽.
321. ↑  변호단 1997, 53–54쪽.
322. ↑  고바야시 1996, 248–251쪽.
323. ↑  고바야시 1996, 251쪽.
324. ↑  고바야시 1996, 252쪽.
325. ↑  아마가사·미우라 2006, 104–105쪽.
326. 1 2 3  아마가사·미우라 2006, 105쪽.
327. ↑  고바야시 1996, 254쪽.
328. ↑  고바야시 1996, 260–261쪽.
329. 1 2 3 4 5 6 7 8 9 10 11 12  오시다·오카베 2010, 117쪽.
330. 1 2 3 4 5  일변연 1998, 97쪽.
331. 1 2  아마가사·미우라 2006, 106쪽.
332. 1 2 3  고바야시 1996, 262쪽.
333. 1 2 3  혼다 2018, 239쪽.
334. 1 2  고바야시 1996, 263쪽.
335. ↑  아마가사·미우라 2006, 108쪽.
336. 1 2 3 4 5 6 7 8  아마가사·미우라 2006, 109쪽.
337. ↑  변호단 1997, 59–60쪽.
338. 1 2 3  변호단 1997, 153쪽.
339. ↑  고바야시 1996, 263–264쪽.
340. ↑  일변연 1998, 97–98쪽.
341. ↑  일변연 1998, 98쪽.
342. 1 2 3 4  변호단 1997, 66쪽.
343. 1 2  고바야시 1996, 267쪽.
344. ↑  고바야시 1996, 269쪽.
345. 1 2 3 4  변호단 1997, 60쪽.
346. 1 2 3  고바야시 1996, 271쪽.
347. ↑  변호단 1997, 148–149쪽.
348. 1 2  고바야시 1996, 272쪽.
349. 1 2 3  아마가사·미우라 2006, 110쪽.
350. 1 2 3  고바야시 1996, 275쪽.
351. 1 2 3  변호단 1997, 62쪽.
352. 1 2 3 4 5  변호단 1997, 61쪽.
353. ↑  아마가사·미우라 2006, 110–111쪽.
354. ↑  고바야시 1996, 276쪽.
355. 1 2  일변연 1998, 101쪽.
356. 1 2 3 4  변호단 1997, 154쪽.
357. 1 2 3  고바야시 1996, 277쪽.
358. 1 2 3 4 5  변호단 1997, 63쪽.
359. 1 2 3 4  아마가사·미우라 2006, 111쪽.
360. 1 2 3 4  고바야시 1996, 280쪽.
361. 1 2 3 4  변호단 1997, 162쪽.
362. 1 2 3 4  고바야시 1996, 281쪽.
363. ↑  변호단 1997, 64쪽.
364. ↑  고바야시 1996, 284쪽.
365. 1 2 3  고바야시 1996, 285쪽.
366. ↑  변호단 1997, 372–373쪽.
367. 1 2  아마가사·미우라 2006, 112쪽.
368. 1 2  고바야시 1996, 286쪽.
369. 1 2 3 4 5 6 7 8  변호단 1997, 67쪽.
370. ↑  변호단 1997, 65쪽.
371. ↑  고바야시 1996, 283쪽.
372. 1 2 3 4 5 6 7 8 9 10 11 12  아마가사·미우라 2006, 113쪽.
373. ↑  고바야시 1996, 290쪽.
374. 1 2 3 4  일변연 1998, 105쪽.
375. ↑  변호단 1997, 69–70쪽.
376. ↑  고바야시 1996, 290–291쪽.
377. 1 2 3 4  변호단 1997, 70쪽.
378. ↑  변호단 1997, 157쪽.
379. ↑  오시다·오카베 2010, 117–118쪽.
380. 1 2  일변연 1998, 100쪽.
381. ↑  가쓰마타 2014, 146–147쪽.
382. 1 2 3 4 5 6  고바야시 1996, 312쪽.
383. 1 2 3 4 5 6 7 8 9  고바야시 1996, 292쪽.
384. ↑  고바야시 1996, 292–293쪽.
385. 1 2 3  변호단 1997, 68쪽.
386. 1 2 3 4  고바야시 1996, 293쪽.
387. ↑  변호단 1997, 73–74쪽.
388. ↑  변호단 1997, 74–75쪽.
389. ↑  변호단 1997, 75쪽.
390. 1 2 3 4  변호단 1997, 76쪽.
391. ↑  변호단 1997, 75–76쪽.
392. ↑  고바야시 1996, 293–294쪽.
393. ↑  변호단 1997, 76–78쪽.
394. 1 2  고바야시 1996, 297쪽.
395. ↑  변호단 1997, 73쪽.
396. ↑  변호단 1997, 78–79쪽.
397. 1 2 3  변호단 1997, 79쪽.
398. ↑  고바야시 1996, 298쪽.
399. 1 2 3 4 5  아마가사·미우라 2006, 114쪽.
400. ↑  고바야시 1996, 304–305쪽.
401. ↑  일변연 1998, 99쪽.
402. ↑  고바야시 1996, 307–311쪽.
403. ↑  일변연 1998, 102쪽.
404. 1 2 3 4 5  변호단 1997, 158쪽.
405. ↑  고바야시 1996, 312–314쪽.
406. 1 2 3 4 5  고바야시 1996, 314쪽.
407. 1 2 3 4 5  일변연 1998, 106쪽.
408. ↑  변호단 1997, 71쪽.
409. 1 2  변호단 1997, 72쪽.
410. ↑  변호단 1997, 150쪽.
411. ↑  변호단 1997, 151쪽.
412. ↑  고바야시 1996, 315쪽.
413. 1 2 3  변호단 1997, 159쪽.
414. ↑  고바야시 1996, 315–316쪽.
415. ↑  고바야시 1996, 316쪽.
416. 1 2  고바야시 1996, 317쪽.
417. 1 2  고바야시 1996, 318쪽.
418. 1 2  변호단 1997, 370쪽.
419. 1 2 3  변호단 1997, 82쪽.
420. ↑  변호단 1997, 80쪽.
421. ↑  변호단 1997, 206쪽.
422. ↑  변호단1997, 81쪽.
423. 1 2  변호단 1997, 81–82쪽.
424. ↑  변호단 1997, 347–348쪽.
425. ↑  고바야시 1996, 321–323쪽.
426. ↑  변호단 1997, 349쪽.
427. 1 2 3 4  고바야시 1996, 324쪽.
428. 1 2 3  고바야시 1996, 325쪽.
429. 1 2 3 4 5  고바야시 1996, 329쪽.
430. ↑  변호단 1997, 83–84쪽.
431. 1 2 3  변호단 1997, 84쪽.
432. 1 2  변호단 1997, 84–85쪽.
433. ↑  고바야시 1996, 329–332쪽.
434. 1 2 3 4 5  변호단 1997, 351쪽.
435. 1 2 3  변호단 1997, 352쪽.
436. 1 2 3 4 5  변호단 1997, 354쪽.
437. 1 2 3  변호단 1997, 357쪽.
438. ↑  변호단 1997, 355쪽.
439. 1 2  변호단 1997, 356쪽.
440. 1 2 3  모리오 외 2017, 23쪽.
441. 1 2 3 4  고바야시 1996, 330쪽.
442. ↑  변호단 1997, 358쪽.
443. 1 2 3 4  변호단 1997, 359쪽.
444. ↑  변호단 1997, 360쪽.
445. 1 2  변호단 1997, 126쪽.
446. ↑  변호단 1997, 361쪽.
447. ↑  고바야시 1996, 330–331쪽.
448. ↑  변호단 1997, 127쪽.
449. 1 2 3 4  고바야시 1996, 331쪽.
450. 1 2 3 4  모리오 외 2017, 24쪽.
451. ↑  변호단 1997, 362쪽.
452. 1 2  변호단 1997, 363쪽.
453. ↑  변호단 1997, 364쪽.
454. ↑  변호단 1997, 133쪽.
455. ↑  고바야시 1996, 331–332쪽.
456. 1 2 3 4 5  변호단 1997, 134쪽.
457. 1 2  고바야시 1996, 332쪽.
458. ↑  변호단 1997, 365쪽.
459. ↑  변호단 1997, 365-366쪽.
460. 1 2 3  변호단 1997, 366쪽.
461. ↑  변호단 1997, 96쪽.
462. 1 2  고바야시 1996, 332–333쪽.
463. ↑  변호단 1997, 367쪽.
464. 1 2 3  고바야시 1996, 334쪽.
465. ↑  고바야시 1996, 335쪽.
466. ↑  변호단 1997, 85-86쪽.
467. 1 2 3  고바야시 1996, 337쪽.
468. 1 2  고바야시 1996, 342쪽.
469. 1 2 3 4 5 6 7  아사노 1996, 137쪽.
470. 1 2  고바야시 1996, 343쪽.
471. ↑  아사노 1996, 136–137쪽.
472. ↑  고바야시 1996, 344쪽.
473. 1 2 3  고바야시 1996, 345쪽.
474. 1 2  구쓰카케 2002, 295쪽.
475. ↑  구쓰카케 2002, 298쪽.
476. ↑  니노미야 1998, 18쪽.
477. ↑  오시다·오카베 2010, 118쪽.
478. ↑  고바야시 1996, 222쪽.
479. 1 2  모리오 외 2017, 48쪽.
480. 1 2 3 4 5  고바야시 1996, 336쪽.
481. ↑  고바야시 1996, 351쪽.
482. ↑  모리오 외 2017, 18–19쪽.
483. ↑  모리오 외 2017, 23–24쪽.
484. ↑  모리오 외 2017, 28쪽.
485. ↑  일변연 1998, 107쪽.
486. 1 2  일변연 1998, v쪽.
487. 1 2 3 4 5 6 7 8  아사노 1996, 138쪽.
488. 1 2  고바야시 1996, 71쪽.
489. ↑  고바야시 1996, 77쪽.
490. ↑  고바야시 1996, 82쪽.
491. ↑  고바야시 1996, 82–83쪽.
492. ↑  고바야시 1996, 102쪽.
493. 1 2 3  고바야시 1996, 134쪽.
494. 1 2 3 4  나카니시 1996, 114쪽.
495. ↑  고바야시 1996, 108쪽.
496. ↑  변호단 1997, 167쪽.
497. ↑  변호단 1997, 171쪽.
498. ↑  고바야시 1996, 341쪽.
499. 1 2  나카니시 1996, 119쪽.
500. ↑  나카니시 1996, 115쪽.
501. ↑  변호단 1997, 175쪽.
502. ↑  나카니시 1996, 117쪽.
503. ↑  나카니시 1996, 118쪽.
504. 1 2 3  고바야시 1992, 59쪽.
505. 1 2  니노미야 1998.
506. 1 2 3 4  고바야시 1992, 58쪽.

## 참고 문헌
- 고바야시 미치오(小林道雄) (1992). 《일본의 형사 사법 -무엇이 문제인가-(日本の刑事司法 ―なにが問題なのか―)》. 이와나미 부클렛 255(岩波ブックレット255). 이와나미 서점. ISBN 4000031953.
- 고바야시 미치오(小林道雄) (1996). 《<죄>를 만드는 법 -오이타·여자 단기대학생 살인 사건-(<冤罪>のつくり方 ―大分・女子短大生殺人事件―)》. 고단샤 문고(講談社文庫). 고단샤. ISBN 4062634112.
- 아사노 겐이치(浅野健一) (1996). “6월 27일 시효 성립 검증·미도리소 사건 보도 피해 (상) 시효 성립(6月27日時効成立 検証・みどり荘事件報道被害（上）時効成立)”. 《쓰쿠루(創)》 (쓰쿠루 출판(創出版)) 제26권 (8호): 132-143. NAID 40002470066.
- 나카니시 히데오(中西秀夫) (1996). “"미디어의 범죄" 보도 기관으로의 철저 조사 검증·미도리소 사건 보도 피해 (하) 보도의 책임(『メディアの犯罪』報道機関への徹底調査 検証・みどり荘事件報道被害（下）報道の責任)”. 《쓰쿠루(創)》 (쓰쿠루 출판(創出版)) 제26권 (9호): 114-126. NAID 40002470082.
- 미도리소 사건 변호단(みどり荘事件弁護団) 편저 (1997). 《완전 무죄로 13년의 궤적 -미도리소 사건 변호의 기록-(完全無罪へ13年の軌跡 ―みどり荘事件弁護の記録―)》. 겐다이진분샤(現代人文社). ISBN 4906531369.
- 일본변호사연합회(日本弁護士連合会) 인권옹호위원회(人権擁護委員会), 편집. (1998). 《DNA 감식과 형사 변호(DNA鑑定と刑事弁護)》. 겐다이진분샤(現代人文社). ISBN 4906531555.
- 니노미야 다카토미(二宮孝富) (1998). “당번변호사의 무료 구급 활동을 지원하는 시민의 모임·오이타(当番弁護士の無料救急活動を支援する市民の会・大分)”. 《형사 변호(刑事弁護)》 (겐다이진분샤(現代人文社)) (16호): 18. ISBN 978-4906531585.
- 구쓰카케 료이치(輿掛良一) (2002). “미도리소 사건 -내 설원의 싸움과 그 후-(みどり荘事件 ―私の雪冤のたたかいとその後―)”. 《가교(架橋)》 (나가사키 대학 교육학부 정치학연구실(教育学部政治学研究室)) (제3호): 283-298. NAID 120004622370.
- 아마가사 케이스케(天笠啓祐)·미우라 히데아키(三浦英明) (2006). 《DNA 감식 -과학의 이름에 의한 원죄-(DNA鑑定 ―科学の名による冤罪―)》. 료쿠후 출판(緑風出版). ISBN 4846106039.
- 오시다 시게미(押田茂實)·오카베 야스오(岡部保男) 편저 (2010). 《Q&A 보고 아는 DNA 감식(Q&A見てわかるDNA型鑑定)》. GENJIN 형사 변호 시리즈 13(GENJIN刑事弁護シリーズ13). 겐다이진분샤(現代人文社). ISBN 978-4877984496.
- 가쓰마타 요시나오(勝又義直) (2014). 《최신 DNA 감식 그 능력과 한계(最新 DNA鑑定  その能力と限界)》. 나고야 대학 출판회. ISBN 978-4815807771.
- 모리오 아키라(森尾亮)·요시히로 미쓰오(吉弘光男)·무네오카 시로(宗岡嗣郎) (2017). “사실 인정의 가능적 추론의 정당화 근거에 대해서 -미도리소 사건과 에니와 OL 살인 사건의 비교-(事実認定における可能的推論の正当化根拠について ―みどり荘事件と恵庭OL殺人事件との比較―)”. 《구루메 대학 법학(久留米大学法学)》 (구루메 대학 법학회) (77호): 1-74. NAID 40021453153.
- 혼다 가쓰야(本田克也) (2018). 《DNA 감식은 마법의 비장의 카드인가 -과학 감식을 사용한 형사 재판의 상태-(DNA鑑定は魔法の切り札か ―科学鑑定を用いた刑事裁判の在り方―)》. 겐다이진분샤(現代人文社). ISBN 978-4877986810.

## 같이 보기
- 누명
- 법의유전학
- 당번변호사제도
- 보도 피해